# Naram-Sin d'Akkad
Cette page se comprend mieux après la lecture de Empire d'Akkad.
Naram-Sin ou Naram-Suen (« Aimé de Sîn ») est un roi d'Akkad qui régna de 2254 à 2218 av. J.-C. ou de 2253 à 2198 av. J.-C.
Quatrième roi de l'empire d'Akkad, fondé par son grand-père Sargon d'Akkad aux alentours de 2300 av. J.-C., il hérite à sa montée sur le trône d'un royaume contrôlant toute la Basse Mésopotamie et sans rival à sa taille dans les régions voisines, mais encore faiblement structuré, notamment en ce qui concerne le contrôle des régions situées au-delà de la plaine mésopotamienne. La chronologie interne de son règne n'est pas établie, mais l'événement le plus important est une insurrection générale qui mobilise la plupart des grandes cités de Basse Mésopotamie, qui étaient encore indépendantes quelques décennies plus tôt, et qui cherchent à renverser le pouvoir akkadien. Naram-Sin parvient à vaincre les insurgés après plusieurs batailles.
Selon l'avis de la majorité des historiens, c'est après cet événement qu'il décide de consolider l'État qu'il dirige, et qu'il lui donne un caractère proprement « impérial ». Cela passe d'un côté par une évolution idéologique qui lui donne un caractère divin : il devient le « dieu d'Akkad », la capitale, et reçoit un culte. Il fait réaliser de nombreuses inscriptions à sa gloire, qui figurent sur des monuments représentant ses exploits, comme la stèle de victoire, une des rares œuvres de son règne à nous être parvenues. Naram-Sin entreprend également un ensemble de réformes administratives, qui diffusent une écriture, des poids et des mesures et des pratiques administratives uniformes, employées par l'administration royale. Il poursuit la pratique de ses prédécesseurs en accaparant des domaines dans les provinces pour les concéder à ses obligés, confortant l'ascendant de la nouvelle élite akkadienne dont la position dominante est assurée par sa loyauté envers le roi.
Concernant les rapports avec les régions voisines, Naram-Sin est un conquérant dans la droite ligne de ses prédécesseurs, qui mène des campagnes dans le Zagros, dans le Golfe jusqu'à Magan (l'actuel Oman), et surtout en Haute Mésopotamie et en Syrie, où il parvient encore plus loin que ses prédécesseurs, jusqu'aux sources du Tigre et de l'Euphrate en Anatolie du sud-est. Il consolide l'hégémonie akkadienne dans ses régions et son contrôle des principaux axes commerciaux par l'implantation en des points stratégiques d'un réseau de garnisons gérées par une administration akkadienne. Les images glorifiant le roi sont diffusées jusqu'aux confins de l'empire afin de proclamer sa mainmise sur ses régions.
Naram-Sin est dès l'Antiquité perçu comme un personnage hors-norme, tout comme son grand-père Sargon. Son souvenir reste très vivace dans les générations postérieures. Cela se voit notamment par la rédaction de plusieurs œuvres dont il est le protagoniste, servant à véhiculer des réflexions sur la royauté et les rapports entre les dieux et les rois, comme la Malédiction d'Akkad en sumérien, ou la Légende kuthéenne de Naram-Sin en akkadien. Il en ressort une image ambivalente de Naram-Sin, certes constamment perçu comme un roi puissant et conquérant, mais à plusieurs reprises présenté comme une personnalité démesurément orgueilleuse, dont les excès causent la chute d'Akkad.

## Sources

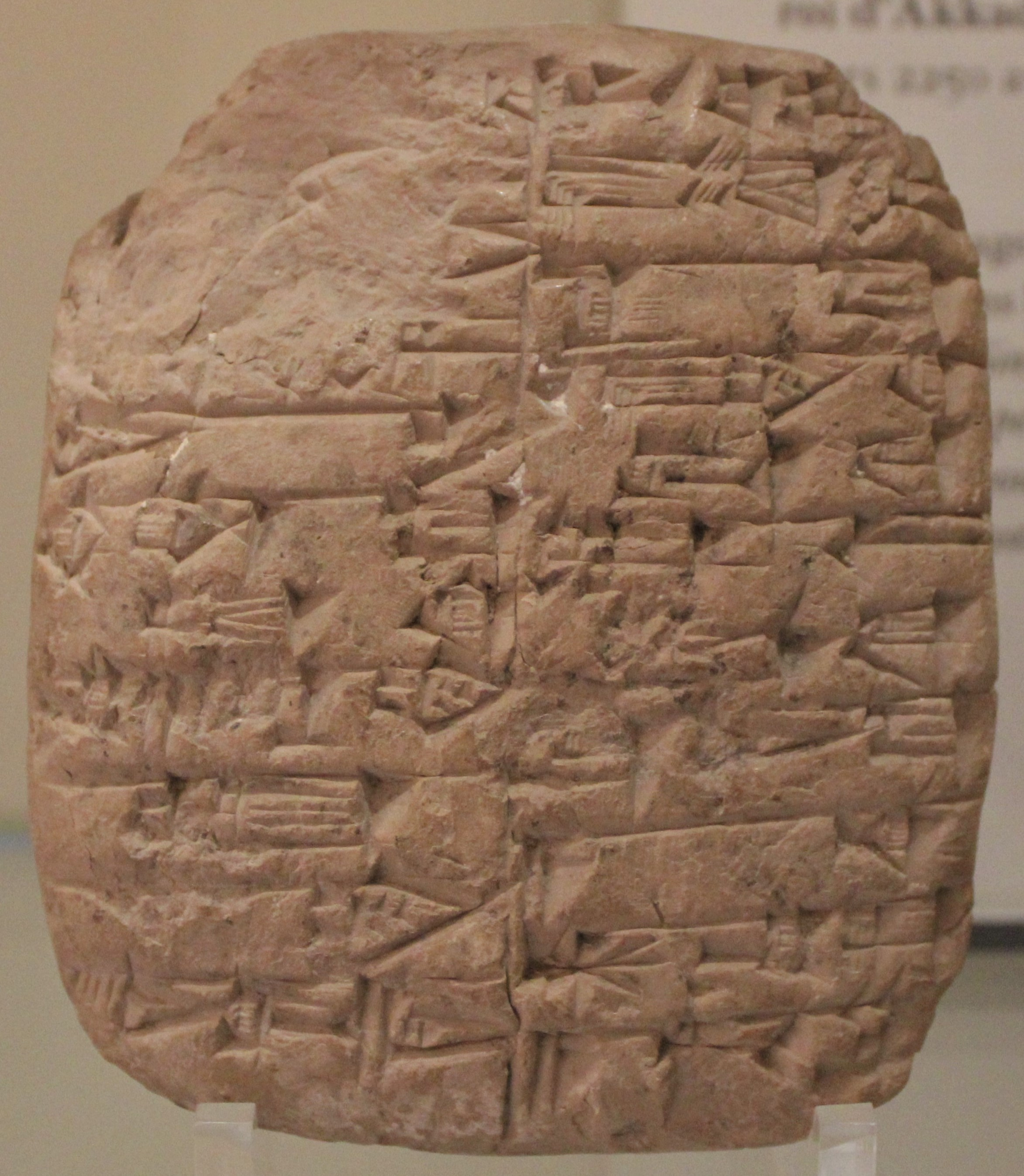
Copie d'époque paléo-babylonienne d'une inscription de Naram-Sin sur une statue de lui-même, exposée dans le temple d'Enlil à Nippur. Musée du Louvre.
Traduction (les lacunes sont comblées par une autre copie de l'inscription) : [Naram]-Sin, [le roi] des quatre régions, lorsqu'il eut vaincu HARshamat et qu'il eut en personne abattu un aurochs en plein Mont Tibar (l'actuel Djebel Abdulaziz ?), façonna son effigie et (la) voua à Enlil, son père. Celui qui écartera cette inscription, qu'Enlil et Shamash arrachent sa racine et lui enlèvent sa descendance !,

Le règne de Naram-Sin est documenté par de nombreuses sources écrites. Une première catégorie émane de la chancellerie d'Akkad : il s'agit d'inscriptions commémorant les faits remarquables du règne en glorifiant la personne du roi. Elles consistent d'un côté en des inscriptions courtes, sur des objets votifs, et des inscriptions plus longues, figurant sur des monuments. Ces dernières ont en général disparu, mais elles ont été recopiées quelques siècles après le règne de Naram-Sin par des scribes, qui y avaient accès alors qu'elles étaient exposées dans des sanctuaires, notamment celui d'Enlil à Nippur. Plusieurs tablettes de la période paléo-babylonienne (v. 2000-1600 av. J.-C.) comprennent de façon individuelle ou en groupe des inscriptions des souverains d'Akkad. Elles contiennent des informations sur les conquêtes militaires de Naram-Sin, mais ne présentent pas de descriptions développées des événements. Les tablettes de copies comprennent aussi des informations sur l'aspect des monuments sur lesquels étaient inscrits les textes (type d’œuvre, emplacement des inscriptions, images),.
Parmi les textes commémorant les accomplissements du roi figurent aussi les noms d'années : suivant un usage qui se répand à cette période servant à différencier les années, on donne un nom à une année en référence à un événement majeur qui s'est produit l'année précédente. Ils sont utilisés pour dater certains textes administratifs, et c'est ainsi que les historiens les identifient généralement. C'est en principe très utile pour reconstituer la trame l'histoire événementielle d'un règne, à la condition que l'intégralité des noms d'années d'un roi soient connus, et qu'il soit possible de les mettre dans l'ordre. Or une vingtaine de noms d'années sont connus (pour un règne crédité d'au plus 56 années), et on ne sait pas dans quel ordre les disposer. Ils commémorent des victoires militaires (« Année où Naram-Sin défit Maridaban », « Année où Naram-Sin fut victorieux contre Simurrum à Kirasheniwe et captura Baba, gouverneur de Simurrum (et) Dubul, gouverneur d'Arame »), dont des expéditions lointaines (« Année où Naram-Sin atteignit les sources du Tigre et de l'Euphrate et fut victorieux au combat contre Shenaminda »), des actes pieux (« Année où Naram-Sin posa les fondations du temple d'Enlil à Nippur et le temple d'Ishtar à Zabala »), des constructions profanes (« Année où le mur d'Akkad fut construit »).
Le règne de Naram-Sin se caractérise par une forte augmentation de la documentation administrative : la plupart des documents de ce type datés de la période d'Akkad (environ 8 000 au total) qui sont connus ont été écrits sous son règne, ou bien sous celui de son fils Shar-kali-sharri. Il s'agit de sources précieuses pour voir l'organisation interne de l'administration akkadienne,.
Des sources écrites rédigées postérieurement au règne de Naram-Sin témoignent de l'apparition d'une tradition légendaire à son propos. Elles fournissent avant tout des informations sur leur époque de rédaction, en particulier sur l'idéologie de la royauté. Quant à leur utilité pour reconstituer l'histoire de l'empire d'Akkad, elle est débattue. Il a souvent été relevé que ces traditions avaient été jusqu'à influencer l'image de l'époque d'Akkad chez les historiens modernes, qui ont souvent eu tendance à trop se reposer sur elles pour étudier les règnes des rois akkadiens, voire à reprendre sans le recul nécessaire la vision « héroïque » et « impériale » de la période qu'elles charrient. Il est aujourd'hui reconnu qu'il est difficile, mais pas forcément impossible, de les mobiliser pour reconstituer le règne de Naram-Sin : elles reposent manifestement sur une base de vérité, puisqu'une partie de ces textes s'inspire d'inscriptions commémoratives, mais elles comprennent une large partie de faits imaginaires inventés des siècles après sa mort,.

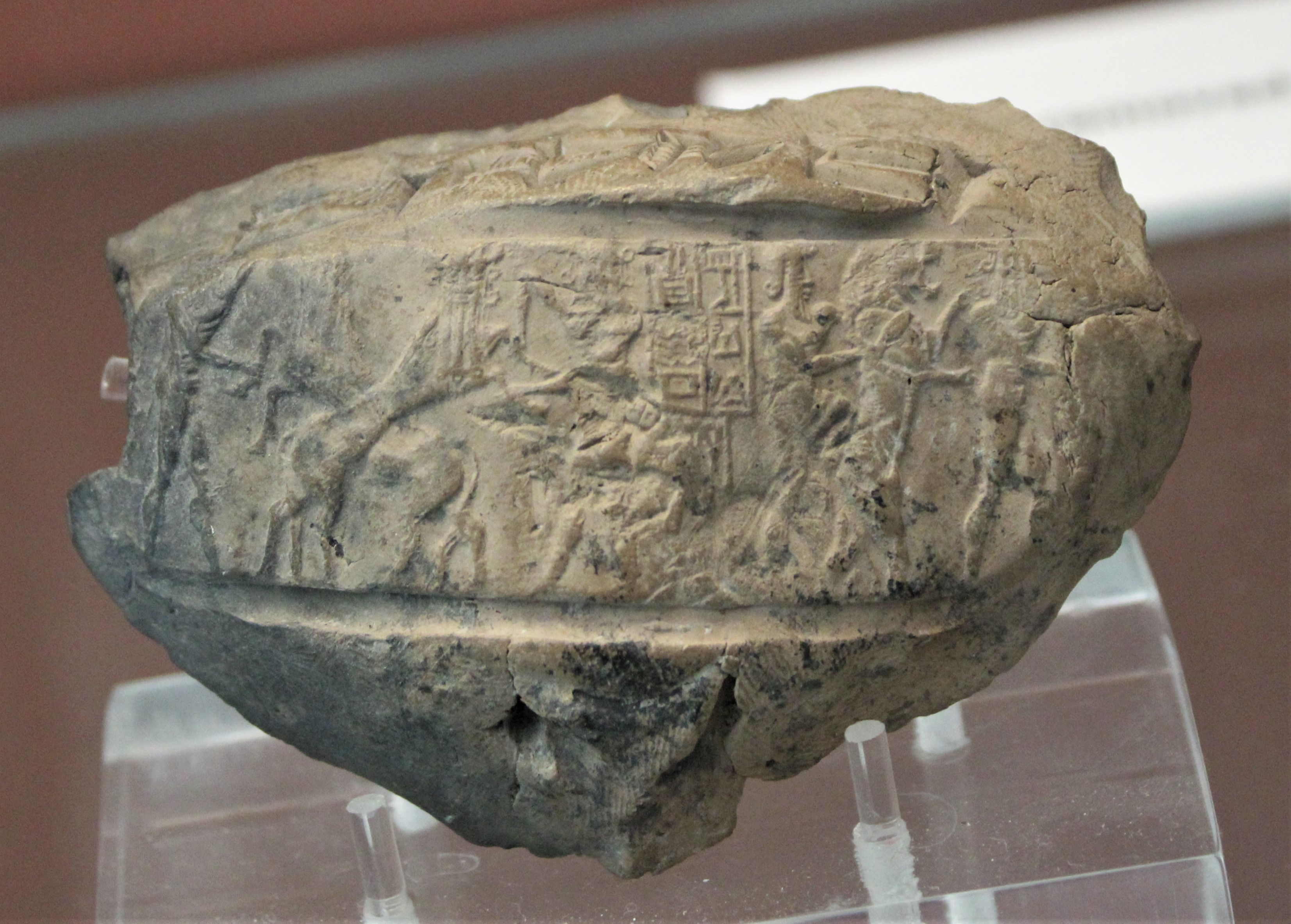
Une impression sur bulle d'argile du sceau-cylindre d'un scribe de l'administration d'Akkad, représentant une scène de combats caractéristique des règnes de Naram-Sin et de Shar-kali-sharri. Tello (Girsu). British Museum.

Les sources écrites sont complétées par des sources non-écrites. Les fouilles archéologiques ont dégagé des bâtiments de l'époque de Naram-Sin, ou du moins des derniers règnes de l'empire d'Akkad (Tell Asmar, Tell Brak, Tell Leilan). L'étude des images est cruciale pour la compréhension du règne de Naram-Sin. Il s'agit d'abord d'un petit nombre de monuments sculptés, des statues et des stèles, portant aussi des inscriptions, véhiculant l'idéologie royale akkadienne, la plus fameuse étant la stèle de victoire de Naram-Sin. L'analyse des images (et des inscriptions) des sceaux-cylindres des membres de l'élite akkadienne, connus par les découvertes de certains de ces objets et surtout par la présence de leurs impressions sur des tablettes ou bulles d'argile, permet également d'approfondir la connaissance de la période. Il s'agit d'un corpus très vaste (environ 2 000 objets ou impressions pour la période d'Akkad).

## Incertitudes chronologiques
Comme il est de mise pour cette période reculée, le déroulement des événements ayant eu lieu durant le règne de Naram-Sin ne peut être reconstitué avec précision :
- on ignore la durée exacte de son règne : la Liste royale sumérienne le crédite de 56 années de règne (mais 54 années et 6 mois dans la version la plus ancienne de la chronique[15]), soit le même nombre d'années qu'elle donne au règne de Sargon[16]. Cela a été remis en question par Thorkild Jacobsen, et à sa suite il est courant de proposer un règne d'au moins 37 années[17],[18], quoi que certains restent sur la durée d'une cinquantaine d'années[19] ;
- on ignore à quel moment exact il prend place, donc aussi bien la date de sa montée sur le trône que celle de sa mort, en raison des débats existant sur la chronologie du IIIe millénaire av. J.-C. en Mésopotamie qui font que les historiens ne sont en mesure de proposer que des datations approximatives ; parmi les différentes propositions, dépendant aussi de la durée proposée pour le règne : 2261-2206 av. J.-C.[20], 2253-2198 av. J.-C.[21] ;
- on ignore dans quel ordre se déroulent les événements évoqués dans les inscriptions du roi (grande insurrection, campagnes militaires à l'extérieur, divinisation), donc a fortiori à quelle date ils se sont produits, même à l'intérieur de son règne[22],[23]. D. Frayne a proposé une succession des événements en partant du principe que sa divinisation survenait à un moment précis de son règne, et qu'à partir de là toutes ses inscriptions officielles écrivent son nom avec le signe cunéiforme indiquant la divinité, ce qui veut dire que celles dans lesquelles il est absent sont antérieures[16]. Selon lui la première partie du règne est marquée par plusieurs campagnes militaires dans des pays voisins, avant la grande révolte qui marque un tournant, puisqu'elle est suivie de plusieurs constructions de temples et œuvres pieuses, et de la déification du roi ; la suite de son règne est marquée par des conquêtes en Haute Mésopotamie et en Syrie, ainsi que dans le plateau Iranien[24]. Ces propositions ne font pas l'unanimité, notamment parce que la méthode de datation des événements par l'absence ou la présence du signe divin ne semble pas complètement fiable[22],[23],[25].

## La montée sur le trône et son contexte
Selon la Liste royale sumérienne, chronique historiographique souvent utilisée pour reconstituer la chronologie mésopotamienne mais qui n'est pas d'une grande fiabilité historique, Naram-Sin est le fils du roi Manishtusu d'Akkad, fils de Sargon d'Akkad, le fondateur de la dynastie, et successeur de Rimush, un autre fils de Sargon. Si l'appartenance de ces rois à une même dynastie ne fait aucun doute, les historiens sont partagés quant à leur ordre de succession, car il se pourrait que Manishtusu ait régné avant Rimush. Naram-Sin ne fournit aucune indication sur l'identité de son père dans ses inscriptions, ce qui est du reste une pratique constante des rois akkadiens, qui ne semblent pas avoir ressenti le besoin de mettre en avant leurs aïeux afin d'asseoir leur légitimité.
Lorsqu'il monte sur le trône, Naram-Sin hérite d'un vaste État, qui est souvent qualifié d'« empire », en tout cas une construction politique sans précédent dans l'histoire mésopotamienne par son ampleur et ses ambitions. Sargon en a été le fondateur autour de 2300 av. J.-C., à partir de sa cité d'Akkad, en soumettant et annexant tous les royaumes qui se partageaient la Basse Mésopotamie. Il a ensuite entrepris des campagnes vers les régions voisines (Syrie, Iran occidental) qui ont fortement marqué les esprits par les distances qu'elles ont parcourues, mais qui ne se sont apparemment pas traduites par une domination directe,. Cela s'accompagne de l'invention de nouvelles pratiques politiques posant les bases pour les rois (et les États) amenés à lui succéder : un programme politique et idéologique « impérial », le rôle primordial de l'armée et de la victoire militaire, la mise en place d'une organisation administrative d'un niveau supérieur à celui des cités-États traditionnelles, la constitution d'une nouvelle élite politique accordant une grande place à la famille du roi. Ses deux fils Rimush et Manishtusu poursuivent son œuvre et consolident le royaume. Le premier fait face à une révolte dans le sud, qu'il réprime, et accomplit des campagnes vers l'extérieur. Le second entreprend également des campagnes militaires au-delà de la Basse Mésopotamie,.
Un fragment de poème semble indiquer que Naram-Sin ait déjà conduit une campagne alors qu'il était prince héritier. Selon un oracle « historique » du début du IIe millénaire av. J.-C., Manishtusu aurait été assassiné, ce qu'il est là encore impossible de confirmer.
Le nom de la première année de règne de Naram-Sîn est connu, et il indique que le roi est couronné dans le temple du grand dieu Enlil à Nippur, le dieu garant de la souveraineté en Basse Mésopotamie, avec lequel Naram-Sîn conserve par la suite un lien privilégié : « Année où Naram-Sin reçut l'arme du dieu An (ou du Ciel) dans le temple du dieu Enlil. »

## La Grande Révolte

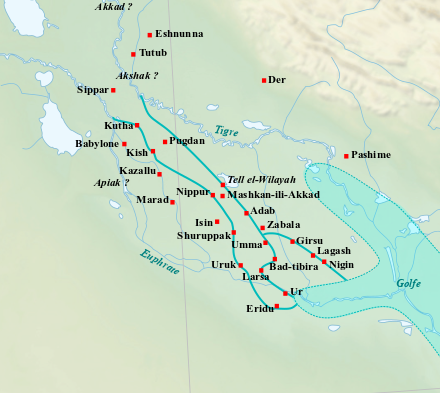
Localisation des sites principaux de Mésopotamie méridionale durant la période d'Akkad.

Un événement-clé du règne de Naram-Sin est la « Grande Révolte », ou « insurrection générale », qui embrase les cités de Basse Mésopotamie et manque d'emporter l'Empire d'Akkad. Il s'agit de la seconde grande révolte à laquelle font face les rois d'Akkad, après celle qui a eu lieu durant le règne de Rimush, qui fut durement réprimée. Les historiens considèrent que ces soulèvements sont motivés par la volonté de se débarrasser de la domination akkadienne, mal acceptée par beaucoup, ressentiment aggravé par les tendances centralisatrices, l'accaparement de terres et l'autoritarisme des rois d'Akkad. Cela reflète en tout cas un rejet de l'autorité du roi d'Akkad et de leur politique d'intégration. Selon Westenholz la désapprobation est plus importante chez les populations du sud que chez celle du nord, si on en juge par le fait que les cités méridionales ont résisté plus longtemps. Mais il reste difficile de déterminer s'il y a bien une opposition à caractère « ethnique » à cette période entre éléments « Sumériens » et « Akkadiens », d'autant plus qu'au cas d'espèce la révolte concerne les cités des deux ensembles, certes séparément.
Cette insurrection est surtout connue par une longue inscription commémorant le triomphe de Naram-Sin, et elle est évoquée (sous des aspects très romancés) dans la tradition littéraire sur les rois d'Akkad, ce qui indique qu'elle a fortement marquée les esprits. Selon ce que rapporte le roi elle aurait duré une année et nécessité neuf batailles, mais on ne sait pas à quel moment du règne elle intervient : ce n'est manifestement pas au début, peut-être après une vingtaine d'années de règne (vers 2230 selon Schrakamp, qui situe le début de règne en 2253), voire une trentaine d'années (selon Steinkeller, qui retient un règne long de 55 années), ou dans les dernières années de son règne (selon une proposition avancée avec prudence par Westenholz).
Selon le récit qu'en a laissé Naram-Sin, les instigateurs de l'insurrection son Iphur-Kish à Kish et Amar-girid à Uruk, qui se proclament roi ; un troisième chef insurgé, Lugal-Ane d'Ur, apparaît aussi dans la documentation relative à ce soulèvement mais son rôle semble moins important. Le premier constitue la menace la plus grave : il se situe dans le nord de la Basse Mésopotamie, à proximité d'Akkad, dans la cité qui exerçait la position dominante avant les conquêtes de Sargon (souvent lui-même présenté comme un roi de Kish), et rallie les autres cités voisines (Borsippa, Kutha, Dilbat, Eresh, Sippar, Kazallu) ainsi que des tribus amorrites, qui viennent sans doute du nord-ouest. Dans un premier temps, Naram-Sin se barricade dans la capitale, appelle le dieu-soleil Shamash au secours, puis prend les armes et va au-devant des troupes ennemies. Il les défait, et Iphur-Kish se retire à Kish, où il est à nouveau vaincu. Les ennemis sont massacrés et la cité est détruite.

« Sur le champ de Sin, ils se battirent et se combattirent. Par le verdict d'Ishtar-Annunitum, Naram-Sin le puissant [fut victorieux] du Kishite dans la bataille de Tiwa. De plus, il [tua] Ili-resi, le général ; Ilum-muda, Ibbi-Zababa, Imtalik, Puzur-Asar, capitaines de Kish, et Puzur-Ningal, gouverneur de Tiwa ; Ili-re'a, son capitaine; Kulizum, capitaine d'Eresh ; Edam'u, capitaine de Kutha, (longue lacune) Plus loin, il captura au combat [ ], Ilum-dan, gouverneur de Borsippa; Dada, gouverneur d'Apiak, total : 5 officiers et 4 932 soldats qu'il captura au combat.

En outre, il le poursuivit jusqu'à Kish, et, à côté de Kish, à la porte de Ninkarrak, ils se battirent et se combattirent une seconde fois. Par le verdict de <Ishtar>-Annunitum et d'Anu, Naram-Sin le puissant était victorieux des Kishites à la bataille de Kish. De plus, [il tua] Puzur-Numushda, gouverneur de Kazallu ; Dannum, capitaine de Borsippa ; Pu-palim, capitaine d'Apiak (longue lacune) Iddin-[ ], gouverneur de Kutha, Ilish-takal, gouverneur de Sippar ; Shalim-beli, gouverneur de Kiritab ; Qishum, gouverneur d'Eresh ; Ita-Ilum, gouverneur de Dilbat ; Imtalik, capitaine de Tiwa, total : 9 officiers et 2 015 qu'il captura au combat.

En outre, il remplit l'Euphrate avec eux et conquit la ville de Kish et détruisit ses murs. De plus, il fit couler la rivière à l'intérieur et tua 2 525 hommes dans la ville. »

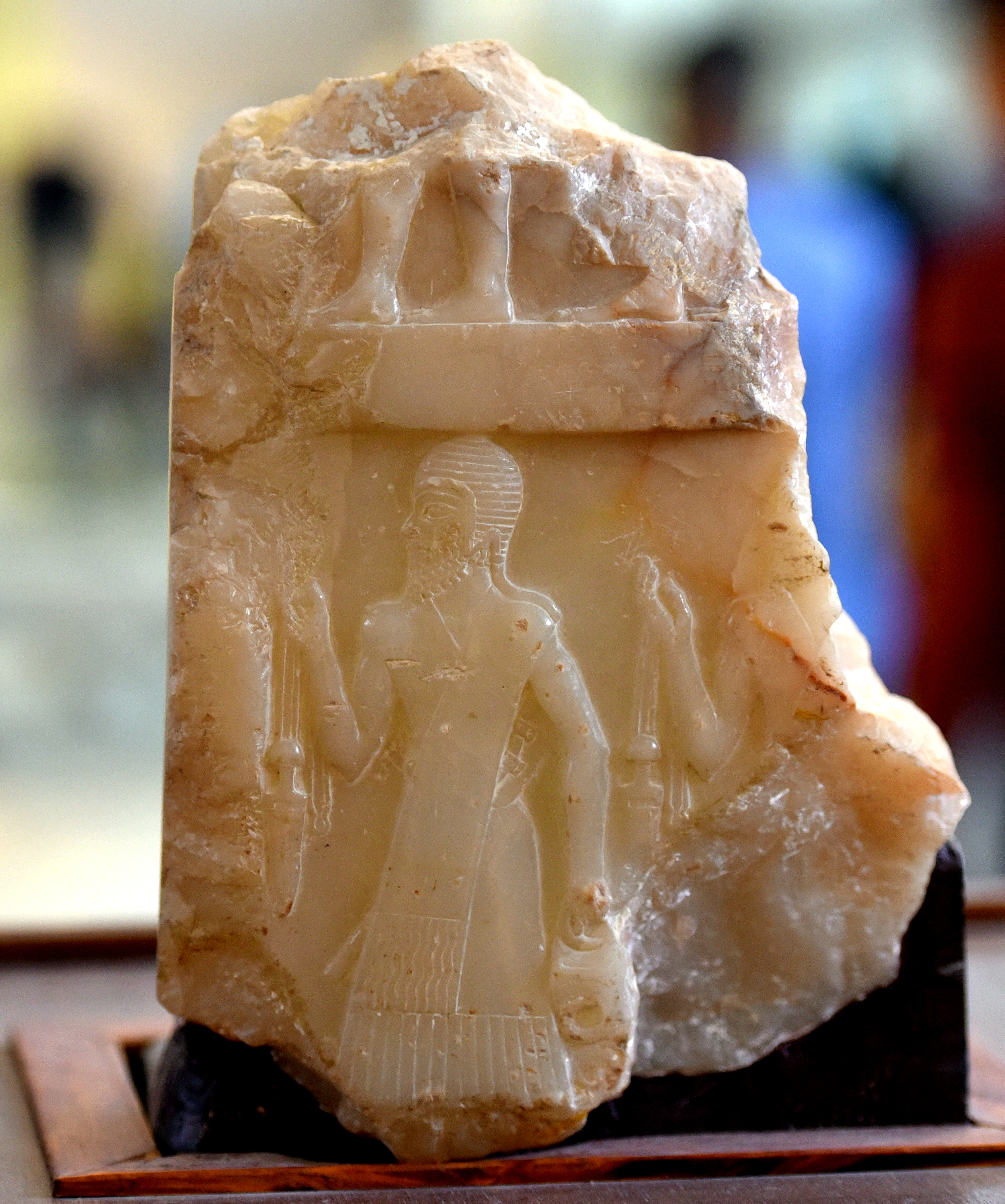
Stèle de victoire akkadienne (du règne de Naram-Sin ?) représentant des soldats akkadiens. Région de Nassiriya. Musée national d'Irak.

Dans la partie sud du royaume, Amar-girid a lui aussi rallié de nombreuses cités (dont Adab, Isin, Lagash, Nippur, Shuruppak et Umma), ainsi que des tribus amorrites, et lance un appel au ralliement en direction des contrées du nord de la Mésopotamie, qui ne semblent pas l'avoir suivi. Il ne semble pas y avoir eu de coordination entre lui et Iphur-Kish. Selon une tradition postérieure, Enheduanna, la fille de Sargon (et donc tante de Naram-Sin) qui avait été installée comme grande prêtresse à Ur, doit alors fuir la cité en raison de la menace que fait peser sur elle le chef rebelle local Lugal-Ane. Naram-Sin se porte apparemment contre juste après sa victoire contre Kish, et semble avoir subi une forte résistance puisqu'il lui faut cette fois-ci sept batailles pour défaire et capturer le chef rebelle. La dernière a lieu en Haute Mésopotamie, où Amar-girid s'était réfugié après ses revers mais n'avait pas reçu d'appuis locaux.

« Amar-girid, roi d'Uruk, trembla de peur, “Je dois marcher, [il a été victorieux, qu'il meure, que je vive, ou qu'autre chose arrive !” Il est parti d'Asimanum à Shisil à l'amont de l'Euphrate. Il traversa l'Euphrate et remonta à Basar, la montagne des Amorrites. Naram-Sin le puissant entendit parler de lui et dépêcha contre lui neuf capitaines d'Akkad qu'il retenait et il se précipita à Habshat. Naram-Sin le puissant lui-même remonta l'Euphrate jusqu'au mont Basar. Ils livrèrent une septième bataille et, selon le verdict d'Annunitum et d'Enlil, Naram-Sin le puissant remporta la victoire sur l'Urukéen dans la bataille de Basar, la montagne des Amorrites. De plus, il tua [ ], capitaine d'Umma ; Aba-Enlil, capitaine d'Adab, total : 9 officiers et 4 325(?) hommes dans la bataille. Naram-Sin le puissant fait prisonnier dans la bataille Amar-girid, roi d'Uruk, E'e le général, Enlil-galzu, ancien de la ville d'Uruk (longue liste de prisonniers, et totaux). »

Uruk subit à son tour un châtiment exemplaire. Les cités de la région du Golfe qui s'étaient ralliées aux insurgés subissent à leur tour la vengeance de Naram-Sin, qui les prend et les pille.
Ces événements ont manifestement eu un impact considérable. Naram-Sin considère que le monde entier s'est soulevé contre lui, qu'il a échappé de peu au désastre, et que les insurgés, en particulier Kish, ont fait preuve d'ingratitude à l'égard d'Akkad qui les avait jusqu'alors bien traités. Les deux axes de la révolte révèlent une ligne de partage entre cités du nord réunies autour de Kish, et cités du sud, de tradition sumérienne, réunies autour d'Uruk,.
Cette victoire inespérée semble avoir marqué un tournant dans le règne de Naram-Sin. Quel que soit le moment où elle se déroule, il est généralement considéré que c'est après ce triomphe que le roi est divinisé, car une inscription indique que les gens d'Akkad demandent alors à pouvoir lui rendre hommage comme à un dieu,,,,. Il est aussi considéré que c'est à la suite de sa victoire qu'il entreprend ses principaux travaux dans les sanctuaires du pays de Sumer en remerciement de l'aide apportée par les dieux (notamment Enlil et Ishtar),,, et plus généralement les principales réformes visant à consolider l'unité de l'empire,.

## Un personnage d'essence divine
La période d'Akkad voit d'importantes évolutions se produire dans l'idéologie royale, retranscrivant le sentiment de supériorité généré par les conquêtes sans précédent de Sargon et de ses successeurs, qui sont rapidement élevés au rang de figures héroïques. La légitimité des rois d'Akkad s'appuie avant tout sur l'élection divine et les victoires militaires, alors qu'ils ne mettent pas en avant leurs ancêtres dynastiques (ils ne donnent jamais le nom de leur père dans leurs inscriptions). Avec Naram-Sin le statut du roi prend une nouvelle dimension, puisqu'il revêt une stature divine.

### Le «dieu d'Akkad»

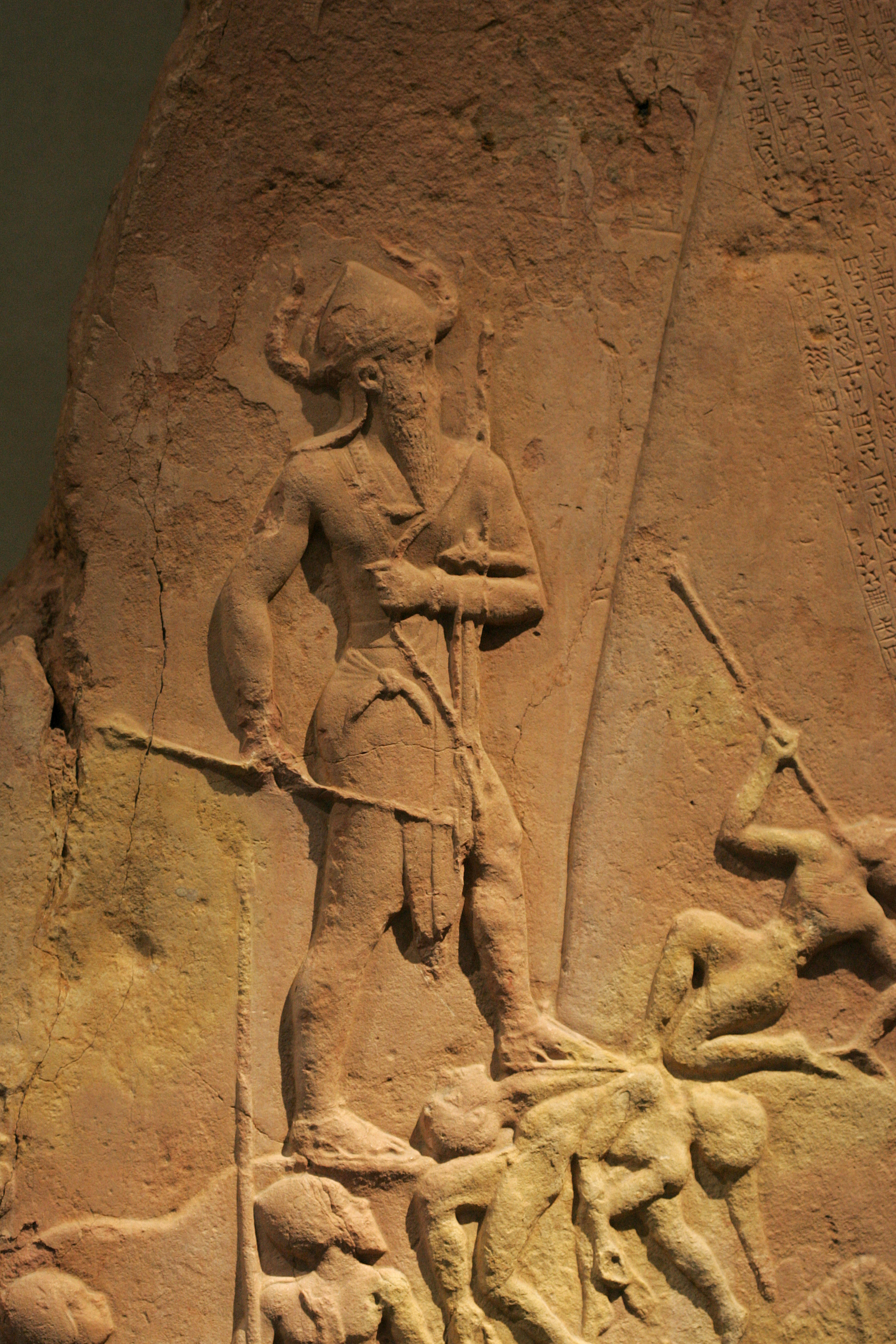
Détail de la stèle de victoire : le roi Naram-Sin coiffé de la tiare à cornes, symbolisant la divinité. Musée du Louvre.

Un des faits marquants du règne de Naram-Sin est le fait qu'il n'est plus considéré simplement comme un homme, mais prend une dimension divine. Comme vu plus haut, il est souvent considéré que cela se produit après son triomphe contre la Grande Révolte, même si cela reste à prouver,,,,. Quoi qu'il en soit cette divinisation a manifestement une finalité politique : « l'objectif de la déification de Naram-Sin n'était pas que les gens y croient, mais de créer une réalité socio-politique dans laquelle il pourrait être légitimement placé au-dessus de tout le monde, aussi bien les rois que les roturiers » (P. Steinkeller).
Selon le discours officiel de Naram-Sin, rapporté par l'inscription de la statue de Bassekti cela survient à la demande expresse des gens d'Akkad, proclamant son statut divin en reconnaissance du fait de les avoir sauvés de la destruction, qui sollicitent les grands dieux (ou le roi lui-même) afin que Naram-Sîn soit élevé au statut de « dieu d'Akkad », et une fois l'aval reçu ils lui érigent un temple,.

« Du fait qu'il avait protégé/renforcé les fondations de leur ville en des temps difficiles, (les habitants de) sa ville ont demandé à Inanna à Eanna (Uruk), à Enlil à Nippur, à Dagan à Tuttul, à Ninhursag à Kesh, à Enki à Eridu, à Sîn à Ur, à Shamash à Sippar (et) à Nergal à Kutha, qu'il soit (fait) dieu de leur ville, et (en conséquence) ils ont érigé son temple au sein d'Akkad,. »

Cela signifierait qu'il joue alors le rôle de divinité protectrice de la capitale et de ses habitants, voire celui de divinité tutélaire, et qu'il chercherait à élever cette ville au rang de capitale religieuse de l'empire.
Des références au roi en tant que « dieu d'Akkad » se retrouvent aussi dans les inscriptions de serviteurs de Naram-Sin, sur une plaque votive ou en encore sur leurs sceaux-cylindres, par exemple « Naram-Sin, dieu d'Akkad, Sharish-takal, le scribe, est son serviteur,. »
La nature de cette divinisation a été questionnée, souvent relativisée, voire niée par certains. Elle est essentiellement identifiée dans les autres sources par deux traits, qui caractérisent alors la divinité dans l'écriture et l'art mésopotamiens, et ce depuis plusieurs siècles :
- le nom du roi est inscrit dans plusieurs textes cunéiformes précédé du signe déterminatif (non prononcé) en forme d'étoile indiquant la divinité, 𒀭 DINGIR (souvent noté D dans les transcriptions), qui précède en général les noms divins, et n'est pas prononcé ; une alternative serait que le signe ait la fonction d'idéogramme et soit effectivement prononcé, auquel cas quand il précède le nom du roi il faudrait le traduire par « le divin Naram-Sin »[17] ;
- il se fait représenter dans l'art à deux reprises au moins avec la tiare à cornes sur sa tête, couvre-chef qui est dans l'art mésopotamien un signe distinctif de la royauté ; la stèle de la victoire est en particulier vue comme la célébration du statut divin du roi, qui porte la tiare et domine la composition, au contact du ciel et des symboles astraux[66].

P. Steinkeller a néanmoins souligné que ces deux éléments sont loin d'être probants car ils sont peu nombreux et concernent surtout le cercle royal : le nom du roi continue généralement d'être écrit sans le déterminatif divin dans les textes de la pratique, et, en l'état actuel de la documentation, il n'est représenté avec la tiare à cornes que sur deux œuvres à l'audience sans doute confidentielle. Le fait qu'il se présente dans des textes comme le « dieu d'Akkad », et surtout la mention de l'instauration de son culte et donc de rituels qui lui sont consacrés est selon lui un indice plus probant de sa divinisation. Celle-ci est confirmée par des attestations de ce culte dans plusieurs tablettes du pays de Sumer datables du règne de son successeur Shar-kali-sharri (qui se fait également diviniser). Ainsi une tablette de Girsu mentionne un « temple du dieu d'Akkad ». Les autres proviennent du site d'Umm el-Hafriyat, connu alors sous le nom de Mashkan-ili-Akkad, « Établissement du dieu d'Akkad », référence explicite au souverain divinisé et probable autre lieu de culte du roi-dieu,.

### L'élévation de la figure royale
D'autres éléments plaident en faveur du fait que le roi quitte le monde des simples humains pour se rapprocher de la sphère divine.
Se remarque ainsi dans les textes juridiques l'apparition de serments jurés en invoquant le nom du roi, là où d'ordinaire on invoque le nom d'un dieu, ce qui pourrait également renvoyer à sa divinisation. Un autre aspect du rapprochement entre les figures royales et divine à la période akkadienne est l'apparition de la pratique de donner à des gens des noms personnels faisant référence aux rois, par leur nom ou simplement le mot « Roi » (akkadien šarrum, sumérien lugal). Ce privilège étant ordinairement réservé aux divinités (noms « théophores »), cela indiquerait que le roi est désormais considéré comme un des leurs,.
Le fait que Naram-Sin soit également le premier roi à prendre le titre de roi « fort/puissant » (dannum) renvoie également à ses qualités héroïques si ce n'est divines : l'expression n'est attestée pour les phases antérieures que pour désigner Gilgamesh, qui est à la foi un roi éminent du passé et une divinité, et renvoie plus généralement aux qualités du corps du roi (force, puissance, vigueur, santé et aussi jeunesse), figurées elles aussi dans l'art officiel.
Selon certains historiens, la Liste royale sumérienne, chronique en sumérien présentant un passé mythifié dans lequel seule une cité exerce la royauté depuis le moment où celle-ci a été transmise aux hommes par les dieux, aurait été élaborée après la victoire de Naram-Sin sur la Grande Révolte. Le fait que ce texte présente la domination universelle d'un seul royaume comme la situation perpétuelle, voulue par les dieux, aurait alors servi les desseins de ce roi, notamment en présentant les rois rebelles comme illégitimes.
Le règne de Naram-Sin marque un tournant dans l'histoire de l'idéologie royale mésopotamienne, puisqu'il est non seulement le premier roi à clairement exprimer non seulement sa prétention à un statut supra-humain, mais aussi celle à la domination universelle (voir plus bas). Avec lui « la royauté est devenue héroïque, l'idéologie impériale véhiculant l'image d'un roi fort, courageux, victorieux, apte à contrôler l'ensemble du monde connu » (B. Lafont).
Les implications et les conséquences de ces évolutions sont diverses. Au moins deux peuvent être mises en avant. Du point de vue politique et économique, la divinisation du roi a pu servir à justifier l'appropriation par ce dernier de domaines dépendant des temples, et donc consolider son emprise sur le territoire et ses ressources. Sur le plan symbolique, elle fait du roi une figure religieuse à laquelle peuvent s'identifier ses sujets et ainsi renforcer la cohésion de l’État.

## La célébration du roi: images et textes
Les rois d'Akkad développent une communication (parfois qualifiée de « propagande ») novatrice, glorifiant leurs accomplissements qui sont présentés comme de véritables exploits, avec une emphase particulière sur leurs victoires militaires et le fait que personne avant eux n'avait accompli de conquêtes similaires. Ils décrivent leurs hauts faits dans des inscriptions de plus en plus longues, rédigées dans une élégante calligraphie, en sumérien et de plus en plus en langue akkadienne, sur des stèles et des statues les mettant en scène. Ces monuments inscrits sont diffusés dans tout l'empire afin de manifester le caractère universel de leur domination, ainsi que de propager leur toute-puissance et leur vision du monde. « Le texte et l'image travaillaient ensemble pour perpétuer et légitimer l'autorité centralisée de l'ordre akkadien, dont le souverain dominait le domaine matériel et reliait la royauté au ciel » (B. Foster). Ces monuments sont souvent disposés dans les temples, non pas comme on le faisait auparavant en tant qu'offrandes votives répétant perpétuellement une prière du roi devant la statue divine, mais en tant que symboles de son autorité terrestre et de sa relation spéciale avec les dieux.

### Un art royal
L'art de l'époque d'Akkad a pour but essentiel de représenter le roi et la puissance de l'empire : il a pu être défini comme un « art royal ». Il est surtout connu par deux types d’œuvres : des monuments sur pierre sculptés, et les sceaux-cylindres des membres de l'élite akkadienne,. Il développe progressivement un style propre, marqué par la recherche d'un plus grand réalisme anatomique que par le passé. Son héritage visuel est important, les artistes des périodes postérieures de l'histoire mésopotamienne s'en inspirant souvent pour représenter à leur tour la monarchie.
La majorité des monuments de Naram-Sin a disparu. La copie tardive d'une inscription d'un roi d'Akkad, probablement Naram-Sin, évoque une image du roi en or : « il façonna une image de lui-même, une statue éternelle dorée (représentant) sa puissance et les batailles dont il avait été victorieux. » Une autre copie d'inscription comprend une description d'une stèle qui semble avoir représenté le siège d'une ville. Parmi les œuvres connues de la période d'Akkad, certaines peuvent être attribuées avec certitude au règne de Naram-Sin parce qu'elles ont conservé une inscription à son nom. La plus célèbre est la stèle de victoire (voir plus bas). C'est aussi le cas d'une stèle en basalte mise au jour à Pir Hüseyin près de Diyarbakır en Turquie, sans doute le lieu où elle était exposée dans l'Antiquité, diffusant la glorification du roi aux confins de son empire. Elle représente le roi vêtu d'une tunique rappelant plus les habits de culte que ceux de la guerre, avec une coiffe, et tenant dans les mains deux bâtons, peut-être des d'armes. Une statue en cuivre brisée, mise au jour à Bassekti dans le nord de l'Irak, représente la partie postérieure d'un homme nu, probablement une figure protectrice, assis sur un piédestal comprenant aussi le socle d'un étendard. L'inscription associée évoque la victoire contre la Grande Révolte et la divinisation du roi,,. Une statue en diorite brisée, mise au jour à Suse (Iran) dont la base seule est conservée, représentait le roi, dont il ne reste aujourd'hui que les pieds. L'inscription évoque sa campagne contre le pays de Magan.

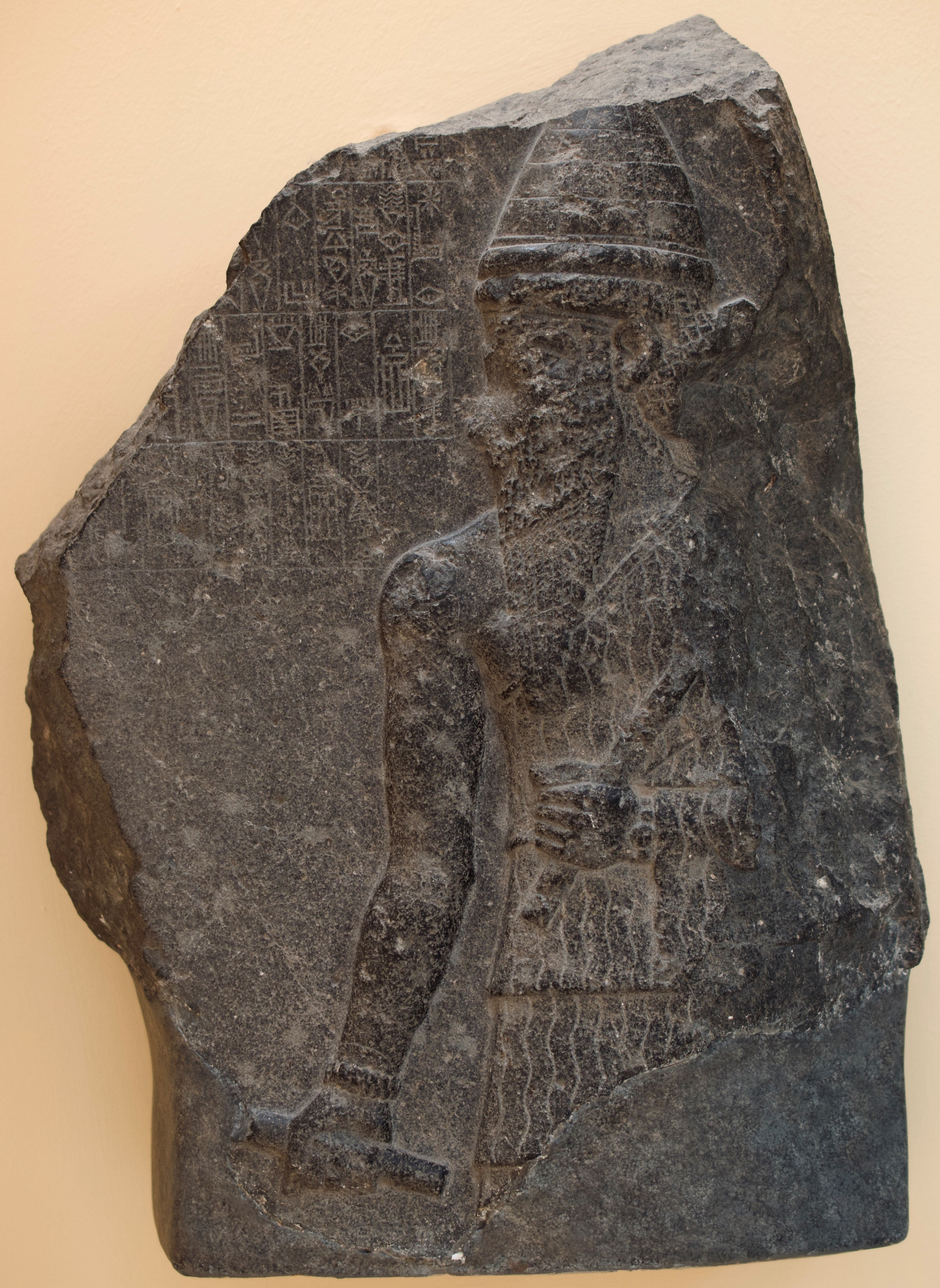
Fragment de stèle en basalte avec inscription de Naram-Sin, trouvée à Pir Hüseyin (est de la Turquie). Musée archéologique d'Istanbul.
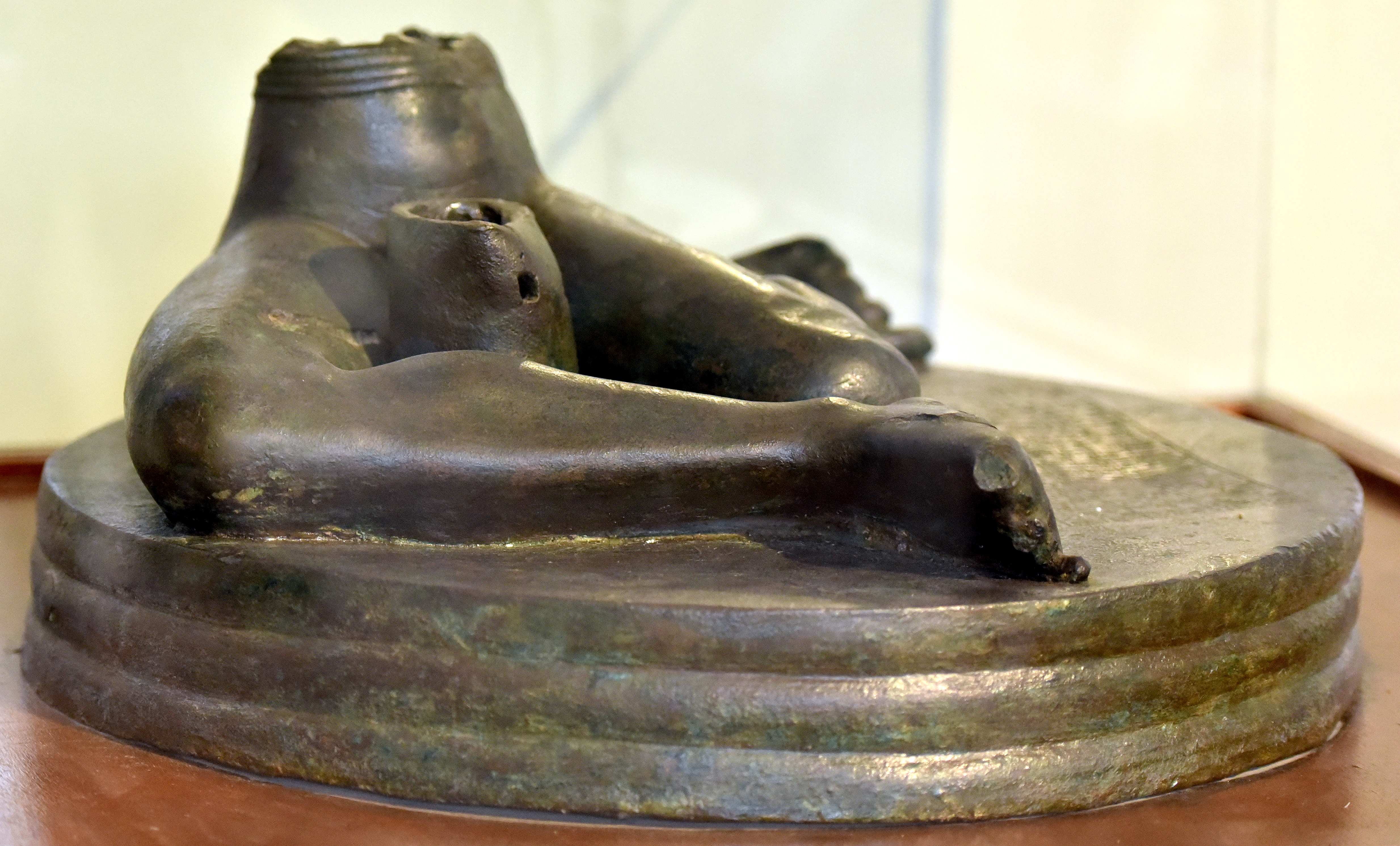
Statue en alliage cuivreux fragmentaire retrouvée à Bassekti, portant une inscription commémorant la divinisation de Naram-Sin. Musée national d'Irak.
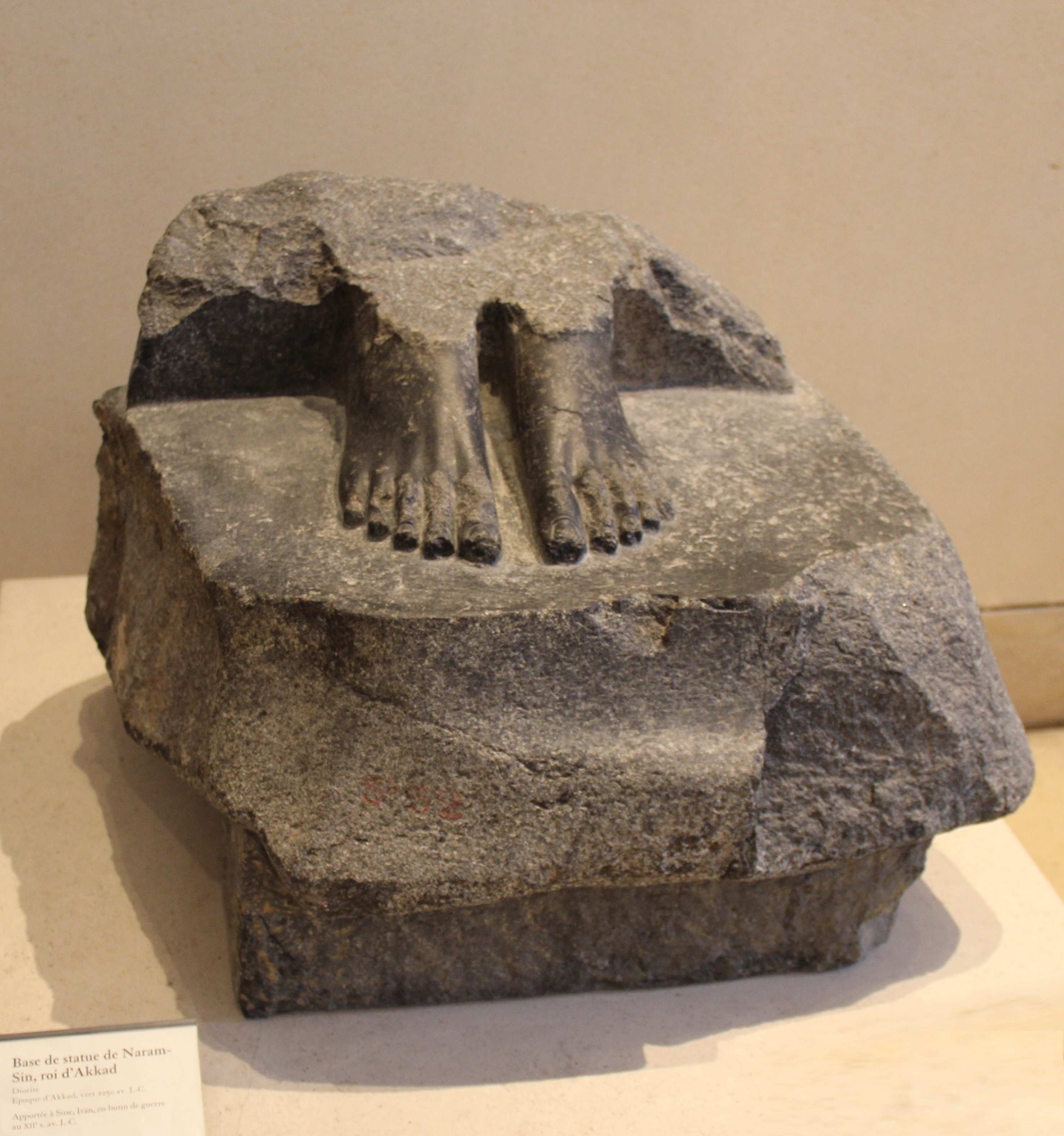
Base de statue brisée en diorite portant une inscription de Naram-Sin, commémorant la victoire sur le pays de Magan. Retrouvée à Suse. Musée du Louvre.

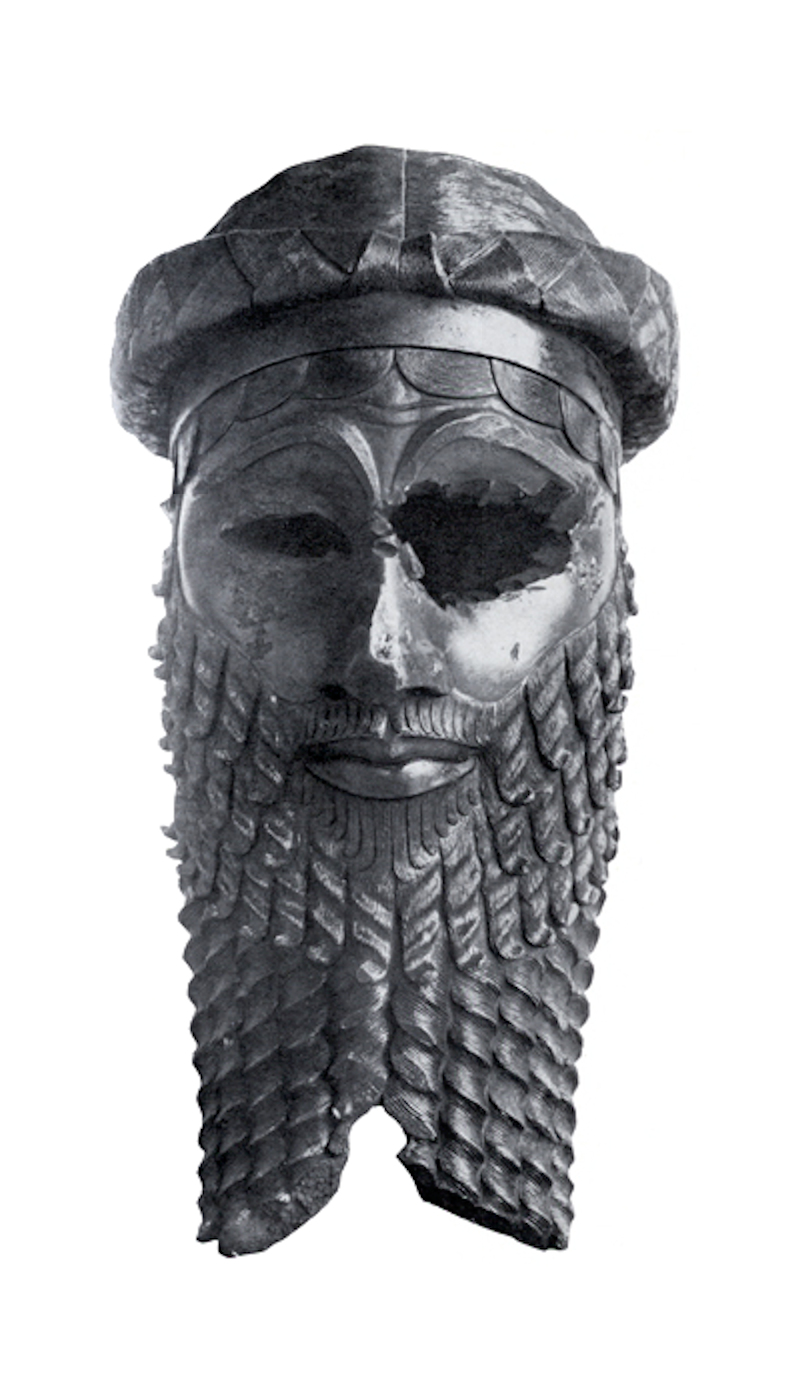
Tête en alliage cuivreux d'un roi d'Akkad, peut-être Naram-Sin, retrouvée dans le temple d'Ishtar de Ninive. Musée national d'Irak.

L'attribution d'autres œuvres, non inscrites, au règne de Naram-Sin est discutée, en raison de leur similitude avec les œuvres de cette période, qui représente une phase « classique » de l'art d'Akkad. Un moule en pierre fragmentaire de provenance inconnue représentant un roi face à la déesse Ishtar est probablement une représentation de Naram-Sin, roi qui a plusieurs reprises a affirmé son intimité avec cette déesse, d'autant plus qu'il est représenté de la même manière que sur la stèle de victoire (voir plus bas). Cet objet a dû servir à fabriquer en série des représentations du roi en métal, peut-être en or. Naram-Sin pourrait aussi être le sujet de la tête royale en cuivre, moulée à la cire perdue, mise au jour dans le temple d'Ishtar de Ninive où elle était entreposée au VIIe siècle av. J.-C., et qui est tenue pour être un des exemples les plus remarquables de l'art classique akkadien. Mais il pourrait aussi s'agir de Manishtusu, ou bien de Shar-kali-sharri. Elle faisait partie à l'origine d'une statue composite représentant le souverain en entier,,.

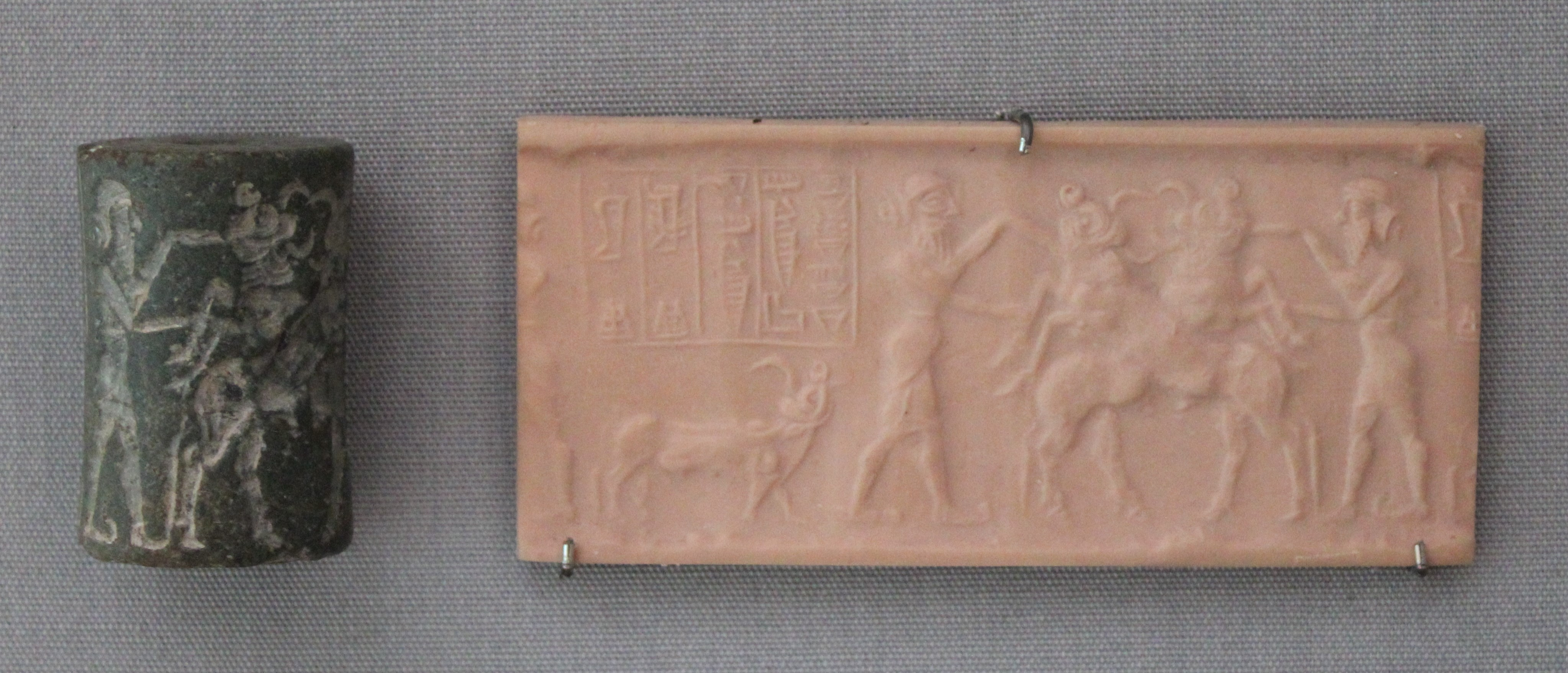
Sceau-cylindre avec impression moderne, appartenant à Asu, serviteur du prince Bin-kali-sharri, et représentant une scène de combat. British Museum.

L'expression de la puissance des rois d'Akkad se retrouve aussi dans un autre art majeur de la période, celui des sceaux-cylindres, la glyptique. La période d'Akkad voit le développement des inscriptions cunéiformes sur les sceaux, qui permettent de connaître l'identité et le statut des personnes pour qui ils ont été gravés,. Beaucoup d'entre eux appartient à l'administration akkadienne, et les plus importants se présentent explicitement comme un « serviteur » du roi, rapport qui est essentiel dans leur identité. L'analyse de l'imagerie des sceaux de membres de la famille royale et de leurs serviteurs à l'époque de Naram-Sin (et de Shar-kali-sharri) a révélé que la majeure partie d'entre eux représente des scènes de combats, représentant des héros luttant contre des animaux. Cela a été relié à l'impression de puissance que souhaite dégager le pouvoir akkadien. La finesse de leur exécution indique qu'il existe probablement des artisans spécialisés dans leur confection. Les évolutions dans la glyptique à la fin de l'empire d'Akkad, avec l'émergence d'un nouveau type de scène appelé scène de présentation, représentant un humain ou une divinité introduit devant une divinité assise sur un trône, sont peut-être liées aux suites de la Grande Révolte.

### La stèle de victoire
L’œuvre la plus célèbre du règne de Naram-Sin, voire de la période d'Akkad, est la « stèle de victoire »,,. Elle a été mise au jour à Suse (Iran). Il ne s'agit pas de son contexte d'origine, puisqu'elle y a été emportée au milieu du XIIe siècle av. J.-C. lorsque les Élamites pillèrent plusieurs cités mésopotamiennes, et y emportèrent de nombreuses œuvres dans ce qui était leur capitale d'alors, où elle est restée jusqu'à être exhumée par une équipe archéologique française. Elle partage ce destin avec d'autres œuvres majeures de la période d'Akkad (l'obélisque de Manishtusu), et la stèle du Code de Hammurabi. Comme cette dernière, elle était peut-être exposée dans le sanctuaire du dieu-soleil Shamash à Sippar,.

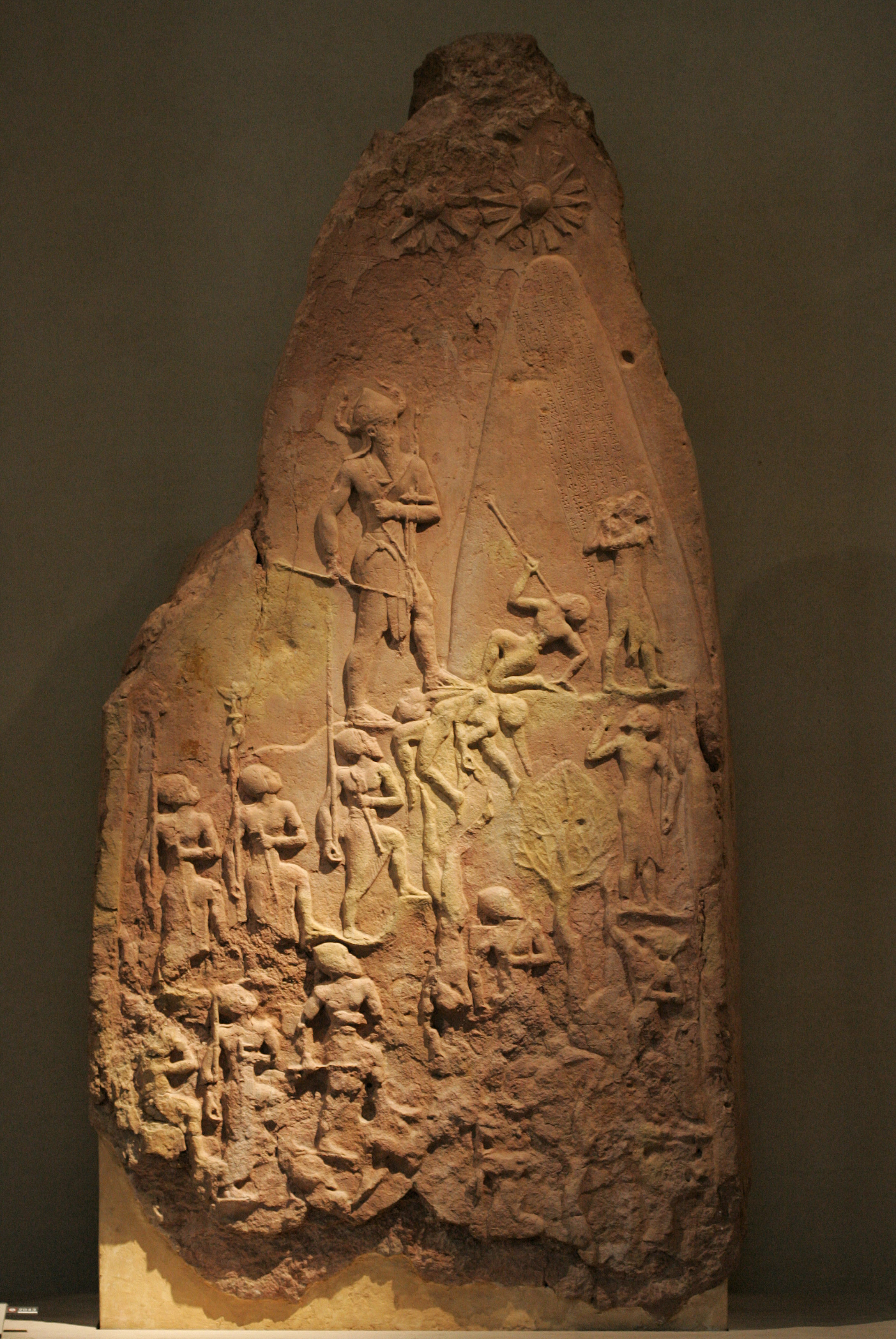
La Stèle de victoire du roi Naram-Sin, musée du Louvre.

Cette grande stèle en calcaire de 2 mètres de hauteur commémore une victoire de Naram-Sin contre les montagnards du Lullubum, évoquée dans une inscription en haut à gauche dont l'essentiel est détruit (l'inscription sur la montagne à droite étant un ajout postérieur du roi élamite qui a pris la stèle en butin). Dans un paysage montagneux, les troupes d'Akkad ont terrassé leurs ennemis, représentés morts ou agonisant, ou encore implorant. Les troupes akkadiennes se dirigent vers le sommet, derrière leur roi, représenté en taille héroïque. Il est figuré torse nu, vêtu d'un pagne, coiffé de la tiare à cornes symbolisant la divinité, armé d'un arc et d'une pique. Des signes astraux, symbolisant peut-être des divinités, sont figurés dans le ciel. Cette stèle représente les thèmes préférés des rois akkadiens, la victoire militaire et la démonstration de leur statut dominant,,. Les évolutions de l'idéologie royale sous le règne de Naram-Sin accouchent ainsi d'une forme inédite de représentation du monarque, dans laquelle « la puissance de la royauté transitoire et terrestre a été combinée avec le concept du divin dans une nouvelle rhétorique visuelle » (Z. Bahrani).
I. Winter a plus spécifiquement attiré l'attention sur la manière dont est représenté le corps du roi. Son image occupe le centre de la composition, dont elle est le point focal vers lesquels se portent les regards. Ses muscles sont mis en avant, pour montrer que son corps est bien formé, favorable, vigoureux et même voluptueux, qualités associées au souverain idéal, qui suscite l'admiration de tous et toutes, qui éprouvent du plaisir à le contempler. L'impression de puissance physique qu'il dégage est une manifestation de son statut divin. L'érotisation du corps royal s'expliquerait aussi par le fait que Naram-Sin souhaiterait attirer le regard de la déesse Ishtar, dont il se prévaut d'être l'amant. De fait, c'est probablement lui qui est représenté avec une allure tout autant vigoureuse et séductrice que sur la stèle de victoire (torse nu, muscles saillants, coiffé de la tiare à cornes) en compagnie de la déesse sur le moule en pierre fragmentaire déjà évoqué (voir aussi plus bas).

### Les inscriptions commémoratives

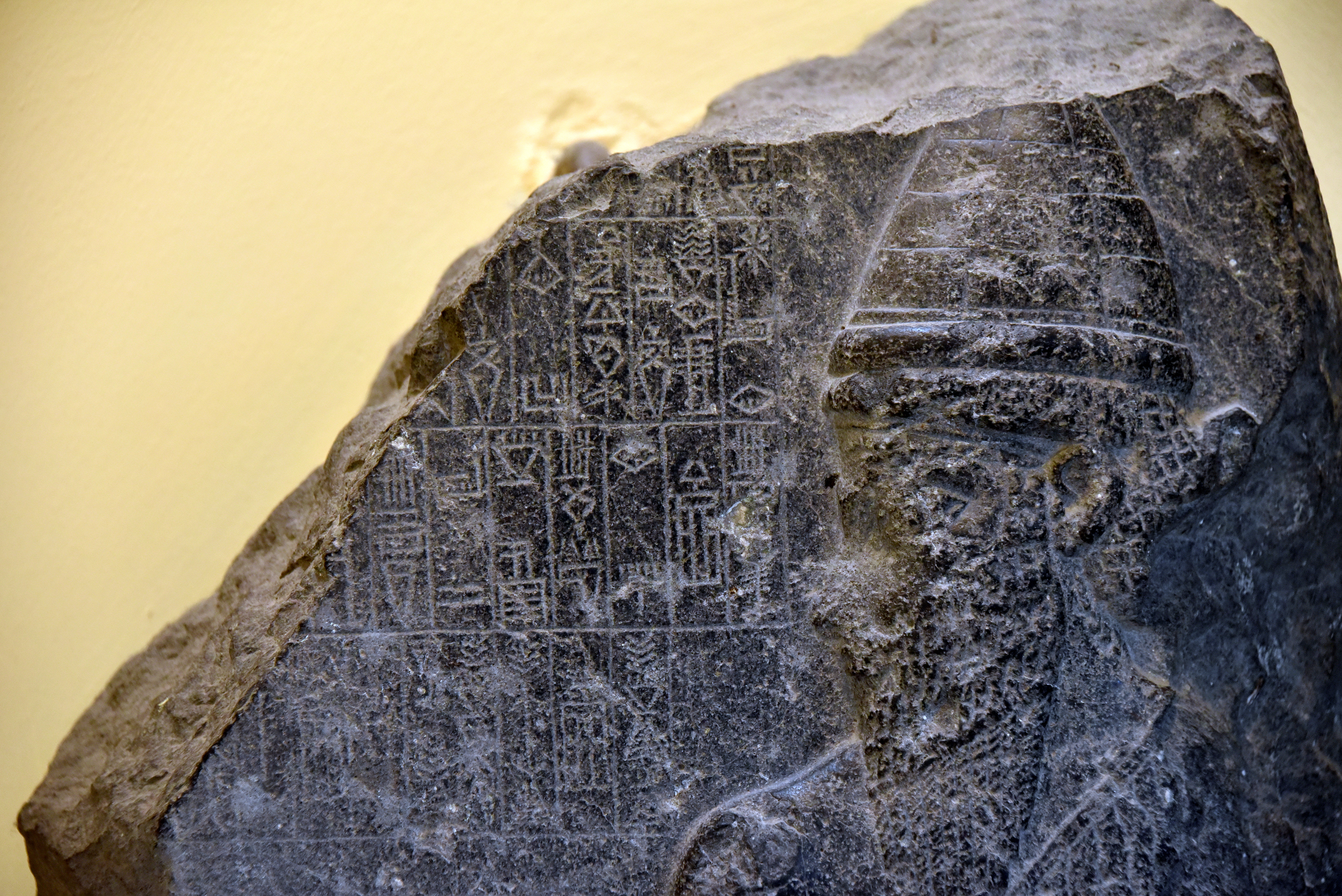
Détail de l'inscription sur la stèle de Pir Hüseyin[106]. Musée de l'Orient ancien d'Istanbul.
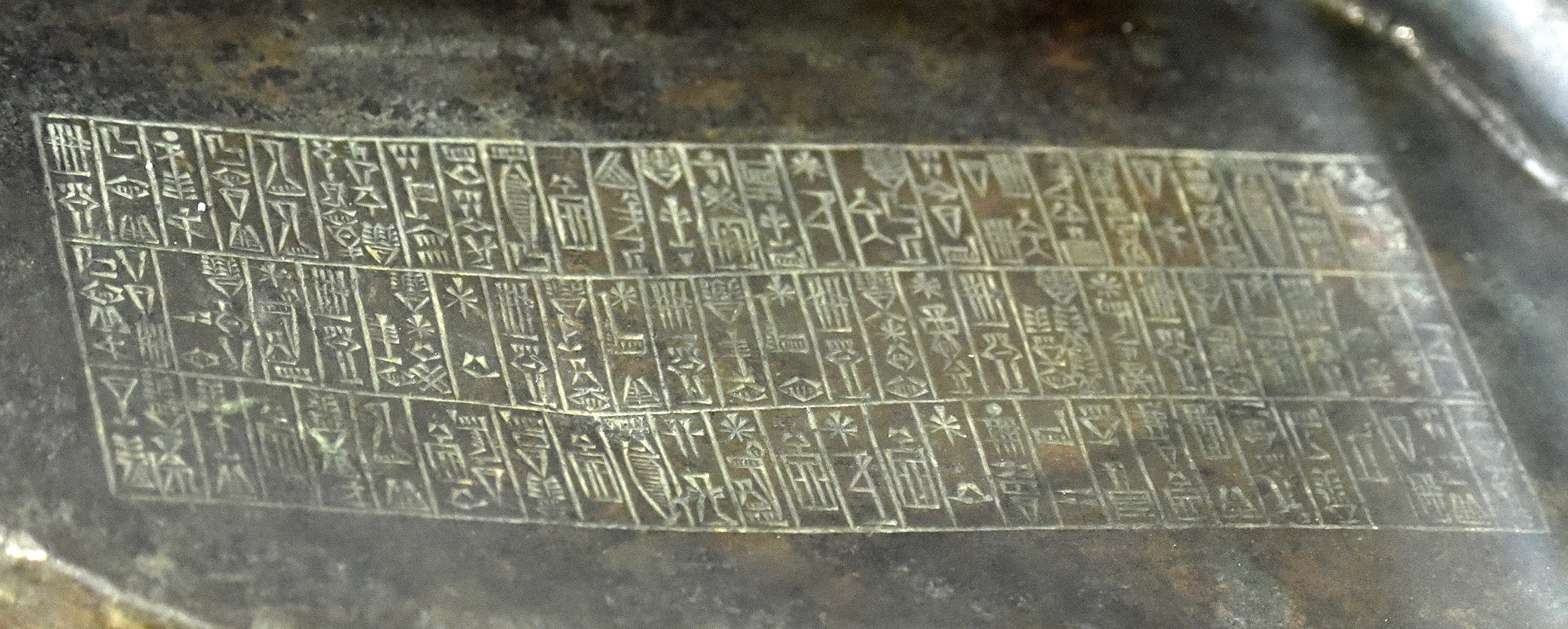
L'inscription de la statue de Bassekti. Musée national d'Irak.
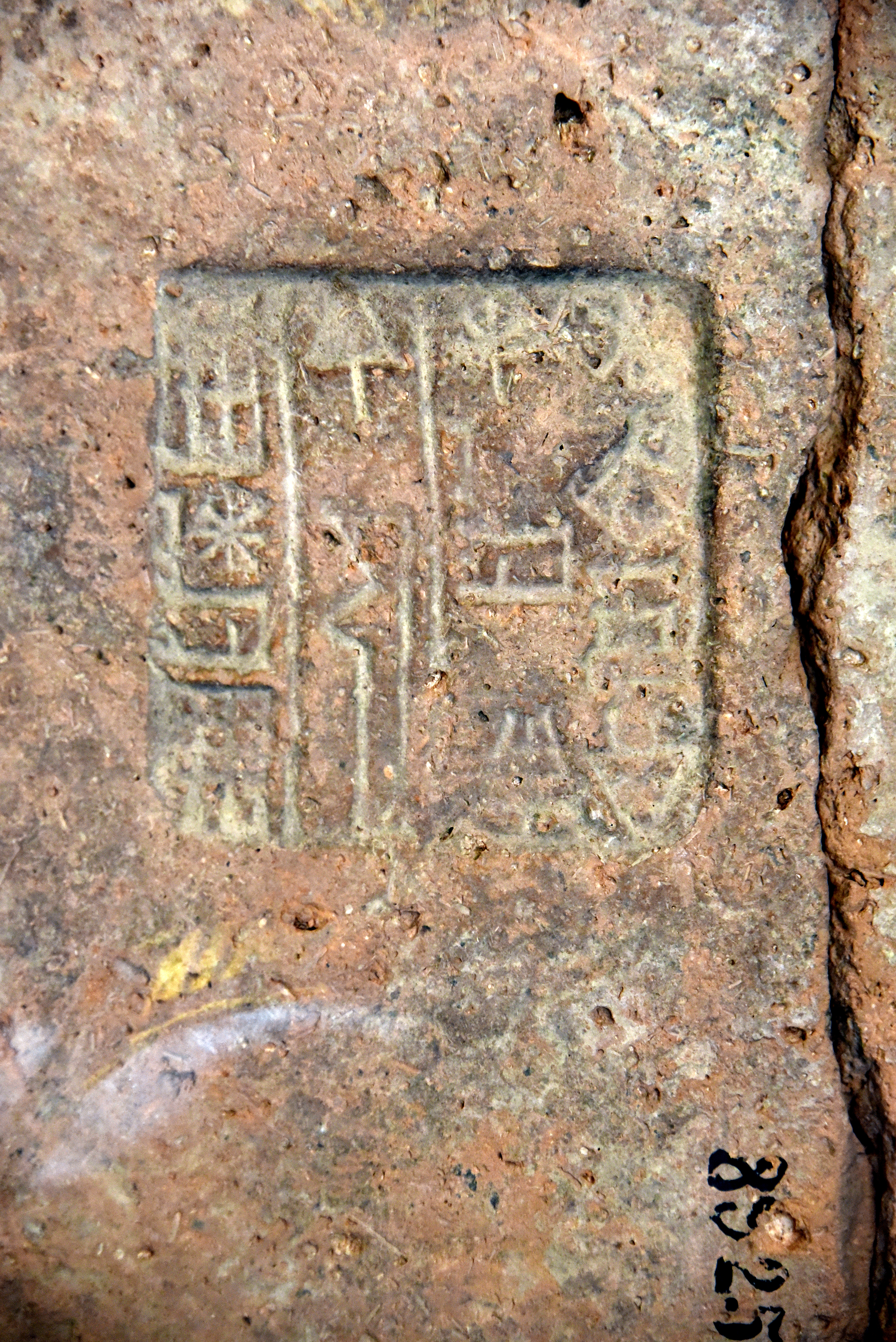
Brique estampée au nom de Naram-Sin. Musée de l'Orient ancien d'Istanbul.
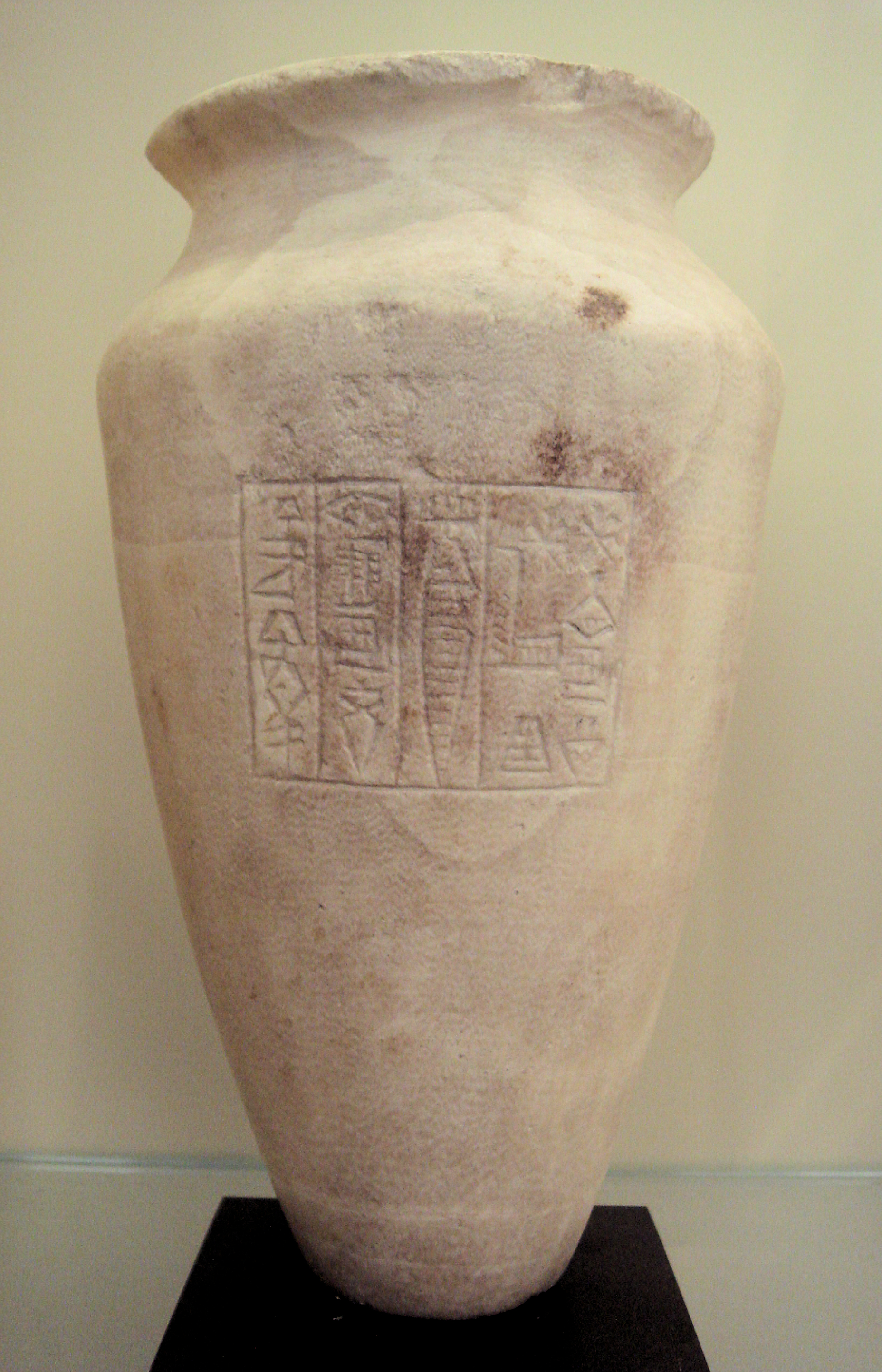
Vase en calcaire portant l'inscription « Naram-Sin, roi des quatre régions »[107]. Girsu, musée du Louvre.
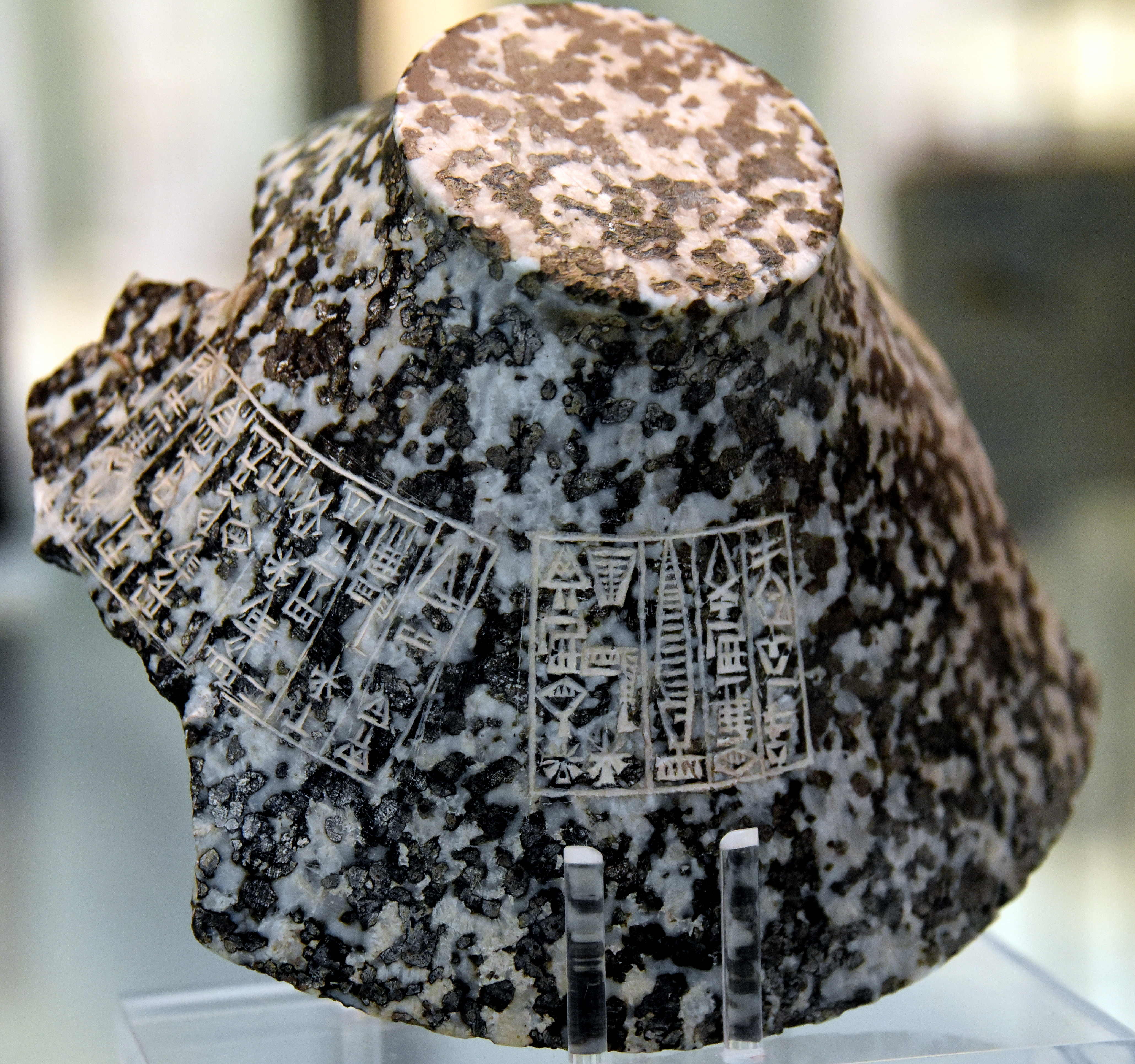
Fragment de vase portant une inscription « Naram-Sin, roi des quatre régions » (inscription de droite)[107]. Y a été rajoutée (à gauche) une inscription d'une fille du roi Shulgi d'Ur (v. 2094-2047 av. J.-C.). Ur, British Museum.
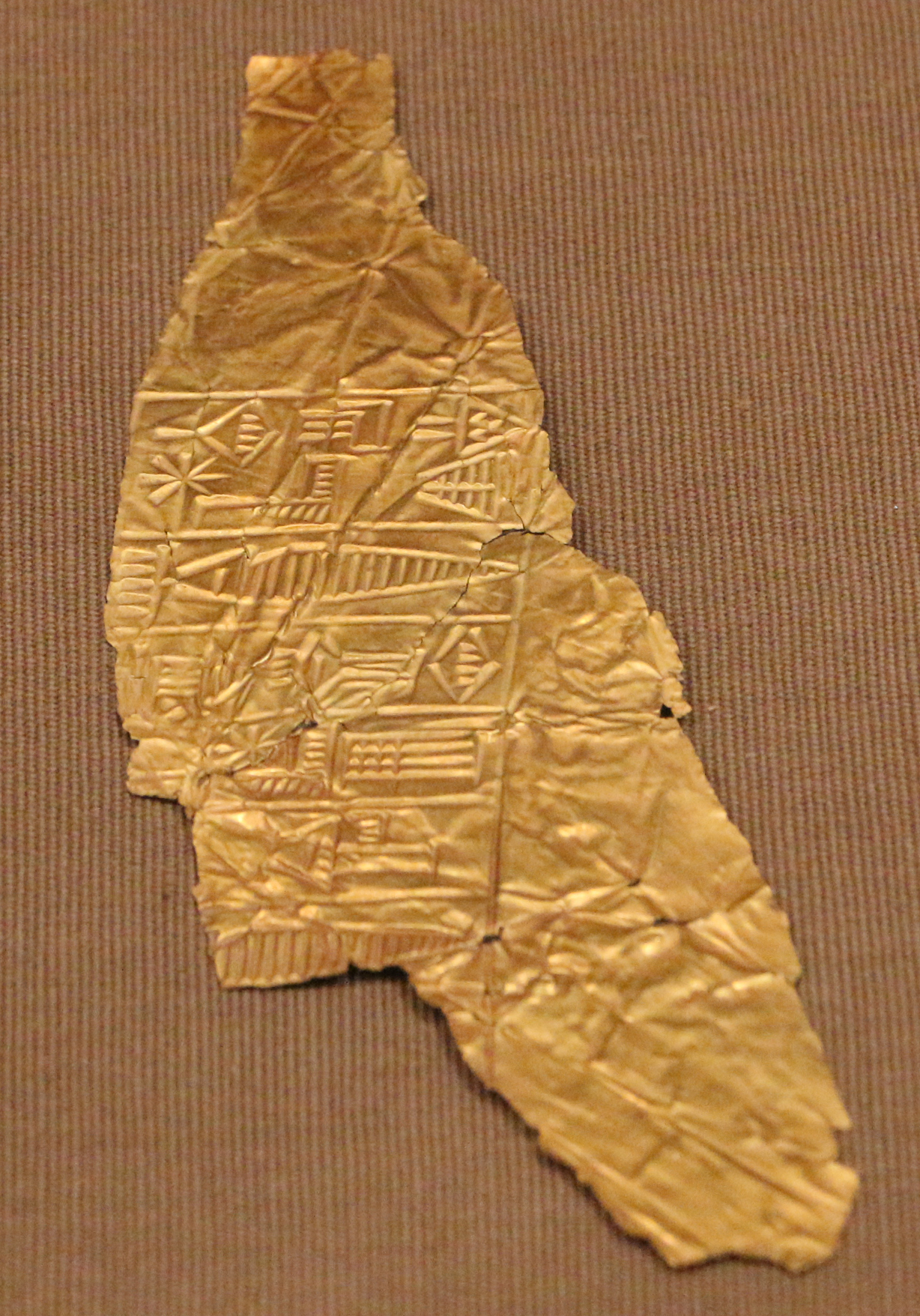
Feuille d'or portant une inscription au nom d'un serviteur de Naram-Sin, dont la restitution du nom est incertaine car il est sur la cassure (Warad-Enlil ?)[108]. Adab, musée de l'Institut oriental de Chicago.

Les inscriptions commémoratives figurant sur les monuments et objets votifs des rois d'Akkad et de leurs proches serviteurs témoignent également d'une grande recherche. Lorsqu'elles sont encore présentes sur les objets qui nous sont parvenus, elles témoignent d'une recherche de l'élégance similaire à celle des images, que ce soit par le choix de leur positionnement sur l'objet ou par le soin apporté à l'exécution des signes. À la différence des tablettes administratives rédigées suivant les standards akkadiens, elles continuent à être disposées à la verticale. Quant à la langue, si les premiers rois akkadiens pratiquent le bilinguisme sumérien-akkadien, les inscriptions de Naram-Sin témoignent d'une préférence marquée pour l'akkadien.
La prose des inscriptions commémoratives de Naram-Sin montre également une recherche stylistique : elles deviennent de plus en plus longues et emploient des tournures complexes. Les inscriptions triomphales célébrant des victoires militaires, à l'origine inscrites sur des monuments sans doute tout autant remarquables, sont une caractéristique de cette période (les souverains antérieurs incluaient généralement leurs récits de victoire dans des inscriptions mentionnant aussi leurs actes pieux), amenée à inspirer les générations suivantes. Cela se voit de manière éloquente dans la longue inscription commémorant la victoire contre la Grande Révolte, connue seulement par des copies postérieures et pas dans son intégralité, qui est l'une des plus longues inscriptions officielles du IIIe millénaire av. J.-C. connues et, selon Foster, « un chef-d’œuvre en son genre. » Ces inscriptions ne sont pas forcément détaillées sur le déroulement des événements, mais elles fournissent tout de même la trame générale, des détails concrets comme les adversaires vaincus successivement lors d'une campagne, les chefs ennemis capturés, le nombre de tués : comme les images qu'elles accompagnent, elles doivent manifester la puissance du roi d'Akkad, et le fait que ses armées sont inarrêtables. Elles se focalisent sur les événements récents, et font peu référence au passé. Elles s'adressent aussi aux générations futures, puisqu'elles se terminent par des malédictions à l'encontre de ceux qui les détruiraient, de façon à garantir leur intégrité à l'avenir et la postérité de la gloire de Naram-Sin.

## Le roi et les dieux
En plus de la divinisation du roi, la période d'Akkad est le théâtre d'une réorganisation de la société divine mésopotamienne, jusqu'alors essentiellement organisée au niveau des cités-États, un premier pas vers la formation d'un panthéon de la Basse Mésopotamie, visant là encore à consolider l'unité de l'empire par l'idéologie religieuse. Cela est notamment visible dans l'énumération des divinités dans les textes officiels de Naram-Sin. Cela s'accompagne peut-être d'un syncrétisme plus poussé entre les divinités du pays de Sumer et celles des régions de langue sémitique que l'on dénomme par la suite le pays d'Akkad. L'univers divin de la période peut s'approcher par l'art, avant tout la glyptique car il est courant de représenter des scènes mythologiques sur les sceaux-cylindres de l'élite akkadienne,, en plus des textes officiels et des tablettes administratives en lien avec le culte. Dans la continuité de Sargon, Naram-Sin voue une de ses filles, Enmenanna, au dieu-lune Nanna/Sîn dans son grand sanctuaire d'Ur (dont la restauration par Naram-Sin est par ailleurs commémorée par un nom d'année et des inscriptions), pour qu'elle y devienne grande prêtresse, à la suite d'Enheduanna, fille de Sargon, encore en place au début du règne de Naram-Sin. Une autre, Shumshani, est devient grande prêtresse du dieu-soleil Utu/Shamash à Sippar. Les sources indiquent cependant que, malgré le fait que son nom signifie « Aimé de Sîn », ce roi a avant tout accordé ses faveurs au dieu Enlil et à la déesse Ishtar.

### Enlil, le dieu souverain

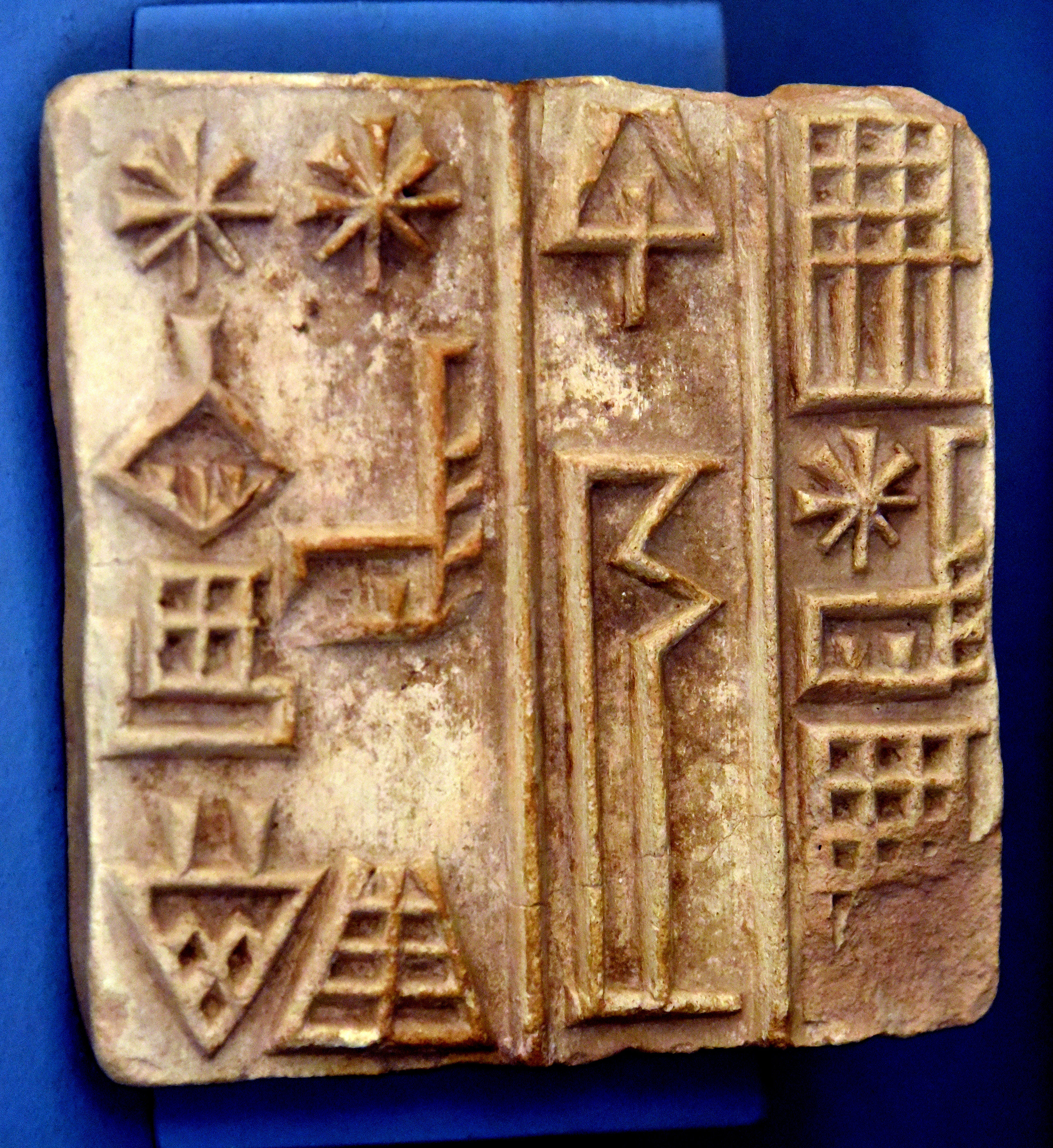
Tampon en terre cuite servant pour imprimer des briques, portant une inscription commémorant la reconstruction du temple d'Enlil à Nippur par Naram-Sin. Musée de l'Orient ancien d'Istanbul.
Traduction de l'inscription : Naram-Sin, bâtisseur du temple du dieu Enlil,.

Enlil est le roi des dieux, et le dieu qui octroie la souveraineté. Les souverains mésopotamiens n'ont donc jamais manqué de lui octroyer de grands honneurs, et ils ont accordé une grande attention à son grand sanctuaire, l'Ekur, situé dans la ville de Nippur. Les rois d'Akkad ont poursuivi cela, et sous leurs règnes le sanctuaire reçoit un traitement à part (son administration est séparée de celle de la cité), il est couvert d'offrandes, tout cela avec la volonté de promouvoir Enlil comme divinité d’État, soutien constant des souverains dans leurs entreprises hégémoniques.
Déjà Sargon y avait commémoré sa conquête du sud mésopotamien en y amenant les rois vaincus enchaînés, et les rois d'Akkad y ont entreposé des monuments avec leurs inscriptions, connus par les copies postérieures qu'en ont faites les scribes de la ville. Naram-Sin poursuit ces pratiques, puisqu'il s'y fait couronner, y conduit les rois rebelles après qu'il a maté la Grande Révolte, et que l'inscription relatant le plus longuement cet événement était exposée dans le temple. Il y installe aussi sa fille Tuttunab-shum, qui y devient grande prêtresse du dieu Enlil. Et il va plus loin encore en initiant un grand projet de reconstruction du sanctuaire, qui fait partie des mesures qu'il entreprend pour célébrer sa victoire et consolider l'unité de l'empire,. Ces travaux ne sont pas achevés à sa mort, et sont menés à leur terme durant le règne de son fils Shar-kali-sharri.
Ils sont connus par une archive mise au jour à Nippur, tenue suivant les pratiques administratives akkadiennes. De fait elles sont fortement marquées par la présence du pouvoir impérial, qui pilote ce chantier et le conduit avec ses moyens humains et matériels reflétant les richesses de l'empire. Les travaux sont supervisés par le prince héritier Shar-kali-sharri, assisté du majordome Shuash-takal, et plusieurs généraux dirigeant une garnison. Des travailleurs sont dépêchés de plusieurs villes de l'empire, pour constituer une équipe d'au moins 400 artisans, comprenant des forgerons, des orfèvres, des sculpteurs/lapicides, des menuisiers et des charpentiers. Les autorités administratives locales (et les contribuables de Nippur) fournissent quant à elles le nécessaire pour entretenir ces personnes le temps du chantier. Les richesses mobilisées pour embellir le sanctuaire sont tout autant considérables : les tablettes attestent de grandes quantités de métaux : des centaines de kilos d'or et d'argent, des tonnes de cuivre (au moins une trentaine de livraisons de 20 tonnes de cuivre chacune). Ils servent notamment à élaborer cent disques solaires et cent croissants de lune nécessitant au total 29 kilogrammes d'or, placés à l'intérieur du temple. De grandes statues en cuivre représentant des animaux protecteurs gardaient ses entrées, les portes sont ornées de placages d'or,.

### Ishtar, la bien-aimée

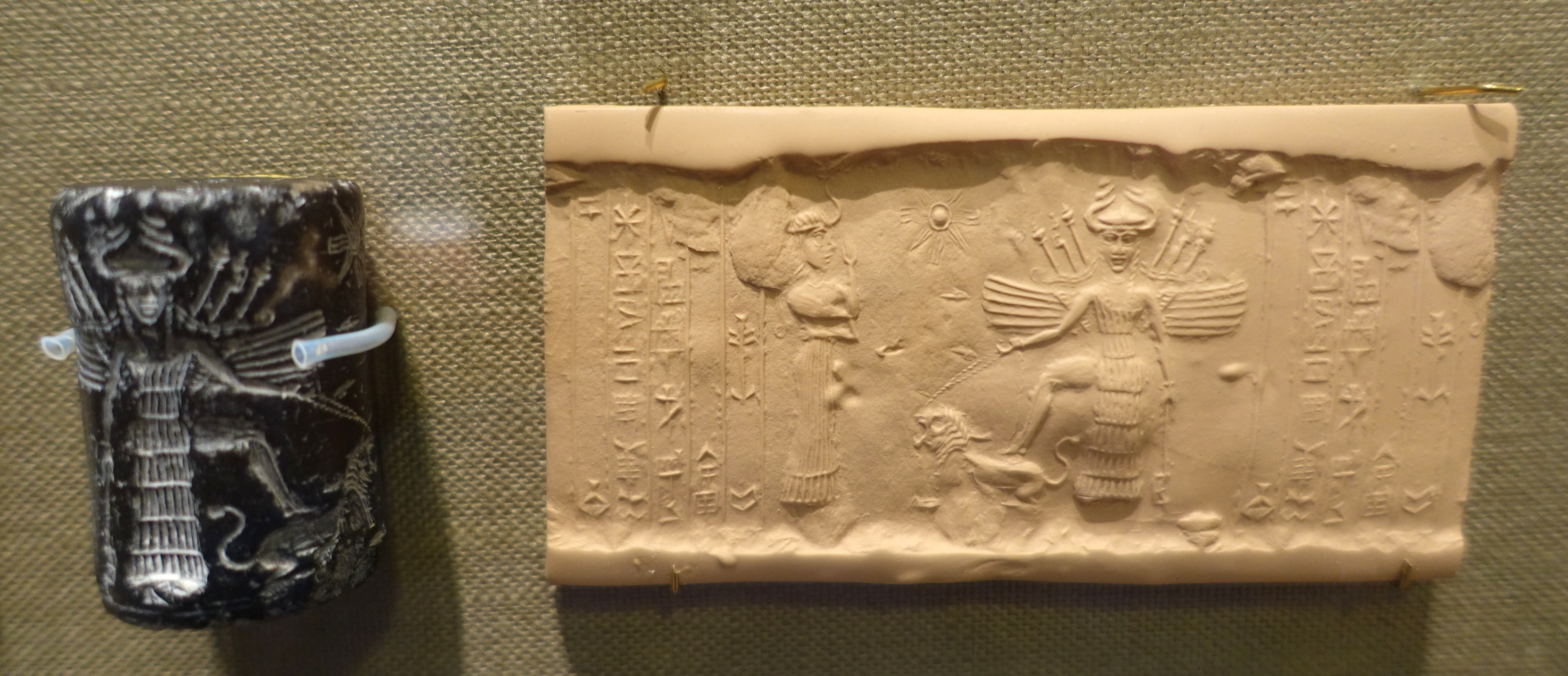
Sceau-cylindre avec son empreinte de la période d'Akkad figurant au centre la déesse Ishtar sous son aspect guerrier, ailée et portant des armes sur son dos, accompagnée de ses attributs, un lion qu'elle tient en laisse et l'étoile à huit branches. Musée de l'Oriental Institute de Chicago.

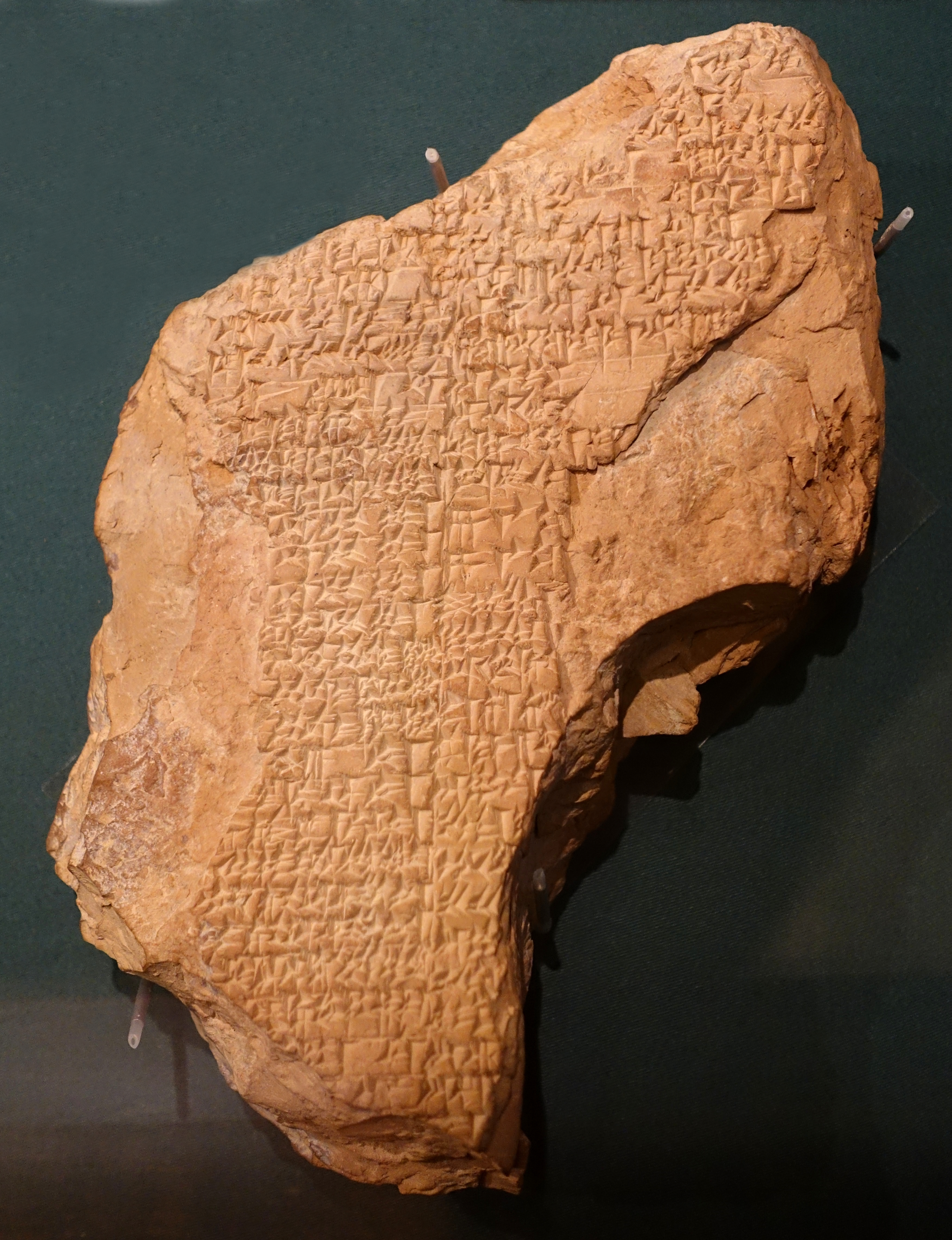
Fragment d'une tablette du mythe Inanna et Ebih. Musée de l'Oriental Institute de Chicago.

La déesse Ishtar — Inanna en pays sumérien — est une figure aux contours complexes, à la fois manifestation de la planète Vénus, déesse des combats, et aussi de l'amour. C'est la déesse majeure de la cité d'Akkad, les rois ont un lien privilégié avec elle, et elle jouit d'une grande popularité. Elle est souvent représentée sur les sceaux-cylindres de l'élite de l'époque, sous sa forme guerrière, armée,. Elle est souvent invoquée dans les noms personnels. Il n'est donc pas fortuit que des hymnes attribués à Enheduanna célèbrent sa grandeur. L'un d'eux, Inanna et Ebih, relatant comment la déesse conquiert une montagne, semble renvoyer aux entreprises militaires des rois d'Akkad dans les régions montagneuses voisinant la Mésopotamie. L'exaltation d'Inanna semble quant à lui renvoyer au contexte de la Grande Révolte : Enheduanna aurait été chassée d'Ur à ce moment-là par le chef rebelle Lugal-Ane, et elle doit à Inanna son retour et manifestement aussi le triomphe de Naram-Sin,. De fait Ishtar est également, dès avant la période d'Akkad, une déesse accordant la royauté, notamment en donnant son amour à un roi.

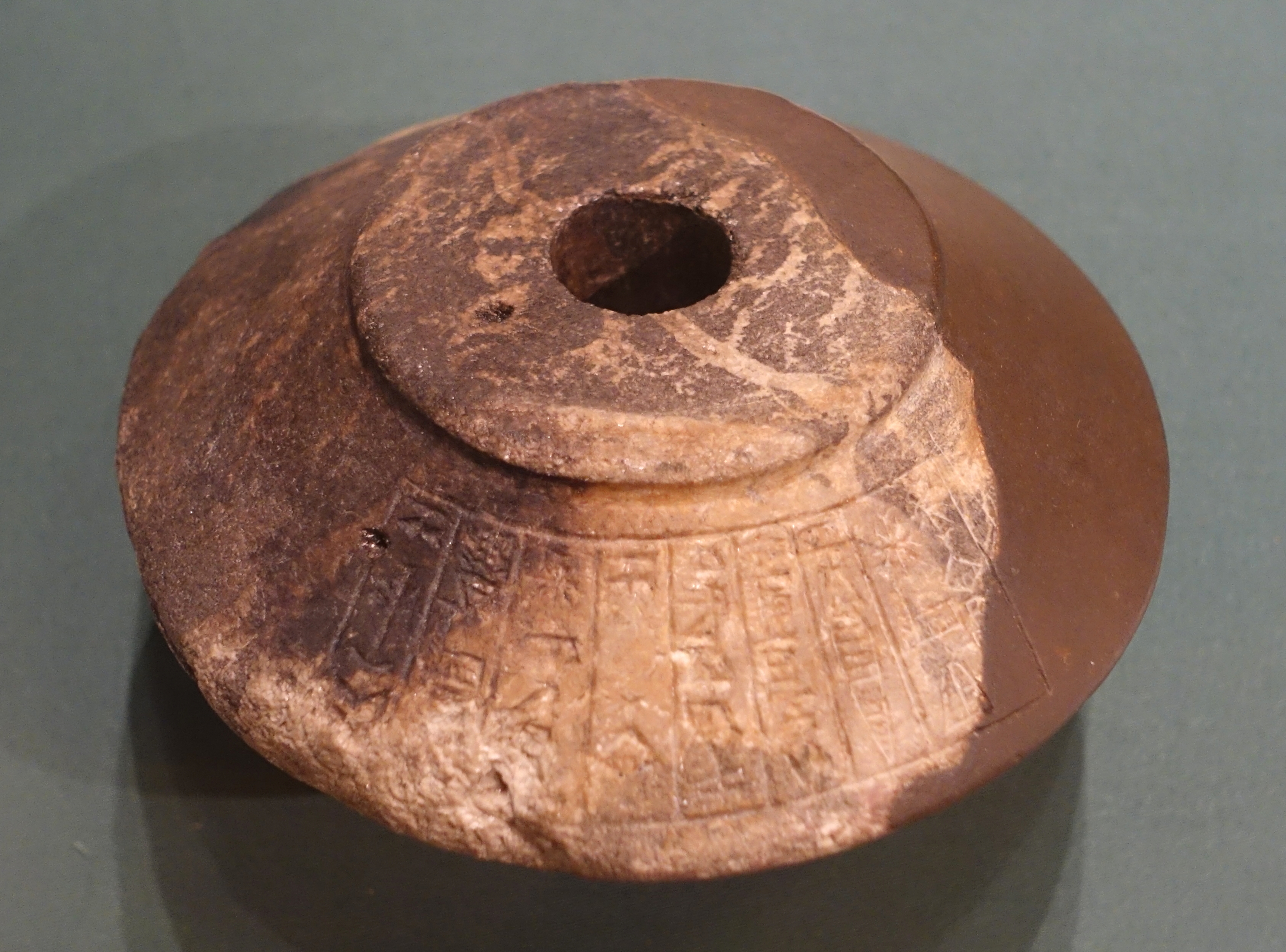
Tête de masse d'armes en pierre, vouée par Naram-Sin à Ishtar dans son temple de Nippur. Musée de l'Institut oriental de Chicago.
Traduction de l'inscription : Naram-Sin, roi de quatre régions, voua (cette masse) à la déesse Ishtar à Nippur.

Naram-Sin a à son tour développé des liens intimes avec la déesse, qu'il présente comme sa bien-aimée. Dans la commémoration de sa victoire contre la Grande Révolte, il proclame qu'il a triomphé « grâce à l'amour qu'Ishtar lui portait ». Dans l'inscription sur sa divinisation, c'est elle qu'il cite en premier. La dévotion du roi se porte en particulier vers la forme guerrière de la déesse, Ištar Annunītum, ce qui peut être traduit par « Ishtar de la Bataille ». Un moule en pierre retrouvé dans un état fragmentaire, qui a dû servir à façonner des objets en or, représente Ishtar assise sur un trône face au roi, également assis, torse nu (pour aguicher la déesse ?) sur une plate-forme qui pourrait symboliser son temple dans la cité d'Akkad, l'Eulmash ou Ulmash. Ils semblent donc dans une position d'égalité. La déesse met autour du bras des cordes attachées à quatre personnages debout en contrebas (deux rois et deux divinités ?) portant des présents, symbolisant les pays soumis aux Akkadiens (l'Élam et Marashi ?). On y retrouve donc la relation intime entre la déesse et le roi, et le fait qu'elle lui accorde la victoire sur ses ennemis,. Le rapport entre Naram-Sin et Ishtar se traduit aussi par des travaux entrepris par le roi dans plusieurs temples consacrés à la déesse : à Zabalam, à Adab, à Ninive, et évidemment à Akkad. Deux de ses enfants, Nabi-Ulmash et Simat-Ulmash, ont d'ailleurs un nom renvoyant à ce temple.

## L'entourage du roi
Le roi trône au sommet de son royaume, où les charges se répartissent ensuite entre les membres de l'administration civile et ceux de l’administration militaire. On ne sait pas s'il existe une sorte de « conseil » aidant le roi pour prendre les décisions les plus cruciales. Il s'appuie beaucoup sur sa famille pour gouverner, mais plus largement le royaume est conçu comme une sorte de grande famille dont il est la figure paternelle, octroyant et retirant charges, honneurs et faveurs à sa guise.

### La famille royale et ses usages
Dès les débuts de l'empire, la famille royale est associée à l'exercice du pouvoir. Mais elle semble avoir été traversée par des tensions, puisque plusieurs traditions postérieures rapportent que Rimush et Manishtusu ont été assassinés, peut-être à l'instigation de membres de la famille royale. Il n'y a pas de trace de tensions sous le règne de Naram-Sin, qui s'est appuyé beaucoup sur sa famille pour diriger son empire.
Le nom de la reine, épouse principale de Naram-Sin n'est pas connu, comme c'est le cas de la plupart des reines akkadiennes. On sait cependant qu'elle dispose en propre de domaines et de serviteurs attitrés.
En revanche le nom de plusieurs de ses enfants sont connus.
Ses fils en particulier se voient octroyer une place importante dans la direction des affaires de l'empire. Le prince héritier Shar-kali-sharri l'accompagne lors d'une campagne militaire, et il est chargé de superviser la reconstruction de l'Ekur, le grand temple du dieu Enlil à Nippur, qui a lieu après la Grande Révolte. D'autres princes sont installés au poste de gouverneur provincial, à l'image de Nabi-Ulmash à Tutub, et Lipit-ili à Marad, connu par une inscription commémorant la reconstruction du temple du grand dieu local, qui évoque également le triomphe de son père face à la « Grande Révolte »,.

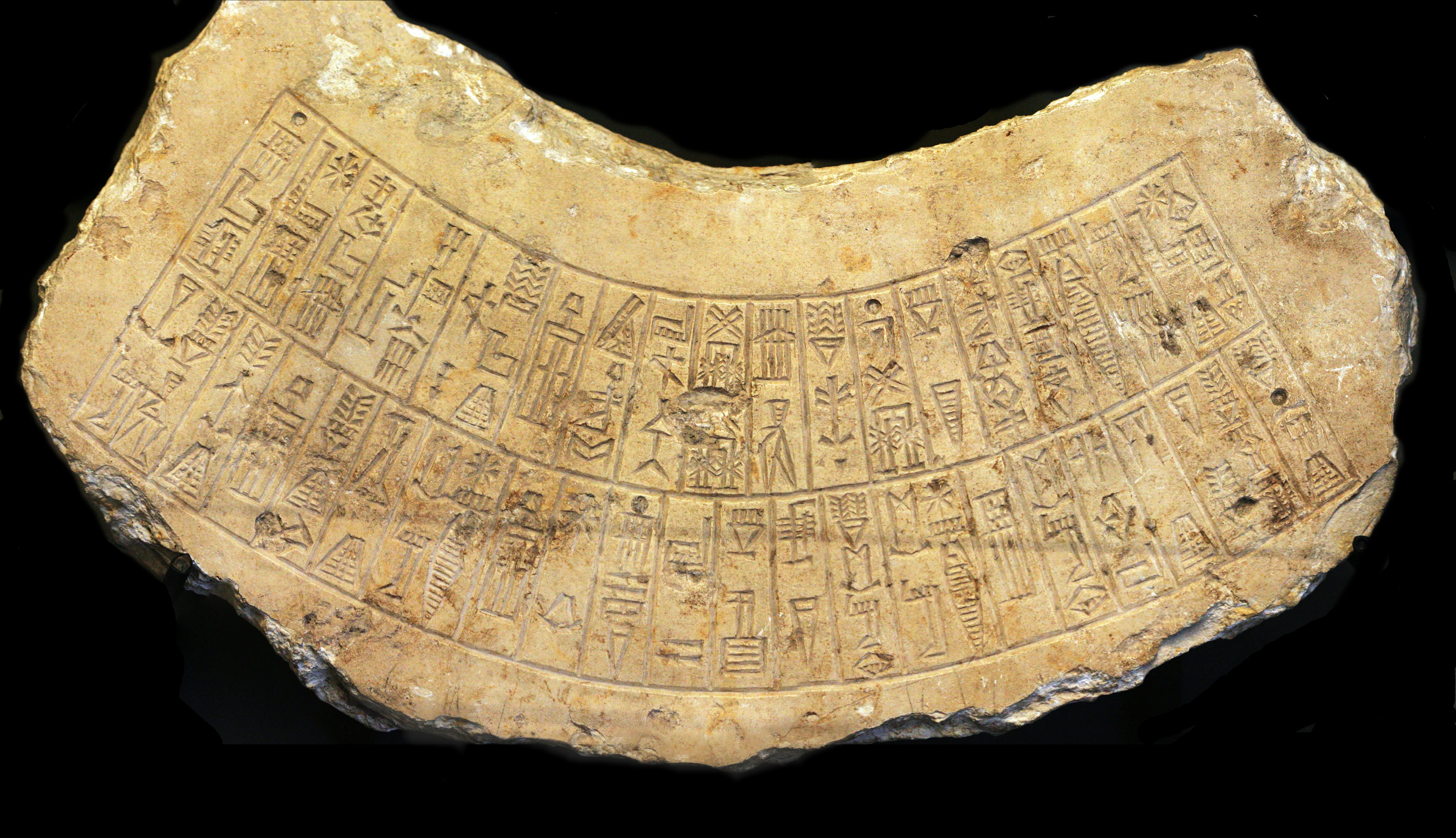
Inscription rapportant la reconstruction du temple de Marad par Lipit-Ili. Musée du Louvre. Traduction de l'inscription : « Naram-Sin, le fort, roi des quatre régions, vainqueur de neuf batailles en une année, après qu'il eut remporté ces batailles et qu'il eut capturé leurs trois rois et qu'il (les) eut fait comparaître devant Enlil, alors Lipit-ili, son fils, bâtit le temple de Lugal-Marada à Marad. Celui qui écartera cette inscription, que Shamash et Lugal-Marada arrachent sa racine et (lui) enlèvent sa descendance ![144],[143]. »

Quant aux princesses, au moins trois d'entre elles se voient octroyer des positions majeures dans le culte, celle de grande prêtresse (entu/en) d'une divinité majeure du panthéon. Sargon avait déjà nommé sa fille (donc la tante de Naram-Sin) Enheduanna grande prêtresse du dieu Nanna/Sîn à Ur, et Naram-Sin y installe à son tour sa fille Enmenanna. Shumshani devient quant à elle grande prêtresse du dieu-soleil Utu/Shamash à Sippar. Tuttunab-shum se voit octroyer la position qui est sans doute la plus importante, celle de grande prêtresse du dieu Enlil à Nippur. Deux de ces nominations au moins sont commémorées par des noms d'année qui ajoutent que les prêtresses ont été choisies à la suite d'une procédure divinatoire : « Année où la prêtresse entu d'Enlil fut choisie par les oracles » et « Année où la prêtresse entu de Nanna, fille de Naram-Sin, fut choisie par les oracles ».
D'autres princesses sont utilisées pour les besoins de la politique diplomatique de leur père. Cela semble être le cas de Taram-Agade (« Celle qui aime Akkad »), dont l'empreinte du sceau a été retrouvée dans le palais de Tell Mozan, l'antique Urkesh, ce qui est généralement interprété comme le fait qu'elle a été mariée au souverain local, allié de son père. Sa sœur Simat-Ulmash pourrait avoir joué le même rôle à Mari, où a été retrouvé un plat en argent à son nom. Il est possible que d'autres alliances matrimoniales aient concerné des enfants de Naram-Sin, dont un fils qui aurait été marié à une princesse de Marhashi.

### L'élite dirigeante

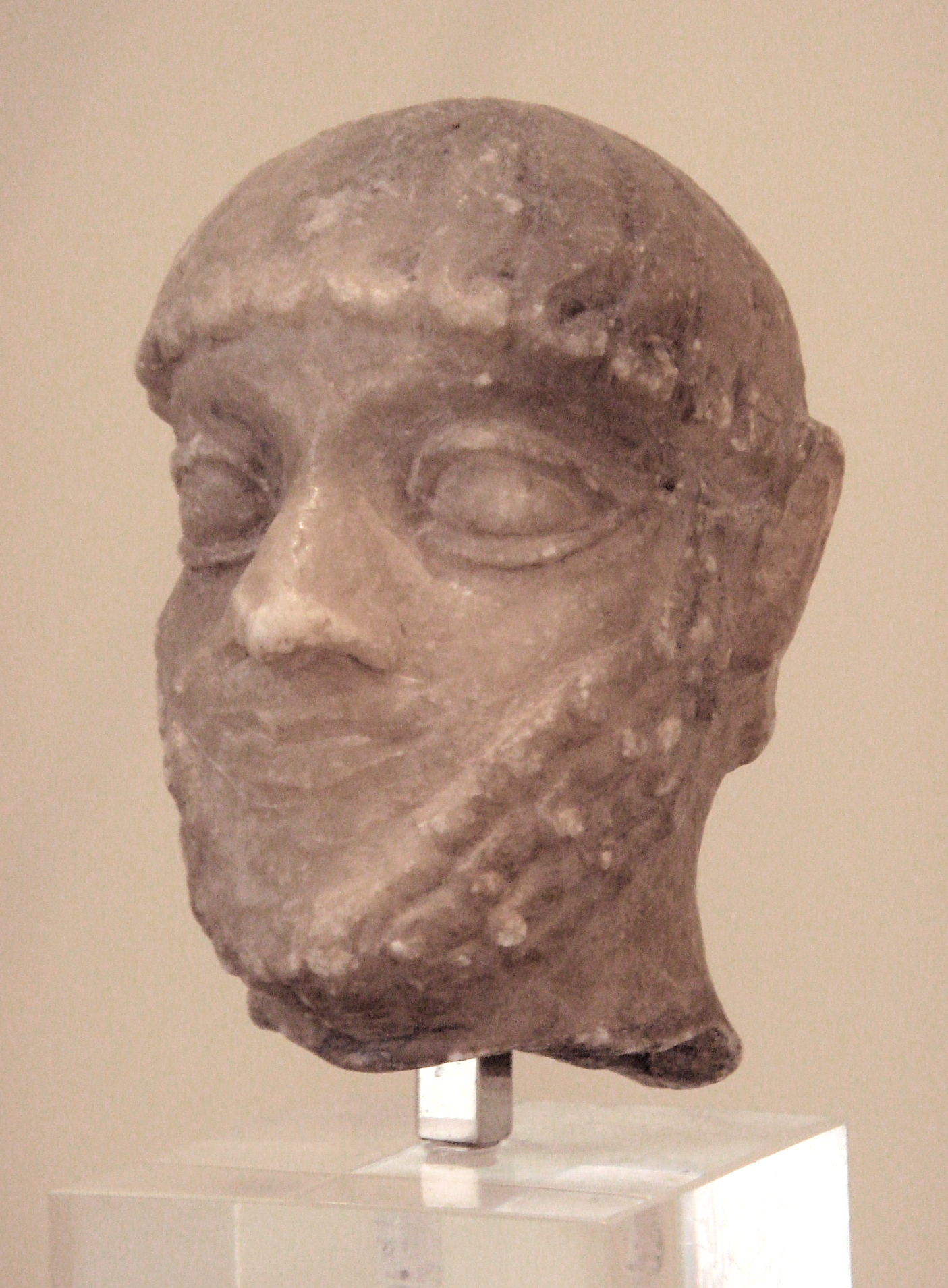
Tête d'homme barbu à la coiffure en écuelle, fragment de figurine en albâtre de l'époque akkadienne (provenance inconnue). Musée du Louvre.

Le personnage principal de l'administration civile est le « responsable de la maison » ou « majordome », šāpirum (sumérien šabra-é), qui a plus exactement la fonction de gestion de la maison du roi, donc le palais et les domaines qui en dépendent. Sous le règne de Naram-Sin, cette fonction est détenue successivement par Shuash-takal et Yetib-Mer, qui reste en place sous Shar-kali-sharri. Après lui un autre personnage important est le chef du cadastre, šassukkum (sumérien sag-dùn), qui supervise les terres de la couronne, gère leur documentation administrative, procède aux achats de nouvelles terres, et surtout à leur concession aux serviteurs du roi. Il a en-dessous de lui à son service de nombreux scribes qui gèrent les bureaux et les domaines du royaume.
Les personnages principaux de l'armée sont les « généraux », šakkanakkum (sumérien šagina), placés à la tête des garnisons postés aux endroits stratégiques de l'empire, et qui jouent un rôle de premier plan dans les territoires périphériques.
Ces hauts personnages sont non seulement associés à l'exercice du pouvoir, mais aussi à l'appropriation des ressources des pays conquis. Il reçoivent en particulier des domaines, qui ont été pris sur les surfaces agraires provinciales, dont ils sont censés tirer les ressources nécessaires à l'exercice de leur fonction, et probablement plus. Il s'agit à la fois de gratification et de rémunération. Les tablettes administratives permettent de retrouver plusieurs d'entre eux comme bénéficiaires de ressources de domaines. Le majordome Yetib-Mer dispose ainsi de terres dans plusieurs provinces du royaume, dont plusieurs milliers d'hectares dans les deux riches provinces méridionales d'Umma et de Lagash.

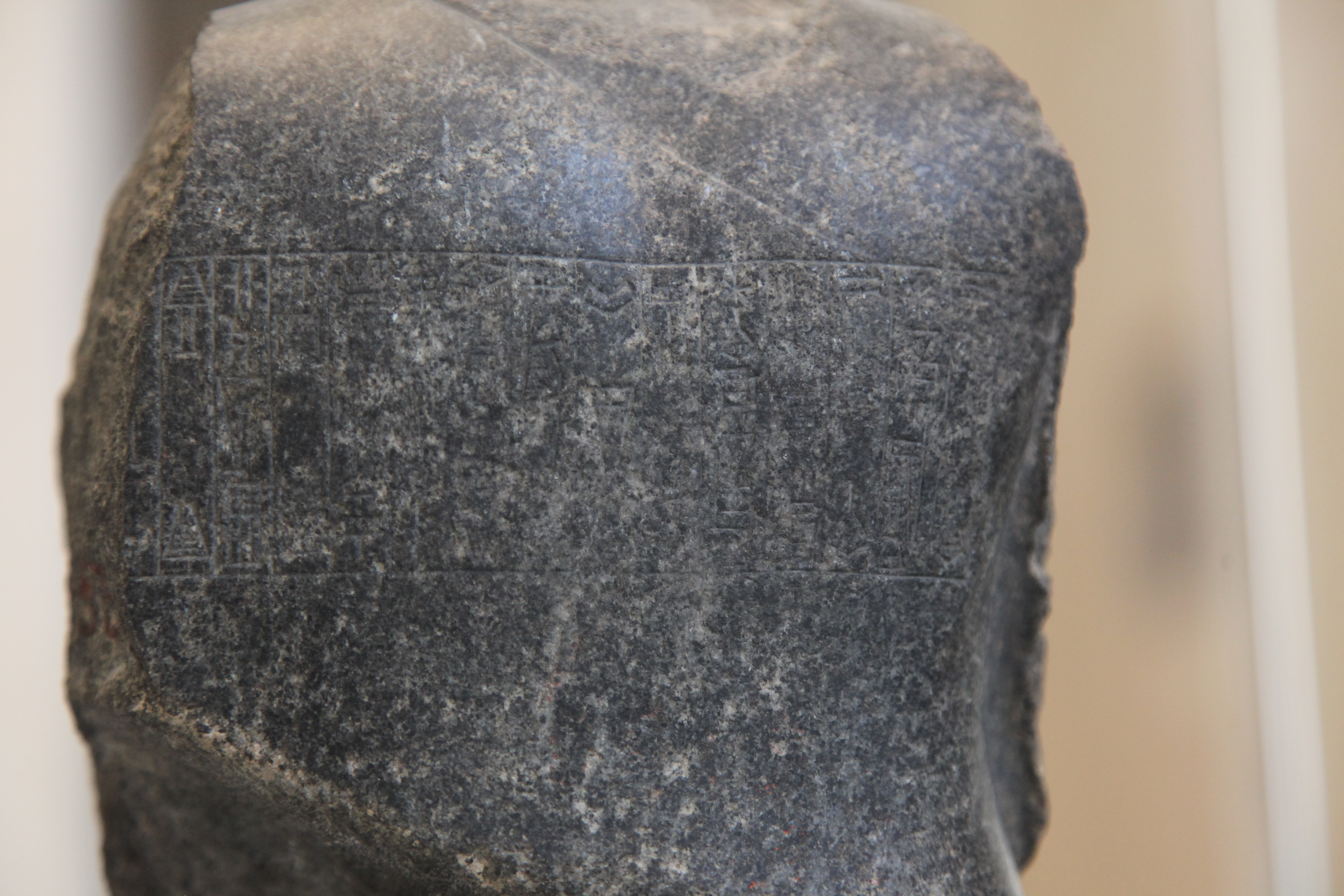
Fragment de statue en diorite voué par le majordome Shuash-takal pour la vie de Naram-Sin. Suse (Iran), Musée du Louvre.
Traduction de l'inscription : Au dieu NIN KIŠ.UNUG, pour la vie de Naram-Sin, le fort, son compagnon (au dieu), le roi des quatre régions, Shuash-takal, le scribe, le majordome, a voué sa statue,.

La dépendance de ces différents personnages envers le roi n'en est que renforcée, et avec elle leur loyauté. Ils ne disposent en effet pas d'une base locale, ont des domaines dispersés en plusieurs endroits, ils ne doivent leur succès qu'au roi ou à sa famille, donc à des liens personnels. Dans leurs sceaux, ils se présentent avant tout comme les « serviteurs » du roi, de la reine, d'un prince ou d'une princesse, et ils offrent aux dieux des statues pour qu'ils accordent leurs faveurs à leurs maîtres royaux.
Les gouverneurs provinciaux, ensí, présentent d'autres cas de figure, notamment dans les provinces méridionales. Ce sont les personnages les plus importants au niveau local, ont repris les fonctions des anciens rois à l'échelle des cités-États, ce qui pourrait aussi avoir inclut les fonctions militaires. Quand ils ne sont pas choisis parmi la famille royale, il s'agit souvent de personnages issus de familles importantes qui ont établi des liens avec le roi, sont éduqués, et peuvent servir pendant plusieurs décennies, à l'image de Lugal-ushumgal à Lagash, et de Mesag, chargé d'un domaine sous Naram-Sin et promu gouverneur d'Umma sous Shar-kali-sharri. Ils sont manifestement tous deux originaires de leurs provinces, mais ont établi des liens avec la cour d'Akkad qui leur ont permis d'acquérir de hautes responsabilités et des domaines, et en fin de compte d'intégrer l'élite dirigeante akkadienne. Ils doivent d'un côté faire montre en permanence de leur obéissance et de leur loyauté envers le roi, mais aussi composer avec les notables locaux.
Cette élite semble avoir développé avec le temps une culture propre, un mode de vie nouveau et caractéristique de l’État akkadien, faisant usage des richesses accumulées par l'exploitation de l'empire. Selon B. Foster cela se voit par leurs vêtements de qualité, l'usage de cosmétiques, de joaillerie, la participation à des banquets où sont consommés de la bière et du vin de premier choix, aussi leur éducation. Les qualités attendues chez les hommes sont la force physique et le caractère affirmé, tandis que pour les femmes doivent être dévouées à leur famille.

## L'armée de Naram-Sin

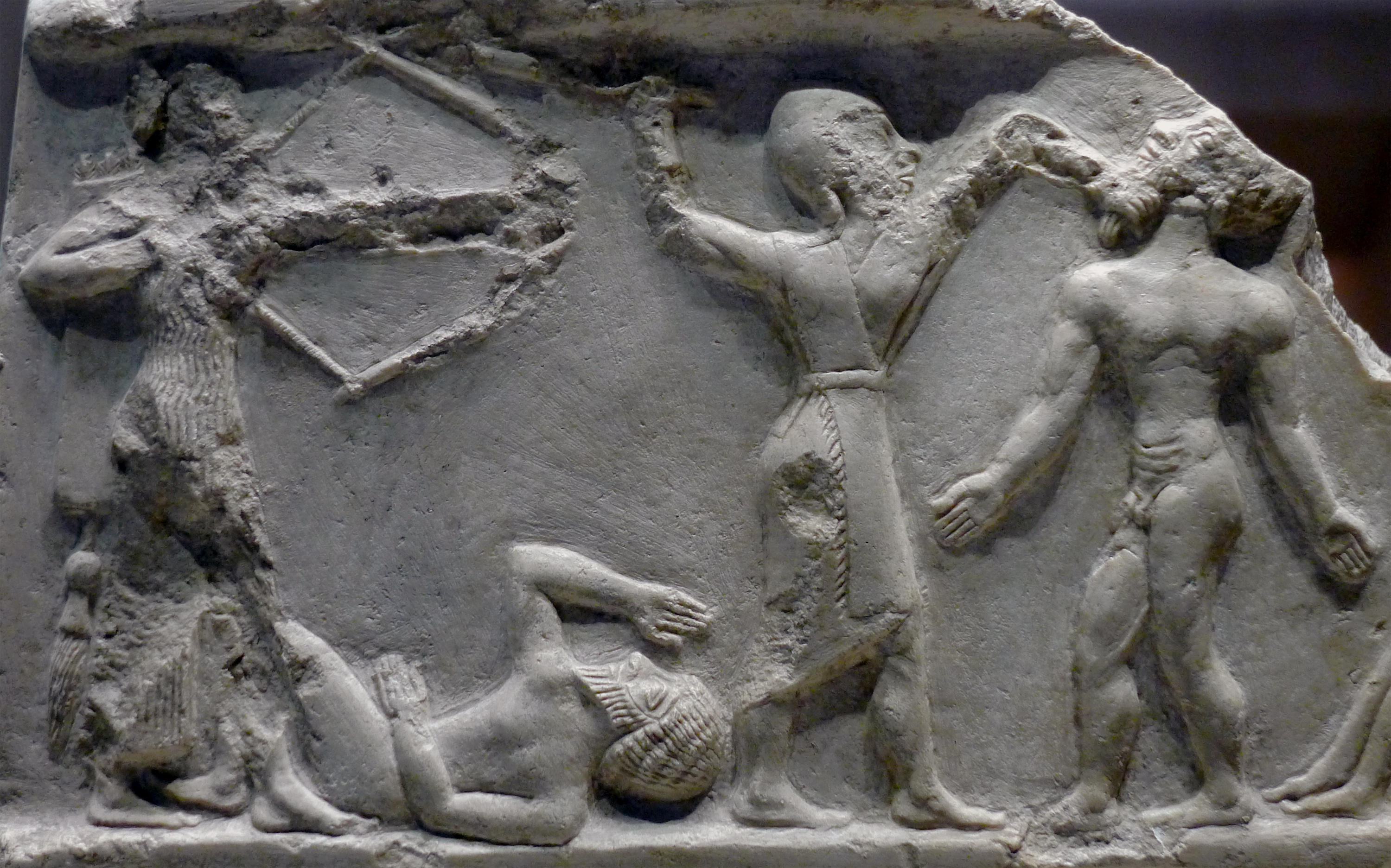
Scène de combat, détail d'une stèle fragmentaire provenant de Tello (Girsu) et datant probablement du règne de Rimush. Musée du Louvre.

L'armée est le principal instrument de domination des rois akkadiens, dont le pouvoir a un aspect militaire très prononcé,. Les inscriptions et les images des rois akkadiens, comme la stèle de victoire de Naram-Sin, témoignent d'une idéologie guerrière en mettant principalement en avant les conflits et leurs victoires militaires.
Le roi est le commandant suprême des armées, qu'il conduit en personne sur les champs de bataille. L'organisation militaire akkadienne est mal connue : on trouve à sa tête des « généraux », šakkanakkum (sumérien šagina), qui dirigent des corps d'armées organisés de façon hiérarchique. Une inscription de Naram-Sin, qui fait écho à une autre, plus ancienne, du temps de son grand-père Sargon, mentionne les « Neuf régiments d'Akkad », qui semblent être le cœur de l'armée, une troupe régulière. Les chefs de ces corps sont peut-être les personnages qui sont juste derrière le roi sur la stèle de victoire,.
L'armée de Naram-Sin est une machine de guerre sans égale de son temps, et sans précédent connu, par sa capacité à enchaîner les victoires et en particulier à conduire des expéditions lointaines. Ses troupes sont constituées de fantassins armés de lances, de haches, de frondes et d'arcs composites qui jouent sans doute un rôle décisif dans ses succès. Il est assez difficile de savoir quelles tactiques elles employaient, mais si on se fie aux représentations visuelles elles semblent plutôt caractérisées par leur légèreté et donc leur mobilité, par contraste aux armées des époques antérieures, plus lourdement équipées,,.
Le dispositif militaire akkadien qui se développe hors de Basse Mésopotamie durant le règne de Naram-Sin s'appuie sur un réseau d'implantations militaires et agraires, des enclaves akkadiennes auto-suffisantes, connues par les exemples de Suse, de Gasur, de Nagar, d'Awal,. En Basse Mésopotamie, la présence militaire est attestée par plusieurs archives du règne de Naram-Sin : une garnison de soldats est attestée à Nippur ; à Pugdan (près de Kish) des terres sont concédées à des capitaines et des soldats, pour qu'ils aient les ressources pour s'équiper. Le fait que le pouvoir akkadien ait pris possession de larges domaines devait être motivé en bonne partie par la nécessité d'avoir des ressources pour l'entretien de sa puissance militaire.

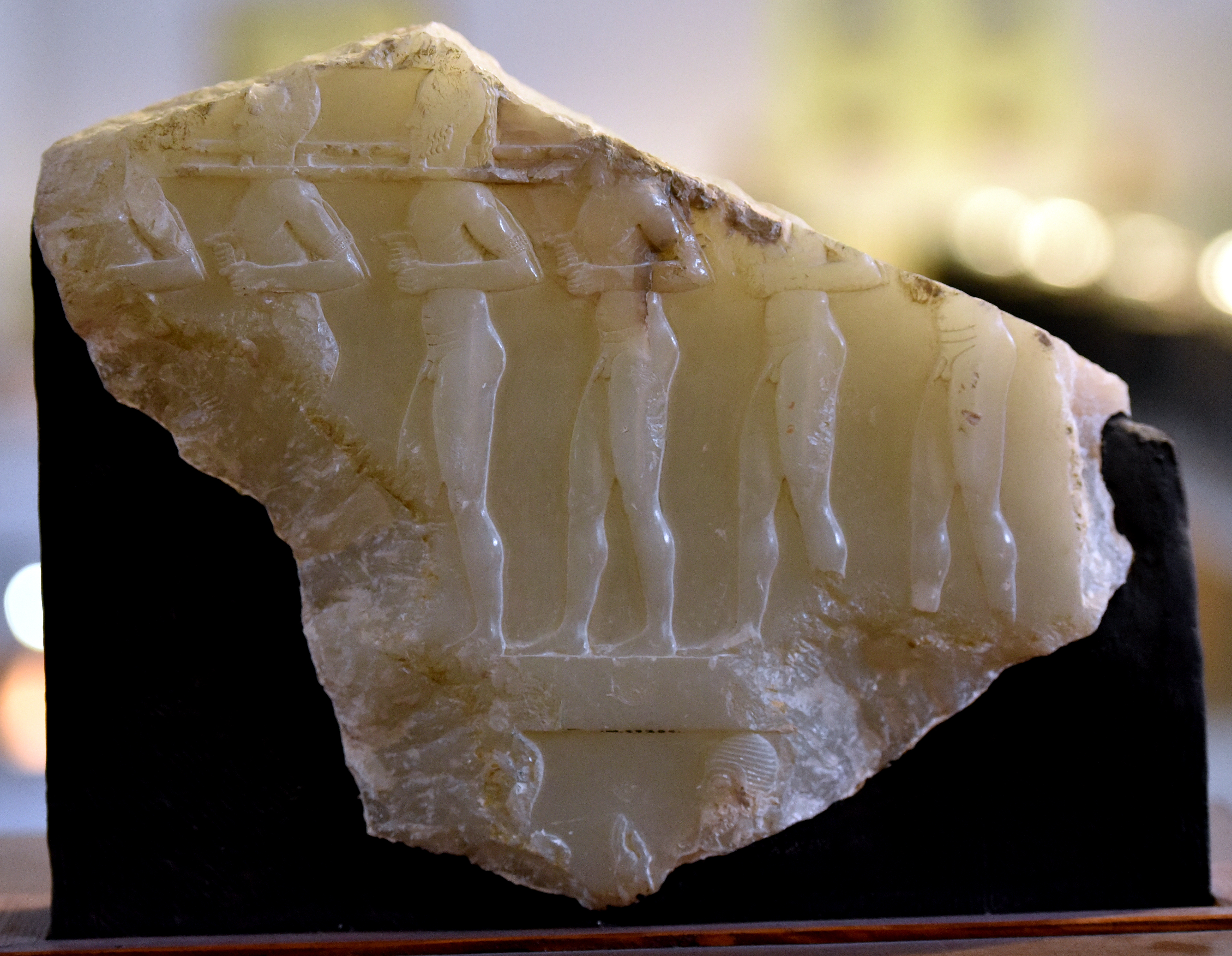
Stèle de victoire akkadienne (du règne de Naram-Sin ?) représentant des captifs ennemis retenus par un carcan. Région de Nassiriya. Musée national d'Irak.

Les victoires militaires se soldent par des pillages, la capture d'ennemis, voire leur exécution. Les vaincus sont représentés sur plusieurs monuments des rois d'Akkad, parfois morts ou agonisants, ou alors implorant la pitié, ou d'autres fois faits prisonniers. La longue inscription sur la Grande Révolte fait à plusieurs reprises le décompte des chefs ennemis capturés et de leurs soldats tués par centaines voire par milliers. Les cités insurgées sont détruites, et Kish est délibérément inondée.

## Le renforcement de l’administration royale
On dispose d'une bien plus grande quantité de documentation administrative pour le règne de Naram-Sin que ceux de ses prédécesseurs. Le règne de son fils Shar-kali-sharri est encore plus documenté. Le fonctionnement de l'administration étant similaire pour ces deux règnes, ces sources permettent d'avoir au moins une vague idée de la manière dont l'empire était administré dans ses provinces centrales. Il apparaît que cette période voit un renforcement de l'empire du pouvoir akkadien sur ses provinces. Les pratiques administratives sont uniformisées au niveau de l’État central, et diffusées dans tous les centres administratifs qui en dépendent, qui sont placés sous un contrôle de plus en plus étroit par l’administration royale.
Cela est surtout visible au nord, dans les provinces où l'influence d'Akkad est la plus forte, où la famille royale est souvent à la tête des provinces et des domaines. Les domaines des provinces méridionales, en pays sumérien, sont surtout administrés dans la droite ligne des pratiques locales, mais plusieurs archives témoignent d'un renforcement de l'empire du pouvoir central sous le règne de Naram-Sin. Le souverain dépêche à plusieurs reprises certains de ses plus fidèles serviteurs, et même dans un cas le prince Nabi-Ulmash, pour effectuer des inspections pour son compte et lui faire des rapports.
Les limites de ce renforcement du pouvoir royal sont difficiles à estimer : certains spécialistes développent une vision « forte » du pouvoir central, qui accapare de nombreuses terres et intervient régulièrement dans les affaires des provinces, notamment pour ponctionner leurs ressources, alors que d'autres en revanche mettent en avant le fait que les gouverneurs provinciaux conservent une grande part d'autonomie, que la mainmise du roi est surtout indirecte et qu'il ne tente pas de contrôler la majeure partie des ressources de ses territoires,,,.

### Des réformes des pratiques administratives

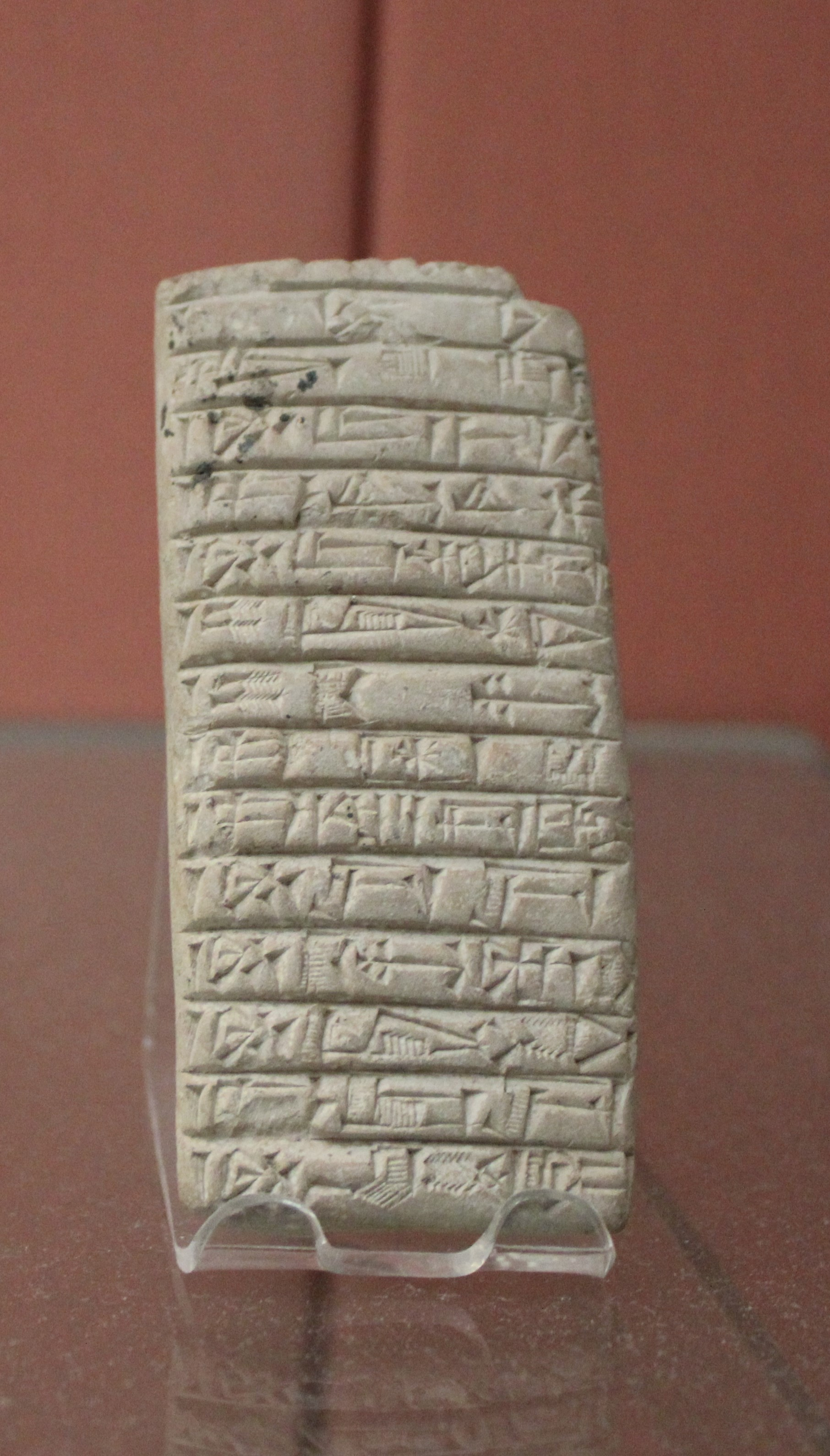
Une tablette des archives akkadiennes de Girsu, témoignant des réformes de l'écriture : graphie soignée, écriture en lignes verticales, sur une tablette rectangulaire. British Museum.

Les archives des règnes de Naram-Sin et de Shar-kali-sharri témoignent de la diffusion de pratiques administratives, qui se retrouvent dans toutes les parties de l'empire à des degrés divers, et résultent manifestement de réformes et d'une volonté de centralisation, qui se produisent sans doute sous le règne de Naram-Sin, peut-être après la Grande Révolte, et en font un moment charnière dans l'histoire des pratiques administratives et comptables mésopotamiennes.
Cela se traduit notamment par l'usage de mesures métrologiques akkadiennes : une mesure de capacité appelée kor ou gur d'Akkad, qui fait environ 300 litres, sert de standard dans ce système. Il est employé pour mesures les quantités de grains livrées à l'administration royale et entreposées dans ses magasins, ce qui implique de pratiques des conversions à partir des systèmes de mesure locaux qui servent souvent pour quantifier le grain récolté au niveau des champs. Cette volonté unificatrice se retrouve également pour les poids et les liquides, mais aussi les ratios employés pour gérer les domaines, par exemple pour estimer la surface que peut travailler une équipe standard de laboureurs. Les institutions locales peuvent poursuivre leurs pratiques traditionnelles pour leur documentation interne, notamment en pays sumérien, mais elles doivent se conformer aux usages akkadiens pour leurs rapports avec l'administration royale. Les pratiques administratives akkadiennes se marquent également par l'usage du calendrier d'Akkad.
La volonté de réforme des pratiques administratives est également visible dans l'écriture cunéiforme, qui connaît une uniformisation, au moins pour les échelons supérieur et intermédiaire de l'administration royale. La forme des tablettes de l'administration tend à devenir de plus en plus quadrangulaires, alors qu'elles ont traditionnellement des angles arrondis. Le règne de Naram-Sin voit ainsi la diffusion des tablettes rectangulaires ou carrées. Elles sont également plus fines qu'auparavant. La graphie cunéiforme est également concernée par la réforme : les documents de l'administration royale sont écrits dans une graphie où les signes ont plus espacés, plus soigneusement exécutés, notamment lorsqu'ils sont produits par les scribes servant un personnage de haut rang. Le répertoire de signes employés connait également des modifications. Certains scribes adoptent ces nouveaux usages et changent donc leur manière d'écrire, cela étant probablement un moyen d'intégrer des bureaux plus prestigieux et donc de progresser dans l'administration royale. Ces changements semblent s'accompagner d'une réorientation du sens de lecture des textes, de 90° dans le sens inverses des aiguilles d'une montre : les signes sont lus de façon verticale dans les textes de l'époque précédente, mais ils le sont de façon horizontale dans les tablettes suivant la réforme. Cette graphie est désignée comme « sargonique classique ». Selon B. Foster, « les administrateurs akkadiens s'attendaient à des registres récapitulatifs magnifiquement écrits, avec des principes comptables généraux faciles à lire et à comprendre, à remplir dans chaque localité, prêts à être examinés par l'inspecteur royal. » En revanche, il n'y a apparemment pas d'obligation d'écrire en akkadien, puisque certains documents écrits dans la nouvelles graphie sont en sumérien, ou bilingues akkadien-sumérien. L'élite akkadienne semble n'avoir aucun problème à pratiquer le bilinguisme.
Les pratiques de scellement évoluent également.

### La mainmise sur les domaines
Après la conquête de la Basse Mésopotamie par Sargon d'Akkad, les anciens royaumes qui se la partageaient avaient été transformés en provinces, confiées à des gouverneurs, et une partie de leurs ressources, notamment leurs domaines fonciers, avaient été accaparées par le nouveau pouvoir et redistribuées à ses fidèles,,.
Dans les provinces du nord, les provinces et les domaines sont souvent confiées directement à des membres de la famille royale, des princes. La proximité géographique avec la capitale renforce les liens avec le pouvoir central,. Une archive de Khafadje, l'antique Tutub, dans la basse vallées de la Diyala, indique ainsi que son gouverneur est à un moment donné le prince Nabi-Ulmash, fils de Naram-Sin. Les liens avec la cour d'Akkad sont très forts. La fille du gouverneur Lippush-iyaum est prêtresse dans le grand temple local, dédié au dieu Sin. Un autre fils de Naram-Sin, Bin-kali-sharri, ainsi que le majordome Yetib-Mer, y disposent de domaines, et d'autres membres de la cour sont mentionnés dans la documentation administrative de cette cité. La petite archive d'Umm el-Jir, l'antique Pugdan, située près de Kish, documente un domaine agricole dirigé par le gouverneur Shu-Migri, lui aussi fils de Naram-Sin. Des membres de la cour akkadienne y possèdent également des terres : un proche serviteur de la reine, Dada, y dispose de plus de 300 hectares.

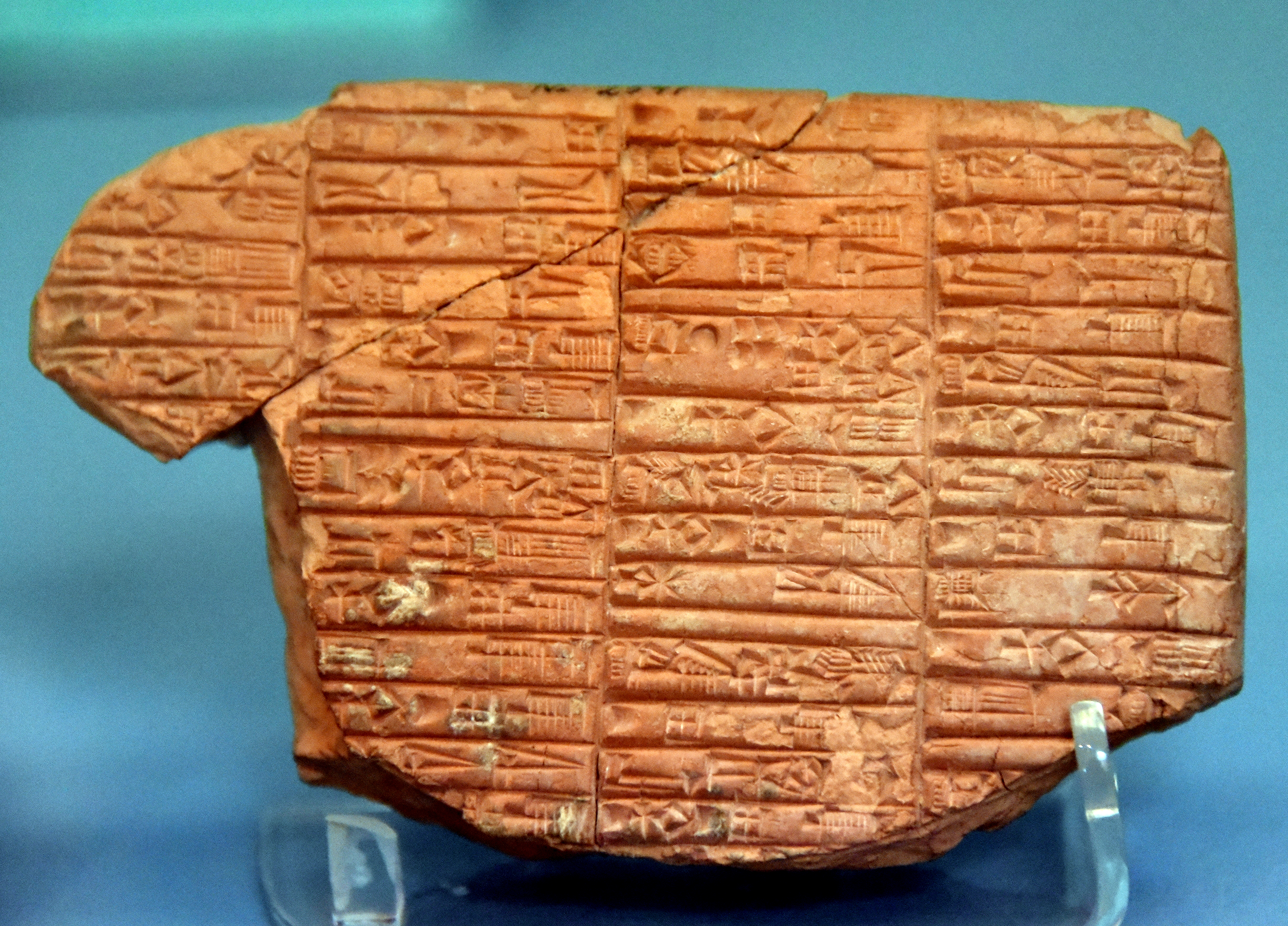
Tablette des archives akkadiennes de Nippur, liste de bétail. Musée de l'Orient ancien d'Istanbul.

La situation des provinces du sud, le pays sumérien, est différente : les gouverneurs ont souvent des origines locales, semblent avoir plus d'autonomie que ceux du nord, même s'ils sont soumis aux ordres du roi, à la fourniture de travailleurs et au versement de prélèvements au pouvoir central,. Le roi intervient aussi pour arbitrer des litiges sur les frontières entre provinces, comme l'a révélé une copie d'inscription rapportant le bornage de la limite entre les provinces d'Umma et d'Adab, confortée par la présence des Anciens (ou gouverneurs) des provinces voisines en qualité de témoins. L'abondante documentation administrative provenant de Tello, l'ancienne Girsu, située dans la riche province de Lagash, indique que le gouverneur local est un certain Lugal-ushumgal, qui semble d'extraction sumérienne. Son sceau-cylindre l'identifie par son allégeance au roi d'Akkad, puisqu'il le présente comme son « serviteur ». Il reçoit régulièrement des visites de membres de la cour, et se déplace lui-même à Akkad à plusieurs reprises, pour rendre compte de ses activités. Il est également en relation avec les autres gouverneurs. Il supervise les importants domaines fonciers de sa province, dont une bonne partie est entre les mains de la couronne et de membres de la cour d'Akkad qui les ont reçu en récompense de leurs services, ou bien pour les aider matériellement à accomplir ceux-ci. Certains textes enregistrent d'importantes livraisons pour le roi et la reine, et plusieurs hauts dignitaires : de l'or, du bétail, des denrées. Les fonctionnaires locaux disposent de domaines moins importants. Les sanctuaires semblent avoir conservé des domaines de taille notable, mais il est probable qu'ils aient à leur tête des proches du roi. Une autre archive à cheval entre les règnes de Naram-Sin et de Shar-kali-sharri provient de la cité de Nippur, surnommée « archive de l'oignon » parce qu'elle concerne surtout des livraisons de ces aromates, notamment pour la table du roi, la cour d'Akkad, et des membres de l'élite akkadienne qui ont l'air de particulièrement les apprécier. D'importantes livraisons ont lieu lors de grands moments de la vie de la famille royale : l'installation de la princesse Tuttanab-shum comme grande prêtresse du dieu Enlil, le mariage d'un prince royal, la visite du roi.
La mainmise akkadienne sur les provinces méridionales se traduit aussi par la constitution de centres administratifs autonomes, dirigés par des fidèles du roi suivant les pratiques du pays d'Akkad, avec manifestement une volonté délibérée de les couper du reste de l'administration provinciale afin d'affaiblir les structures locales et de renforcer l'influence du pouvoir central, qui semble également s'en servir pour entretenir les garnisons qu'il y maintient. Ces domaines semblent être constitués à partir de confiscation de terres dès les règnes précédents, mais elles sont surtout documentées à partir de celui de Naram-Sin et sans doute après la Grande Révolte. L'archive du domaine dirigé par Mesag, qui semble situé dans la localité de Sagub de la province de Lagash, documente un stade intermédiaire de l'emprise akkadienne sur les terres du Sud. Mesag, qui porte le titre de scribe, dispose d'environ 1 270 hectares de terres, qu'il gère de manière autonome, et fait exploiter par ses propres hommes, qui semblent majoritairement d'extraction sumérienne, comme lui. Ses archives sont cependant souvent tenues en akkadien, suivant les pratiques royales. De plus il dispose de liens avec la cour : il livre du grain à la capitale, s'y déplace personnellement, reçoit des fonctionnaires royaux, et même une délégation dirigée par le roi, accompagné de plusieurs princes. Mesag serait alors un gérant de domaine d'origine méridionale qui serait parvenu avec succès à intégrer les réseaux de relations avec la cour d'Akkad, et qui sert à cette dernière à renforcer son influence au Sud. Cela lui a manifestement été profitable, puisqu'il devient gouverneur de la province d'Umma au début du règne de Shar-kali-sharri. L'archive du domaine de Shu-ilishu, datée du règne de Shar-kali-sharri, provient du site d'Umm el-Hafriyat, près de Nippur, sans doute l'ancienne localité de Mashkan-ili-Akkad. Il semble s'agir d'un domaine constitué par le pouvoir akkadien, notamment pour servir de lieu de culte au dieu d'Akkad, donc potentiellement une fondation du règne de Naram-Sin.

## Le roi conquérant

L'empire d'Akkad sous Naram-Sin. L'emprise sur les territoires situés au-delà de la Basse Mésopotamie se fait de manière discontinue.

### Le «roi des quatre régions»

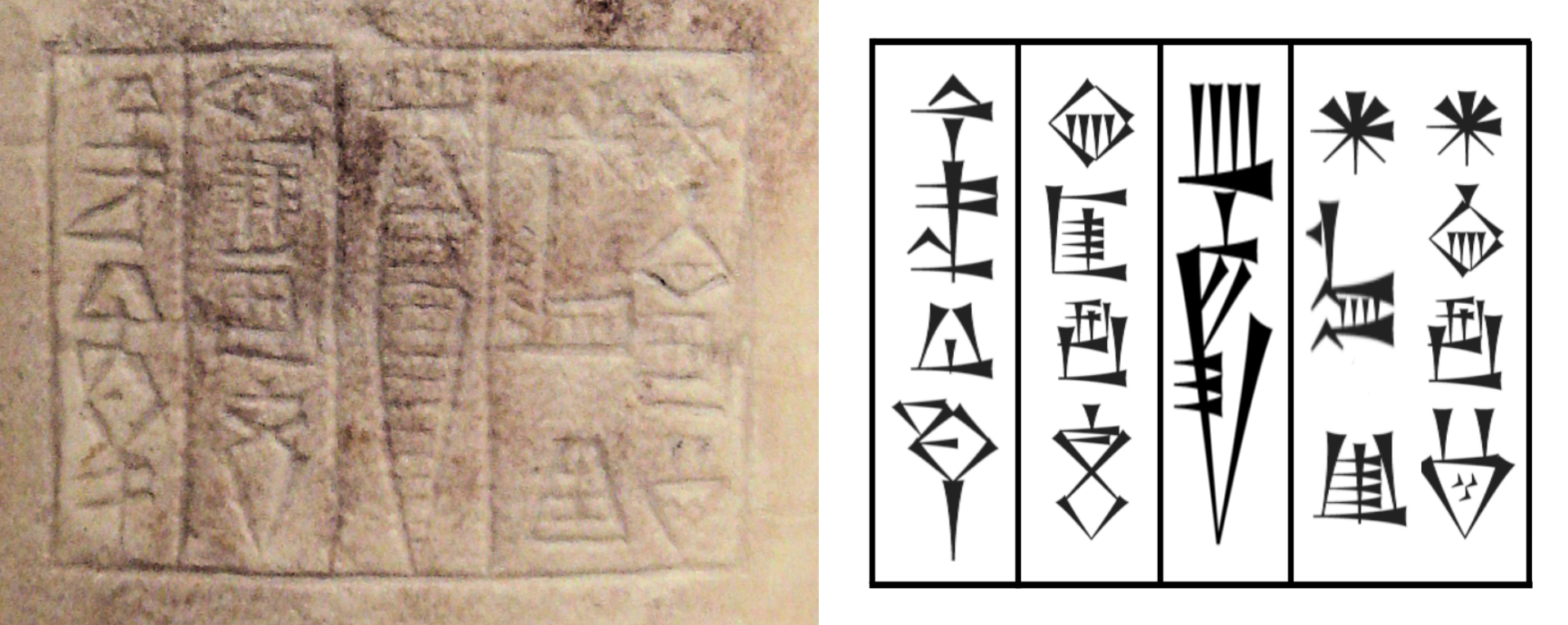
Inscription de Naram-Sin figurant sur un vase, avec sa copie en graphie normalisée : (Le dieu) Naram-Sin, roi des quatre régions. Musée du Louvre.

Naram-Sin a également tenu à se présenter comme un roi conquérant, et cela s'est accompagné d'une évolution dans sa titulature : alors que ses prédécesseurs se présentaient généralement comme « roi de Kish » (qui peut également signifier « roi de la Totalité »), il est le premier à se présenter comme « roi des quatre régions (du monde) », référence aux quatre portions suivant lesquelles les cartes mentales mésopotamiennes divisaient le monde, les différentes directions dans lesquelles il conduisait ses armées, formule appelée à être reprise par les principaux souverains mésopotamiens,,.
D'autres fois la prétention à l'hégémonie universelle est formulée en des termes plus spécifiques évoquant les pays dominés, par exemple dans une inscription « tous le pays d'Élam jusqu'à Marhashi et le pays de Subartu jusqu'à la Forêt des Cèdres », manière d'évoquer les régions opposées les plus lointaines atteintes par ses troupes.
Concrètement, si ses prédécesseurs ont déjà posé les bases d'une idéologie de la domination universelle et entrepris à plusieurs reprises des campagnes militaires en Syrie et en Iran, cela ne s'est pas accompagné d'une domination politique. Au-delà de la Basse Mésopotamie, ils n'ont au mieux dominé que quelques régions, comme celle de Suse dans le sud-ouest de l'Iran, voire Assur sur le Tigre, et encore cela demande confirmation. Dans les autres régions, ils disposent au mieux de rois vassaux leur versant un tribut. Naram-Sin s'inscrit dans leur lignée par son œuvre militaire : c'est un infatigable conquérant, dont les armées parcourent à leur tour les pays vaincus par les premiers rois d'Akkad. Mais il va plus loin encore que ses prédécesseurs, et il place sous son contrôle direct plusieurs régions de Haute Mésopotamie et du plateau Iranien. Il n'a pas laissé de descriptions détaillées de ses conquêtes, mais l'affirmation de l'emprise akkadienne sur plusieurs des pays conquis a pu être confirmée par des découvertes archéologiques,.
La domination akkadienne ne se traduit pas par des annexions de vastes portions de territoires constituant une zone de domination continue. Elle prend des profils variés selon les moments et les endroits : elle repose sur la mise en place d'un réseau de garnisons dans plusieurs villes conquises situées dans des points stratégiques, qui assure une domination directe sur ces territoires, tandis qu'ailleurs ce sont des alliances diplomatiques (avec par endroits des alliances matrimoniales) avec les souverains locaux qui sont privilégiées,. Selon P. Michalowski : « la zone dominée par le régime sargonique était en constante évolution, soumise à divers niveaux de contrôle et largement discontinue dans la périphérie, et donc elle ne peut être facilement représentée par une carte moderne. » Le fait que l'emprise akkadienne se manifeste avant tout par la prise de possession de points situés le long des voies de communication traduirait pour certains le fait que ces entreprises ont aussi (et avant tout ?) pour but de contrôler des axes d'échanges de produits prisés par les élites de l'empire, tout en laissant de vastes portions de territoires hors de leur contrôle,. Westenholz s'oppose à cette approche économique des motivations des guerres : il s'agirait surtout de campagnes ayant une logique défensive préventive, celle d'attaquer l'ennemi avant d'être soi-même attaqué.

### Les régions orientales: Zagros, Élam, Golfe
L'empire d'Akkad s'est dès l'époque de Sargon étendu en direction des pays situés à l'est et au nord-est de la plaine mésopotamienne, et ses deux successeurs ont poursuivi dans cette direction. Il y a en revanche peu de traces de campagne militaires dans ces régions à l'époque de Naram-Sin, mais ces régions paraissent fermement tenues par le pouvoir akkadien, que ce soit par des implantations directes ou par le biais d'alliés.
À proximité immédiate du cœur de l'empire, et notamment des riches cités de la région basse de la Diyala (Tutub, Eshnunna), le bassin du Hamrin situé en amont sur cette rivière est passé sous le contrôle akkadien, comme l'atteste la découverte d'un avant-poste akkadien dans la région, à Tell es-Suleimeh, qui portait alors le nom d'Awal. Une petite archive akkadienne datée probablement du règne de Naram-Sin y a été trouvée dans un grand bâtiment (surnommé « forteresse »). On y trouvait des administrateurs et des soldats représentant le pouvoir impérial. Cette institution disposait de domaines agricoles dans les localités environnantes, mais l'activité majeure semble y être l'élevage, qui joue a traditionnellement une grande importance dans ces régions montagneuses. Des artisans sont également mentionnés.
Les routes remontant en direction des montagnes du Zagros le long des affluents du Tigre (la Diyala, l'Adhem, le Petit Zab) constituent plus généralement des axes d'expansion de l'empire d'Akkad, et des implantations telles d'Awal devaient servir de base de départ à des expéditions. Ces routes conduisent à des pays qui font l'objet de plusieurs campagnes militaires, Simurrum et Lullubum. La stèle de victoire de Naram-Sin commémore une victoire contre ces derniers.

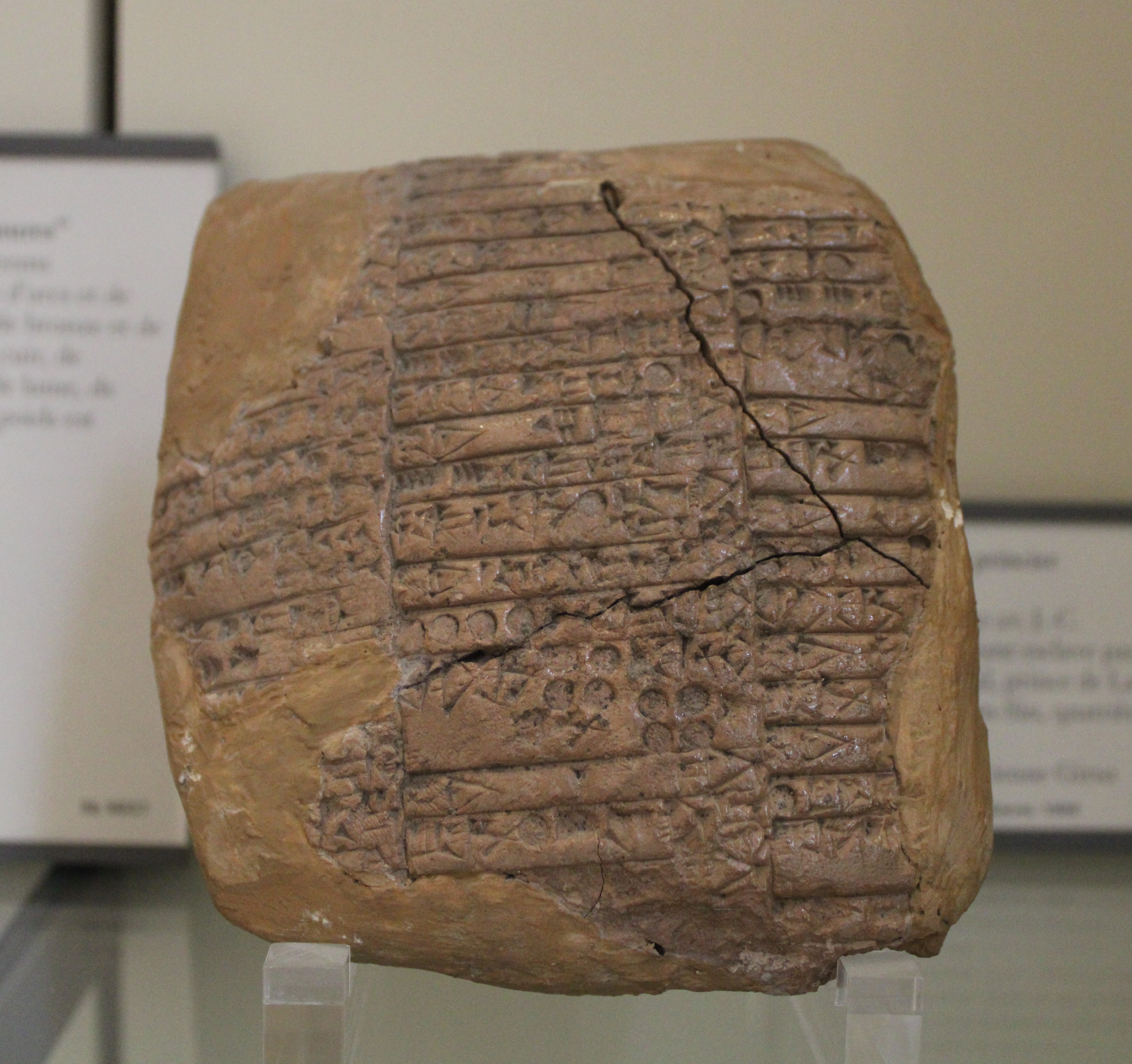
Tablette administrative de Suse enregistrant des livraisons d'équipement militaire (arcs, flèches, carquois, lances, casques) à des intendants. Musée du Louvre.

Il n'y a aucune indication claire d'une campagne de Naram-Sin dans l'actuel sud-ouest iranien, même s'il proclame dans une brève inscription que l'Élam fait partie des territoires qu'il a conquis. La région de Suse est sous influence akkadienne depuis le temps de Sargon, elle est peut-être administrée par le pouvoir akkadien dès cette époque, mais il n'y a pas de trace assurée d'une domination directe avant la fin du règne de Naram-Sin et la première partie de celui de Shar-kali-sharri. Des archives de cette époque documentent les activités du pouvoir akkadien installé à Suse, à la tête d'une enclave qui prend le nom de Dur-Agade, « Fort Akkad ». Elle est dirigée par un gouverneur, et une élite d'administrateurs, formant une sorte de cour au niveau local. Les gens qui y travaillent semblent être originaires du sud mésopotamiens. On y trouve des soldats, des domestiques et des artisans spécialisés, ainsi qu'une population d'environ un millier d'hommes, femmes et enfants employés dans des tâches subalternes (tissage, mouture du grain, travail agricole). Le gouverneur dirige donc des ateliers et surtout un domaine foncier de plus de 400 hectares, qui semble exploité en régie directe, ce qui est plutôt rare à l'époque. L'implantation akkadienne avait peut-être été pensée pour être auto-suffisante. Des marchands venus des cités sumériennes sont également installés à Suse, ville qui entretient des relations avec des pays lointains du plateau Iranien et du Golfe,.

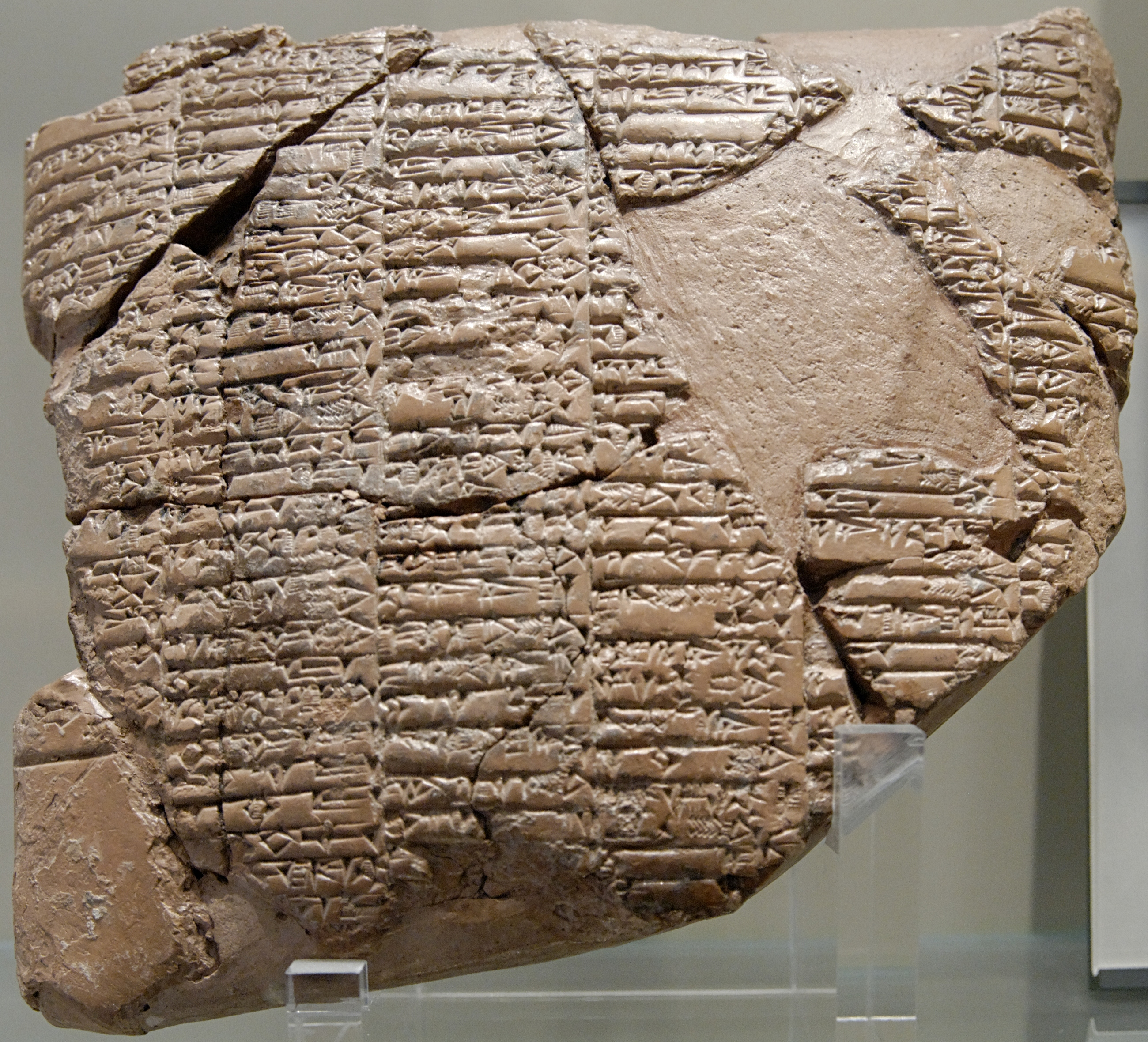
Tablette du serment d'alliance entre Naram-Sin d'Akkad et un roi d'Awan, c. 2250, Suse, Musée du Louvre.

Suse a également été le lieu de découverte d'une tablette contenant le serment prêté par un roi élamite à l'identité inconnue (Hita d'Awan ?) envers Naram-Sin. C'est en quelque sorte un des plus anciens traités internationaux dont les dispositions sont connues par écrit. Rédigé en élamite mais dans une calligraphie akkadienne, il semble être le produit de la chancellerie de Naram-Sin. La langue élamite ancienne étant mal comprise, son contenu est difficile à saisir,. Pour l'essentiel, les dispositions montrent que le roi élamite promet d'être loyal, de ne pas nuire à Akkad et de ne pas soutenir ses ennemis, en échange de dons offerts par le roi akkadien. Il est généralement considéré que les deux rois sont alliés et plutôt sur un pied d'égalité, mais il se pourrait que le roi élamite soit dans une position de vassal. Le serment est prêté en invoquant les dieux élamites, qui sont donc les garants de son bon respect. Naram-Sin s'unit peut-être avec une fille du roi élamite pour renforcer l'alliance,.

« […] Une résistance contre Akkad, je ne (la) tolèrerai pas pour ma part. Mon général doit protéger contre une résistance au traité. L'ennemi de Naram-Sin est aussi mon ennemi ; l'ami de Naram-Sin est aussi mon ami. Ses dons furent reçus. À cause de ses dons, le peuple (d'Élam) doit défendre les alliés de Naram-Sin. (…) Un fugitif, je ne (l')accueillerai pas chez moi, et mon général ne manquera pas au traité du chancelier d'Akkad par loyauté. Que les rois prêtent serment aux dieux. Un roi est attaché de tout cœur au dieu Nahiti. Un roi est soumis au dieu Inshushinak. À la déesse Siashum, au dieu Napir et à la déesse Narunde le roi est fidèle. Mon général ne poursuivra pas nuit et jour ton malheur, il poursuivra nuit et jour ta prospérité. Par loyauté je n'aimerai pas celui qui implore Naram-Sin à l'aide et après cela sera arrogant. (…) Un malheur, mon général doit (le) détourner d'Akkad avec l'armée. Un peuple ennemi, il ne doit pas (le) ménager. Par loyauté, je ne tolérerai pas une (chose) funeste pour Akkad en Élam. Je n'aimerai pas celui qui implore Naram-Sin à l'aide, qui après cela se montre arrogant. »

Naram-Sin a également commémoré une campagne militaire outre-mer, en direction du pays de Magan (ou Makkan), sans doute localisé dans l'actuel Oman. Ce pays est en temps normal un partenaire commercial de la Mésopotamie, pas vraiment un ennemi (probablement parce qu'il est situé trop loin), mais il a déjà été la cible d'une campagne akkadienne sous le règne de Rimush. L'expédition du règne de Naram-Sin en direction de Magan serait motivée par l'appui apporté par ce pays aux insurgés lors de la Grande Révolte. Des vases mis au jour sur plusieurs sites portent des inscriptions au nom de Naram-Sin indiquant qu'ils ont été obtenus par lors du pillage de Magan.

### Haute Mésopotamie et Syrie
Naram-Sin semble surtout avoir dirigé ses visées expansionnistes en direction de la Haute Mésopotamie, et plus loin encore.
Pour la partie orientale de cette région, une archive datable de la première partie du règne de Naram-Sin a été mise au jour à Yorghan Tepe, qui portait alors le nom de Gasur. Elle atteste l'existence sur place d'une administration akkadienne et d'un domaine foncier fonctionnant de la même manière que ceux de Basse Mésopotamie, mais avec moins de terres. Au nord de Mossoul, le site de Bassekti, où a été retrouvée la statue en cuivre fragmentaire comportant une inscription de Naram-Sin, est l'antique Mardaman, dont la conquête a été célébrée par un nom d'année de Naram-Sin.
D'autres noms d'années et inscriptions commémorent brièvement des conquêtes de royaumes situés parfois encore plus au nord et à l'est, dans les contrées désignées comme le « Nord », Subartum, et le « Haut Pays » (en Syrie du nord), qu'on ne sait pas toujours localiser précisément : Talmush, Simanum, Azuhinnum, Talhatum. Une inscription mentionne également que le roi chasse personnellement un taureau sauvage au Mont Tibar, qui pourrait correspondre au Djebel Abdulaziz. Naram-Sin proclame également être retourné sur les pas de son grand-père Sargon, dans la Foret des Cèdres, qu'il faudrait localiser dans l'Amanus. Une longue inscription commémore ce fait, ainsi que les conquêtes d'Armanum (Tell Banat-Bazi ?) et d'Ebla (Tell Mardikh), en Syrie occidentale, dans le domaine du grand dieu Dagan (qui joue pour les cités syriennes le même rôle qu'Enlil pour celles de Sumer), là encore en écho aux inscriptions de Sargon :

« Jamais depuis l'établissement des hommes, aucun roi parmi les rois n'avait ravagé Armanum et Ebla ; dans (…) Nergal ouvrit la route de Naram-Sin, le fort, et il lui donna Armanum et Ebla ; il lui offrit aussi l'Amanus, la Montagne des Cèdres, et la Mer Supérieure. Et grâce à l'arme de Dagan, qui exalte la royauté, Narama-Sin le fort, vainquit Armanum et Ebla et, depuis la rive de l'Euphrate jusqu'à Ulisum, il défit les gens que Dagan venait de lui donner, et ils portaient la corbeille d'Aba, son dieu, et il tint en domination l'Amanus, la Montagne des Cèdres.

Lorsque Dagan eut rendu le jugement (en faveur) de Naram-Sin, le fort, et qu'il eut livré entre ses mains Rish-Adad, le roi d'Armanum, et que lui-même l'eut lié aux montants de sa (porte d')entrée, il façonna sa statue en diorite et (la) voua à Sîn.

Ainsi (parle) Naram-Sin, le fort, le roi des quatre régions : Dagan m'a donné Armanum et Ebla et j'ai capturé Rish-Adad, le roi d'Armanum ; alors j'ai façonné [mon] image [et] je (l')ai vouée à Sîn. Que personne n'écarte mon nom ! Puisse ma statue se dresser devant Sîn et … ! »

Selon les études récentes Ebla et Armanum auraient plutôt subi des défaites majeures et un déclin prononcé avant les conquêtes akkadiennes, sous les coups des rois de Mari, le principal royaume de Syrie orientale. Naram-Sin n'aurait alors détruit que des villes moribondes déjà dévastées quelques décennies auparavant,. La destruction de Mari, qui se produit vers la même période, est généralement attribuée à l'époque des conquêtes de Sargon, mais selon J.-C. Margueron et J.-M. Durand elle se produit sous le règne de Naram-Sin (après une première conquête sans destructions sous Sargon), lors de la répression de la Grande Révolte, à laquelle cette cité aurait porté appui,,. En effet la cité figure parmi les ennemis de Naram-Sin lors de la Grande Révolte. Mais les indices d'une présence akkadienne sur place sont limités. Quoi qu'il en soit il est généralement admis que cette période voit la mise en place d'une nouvelle lignée de dirigeants dans cette ville, portant le titre des généraux frontaliers akkadiens, šakkanakku. Cela indique que les premiers d'entre eux ont probablement été implantés par les rois d'Akkad, avant que leurs successeurs ne se rendent indépendants tout en conservant le même titre. Un plat en argent inscrit au nom d'une fille de Naram-Sin, Simat-Ulmash, a été mis au jour à Mari, ce qui pourrait indiquer qu'elle a été mariée à un de ces personnages dans le cadre de la politique matrimoniale de son père.

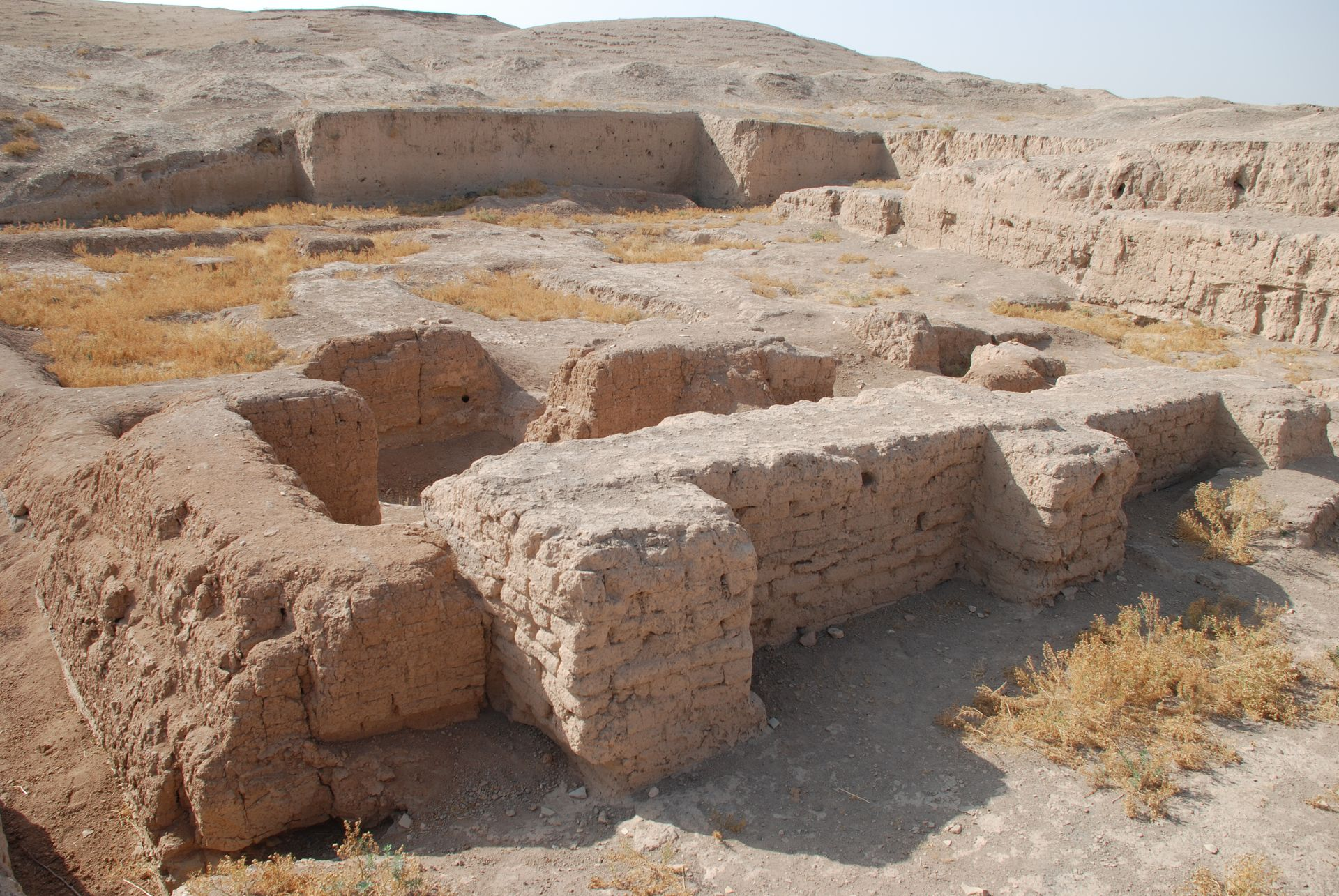
Ruines de la construction du règne de Naram-Sîn à Tell Brak.

La présence akkadienne a été repérée sur plusieurs sites de la région du Khabur. Tell Brak, l'antique Nagar, capitale d'un royaume puissant avant l'époque akkadienne, est devenue sous le règne de Naram-Sin un centre administratif akkadien. Un grand bâtiment aux murs puissants comprenait des briques estampées au nom de Naram-Sin qui permettent d'attribuer sa construction à son règne. Il s'agissait manifestement d'un centre administratif fortifié, contrôlant la région et emmagasinant les denrées et autres biens de l'autorité akkadienne installée sur place. Quelques documents administratifs y ont été mis au jour. D'autres bâtiments d'époque akkadienne ont été repérés sur le site, dont de grandes résidences. Cette ville pourrait alors avoir joué le rôle de tête de pont de la domination akkadienne sur la région du Khabur,. Concernant les sites voisins, la domination akkadienne semble avoir été indirecte : sur la foi d'un sceau de la princesse Taram-Agade mis au jour à Tell Mozan, l'antique Urkesh, on suppose que celle-ci a été mariée au roi local dans le cadre d'une alliance, et en tout état de cause la cité semble être restée indépendante ; les indices d'une présence akkadienne à Tell Leilan, l'antique Shekhna, sont limités et discutés,. Le fouilleur de la seconde, H. Weiss, a proposé que la région soit soumise à une lourde exploitation agricole de la part d'Akkad, mais il est généralement estimé que ce scénario manque de preuves. Si l'on en juge par le fait que les cités de Haute Mésopotamie n'ont pas apporté un soutien marqué aux cités de Basse Mésopotamie ayant commencé la Grande Révolte, il semble que la région ait plutôt accepté la domination akkadienne. Il est vrai qu'elle y présente un profil bien différent de celui qu'elle a dans le cœur de l'empire.
Naram-Sin commémore par un nom d'année le fait d'avoir atteint les sources du Tigre et de l'Euphrate. Une de ses stèles a été mise au jour à Pir Hüseyin, près de l'actuelle Diyarbakır, dans la partie haute du cours du Tigre, où un site de cette période a également été repéré. Il est possible que Naram-Sin soit allé encore plus loin, mais cela demande confirmation.

## Bilan et héritage politique
Les accomplissements de Naram-Sin peuvent d'abord être approchés par comparaison avec ceux de ses prédécesseurs directs, et de la construction politique dont il hérite au début de son règne. Pour beaucoup, c'est certes une puissance sans précédent, mais c'est encore à ce stade un empire en formation dont la domination est contestée en Basse-Mésopotamie, et dont l'expansion vers l'extérieur se fait sans ligne directrice et structures claires. Naram-Sin change cette situation, par son impressionnante œuvre conquérante et réformatrice. Le rôle de la Grande Révolte est souvent mis en avant : le roi, convaincu par cette épreuve de la nécessité de consolider l’État, aurait entrepris sa divinisation et ses réformes à la suite de cet événement, afin de conforter son organisation et sa légitimité. Pour Steinkeller, son règne est le moment où l'empire d'Akkad « atteignit l'apogée de sa puissance et de son développement interne. »
Les historiens ont souvent posé la question de savoir si l'empire d'Akkad méritait bien le qualificatif d'empire, et ces questionnements se sont en particulier focalisés sur le règne de Naram-Sin, en raison du cap qu'il fait passer à ce royaume en termes d'organisation et d'idéologie. En fait, les réponses données vont dépendre de la définition retenue pour ce qu'est un « empire »,. Les principaux éléments mis en avant pour dire que les rois d'Akkad, et Naram-Sin en particulier, sont bien les maîtres d'un « empire » sont : la base militaire de la puissance et de l'expansion de l’État, conjuguée à un appareil administratif de mieux en mieux organisé, le changement des normes, notamment de l'écriture, le développement d'un art et d'un discours novateur autour de la mise en avant de la royauté et de sa domination, et, en fin de compte, le fait que l'empire d'Akkad ait marqué un tournant établissant pour l'avenir un modèle d’État multi-ethnique à visée universelle.
Selon P. Michalowski, « il y a des signes dans la manière dont sont formulées ses inscriptions que ce monarque (Naram-Sin) entretenait un rapport complexe avec ses origines dynastiques, désireux de se distinguer en refaisant plus parfaitement tout ce qui avait été fait auparavant et d'aller beaucoup plus loin dans l'accomplissement des rêves cosmocratiques. Sous son régime, Akkad est devenu un empire. » Plutôt que de situer ce règne dans une vision linéaire de l'histoire allant vers l'inexorable renforcement de la puissance des royaumes/empires, il propose de l'envisager pour lui-même, comme une expérience politique singulière.
S'il est très difficile si ce n'est impossible d'approcher sa personnalité, il est manifeste que Naram-Sin a été un personnage très clivant, sans doute détesté, en particulier dans le sud sumérien, ce qui explique son image plutôt négative dans la tradition sumérienne que reflète la Malédiction d'Akkad.
Une autre manière de faire le bilan du règne de Naram-Sin est de voir ce qui s'est passé après. Son fils Shar-kali-sharri lui succède, et l'abondante documentation administrative provenant de Basse Mésopotamie semble indiquer que la première partie de son règne est restée marquée par la prospérité, ou à tout le moins que l'administration continue à bien fonctionner,. Néanmoins à l'inverse la documentation provenant d'en-dehors de cette région indique que l'influence akkadienne à l'extérieur se délite. Faute de sources, on ne sait ni quand ni comment l'empire d'Akkad s'effondre, mais il semble que dès la fin du règne de Shar-kali-sharri la situation devienne difficile, avec des incursions de peuples venus de l'extérieur, les Amorrites et les Gutis, qui entraînent progressivement une réduction drastique de la taille du royaume,. Il y a manifestement des successeurs à Shar-kali-sharri sur le trône d'Akkad, mais il ne règnent plus que sur un territoire réduit, et rien n'indique clairement qu'ils fassent partie de la dynastie de Sargon et de Naram-Sin,.

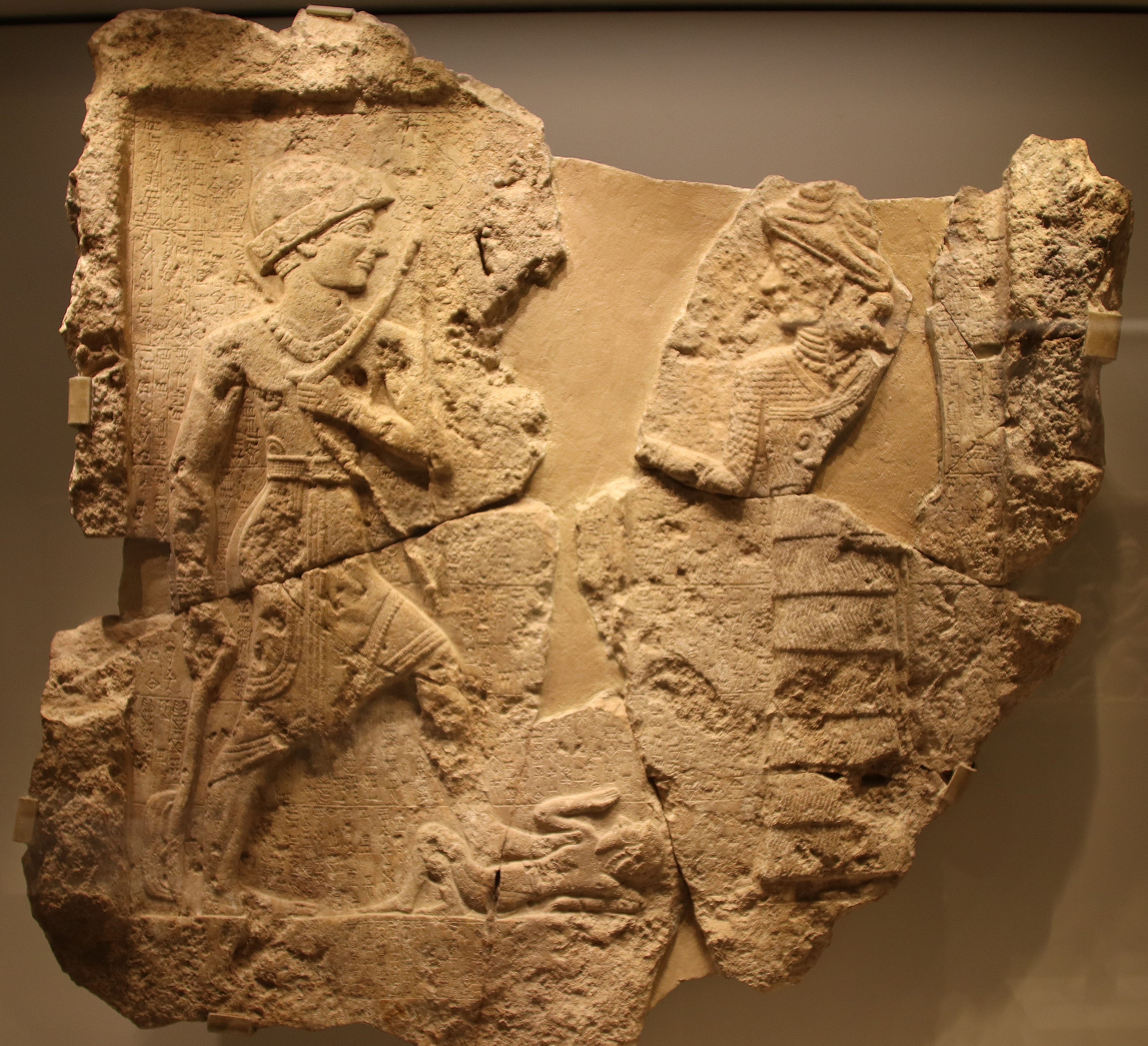
Relief du roi Iddin-Sîn de Simurrum, reprenant la pose de la stèle de Naram-Sîn. Musée d'Israël.

Au-delà de ces causes externes, les raisons de l'échec final de l'empire d'Akkad sont sans doute structurelles. L'empire n'est à ce stade pas une construction reposant sur une intégration politique et économique poussée. Sa domination sur l'extérieur est souvent au mieux nominale, ce qui explique la vitesse à laquelle il en perd le contrôle. Naram-Sin fait déjà face aux Amorrites, qui reviennent sous le règne de son fils pour saper avec succès l'autorité akkadienne en Haute Mésopotamie. Le jugement souvent négatif porté sur Naram-Sin après sa mort pourrait être la conséquence des importantes transformations qu'il a imposé à la Basse Mésopotamie. On remarque néanmoins que, au moment de la chute de l'empire d'Akkad ou peu après, les rois gutis qui parviennent à se tailler un royaume en Mésopotamie imitentNaram-Sin dans leurs inscriptions, tandis qu'un roi des Lullubis, le peuple dont la défaite est commémorée par la stèle de victoire, se fait représenter sur un relief rupestre de la même manière que Naram-Sin sur la stèle. La fascination que devaient continuer à exercer Naram-Sin et le pouvoir akkadien longtemps après leur disparition se repère donc directement après leur disparition.

## Postérité
Après sa mort, Naram-Sin est resté un personnage majeur de la tradition historique mésopotamienne. Il partage ce destin post-mortem avec son grand-père Sargon. Les deux forment dans la mémoire de la Mésopotamie antique un duo par bien des aspects opposé : si le fondateur de l'empire est resté dans les mémoires l'archétype du grand conquérant, Naram-Sin présente une image plus ambivalente, celle d'un souverain certes sans égal par sa puissance et ses richesses, mais dont l'orgueil et les excès ont précipité la chute d'Akkad,,.

### Des héritiers autoproclamés de Naram-Sin
Après sa mort, Naram-Sin est, comme les autres rois d'Akkad, intégré dans des cultes ancestraux qui lui font des offrandes funéraires (kispum). Cela est attesté dès l'époque de la troisième dynastie d'Ur (XXIe siècle av. J.-C.) et à l'époque paléo-babylonienne, au début du XVIIIe siècle av. J.-C. à Mari, alors que cette dernière est dominée par la dynastie de Samsi-Addu, qui se proclame descendant des rois d'Akkad.
Au XIXe siècle av. J.-C. deux rois mésopotamiens portent le nom de Naram-Sin. Le premier, Naram-Sin d'Eshnunna, règne depuis une ville située dans le voisinage d'Akkad, qui entend s'inscrire dans sa continuité. De ce royaume sont sans doute originaires plusieurs compositions littéraires de cette période ayant Naram-Sin pour protagoniste, comme l’Élégie de Naram-Sin. L'autre roi appelé Naram-Sin règne depuis Assur (cité où un Sargon règne également un peu avant lui).
Le roi babylonien Nabonide (559-539 av. J.-C.), qui a un goût prononcé pour l'antiquarisme et cherche à collecter des objets anciens. Il semble avoir porté un grand intérêt à la dynastie d'Akkad. Il restaure deux temples que Naram-Sin avait construit bien avant lui, celui de Shamash à Sippar et celui d'Ishtar à Akkad, et chercher à en retrouver les fondations afin de suivre leur plan originel. Ce roi consacre aussi une de ses filles comme grande-prêtresse du dieu Sîn à Ur, peut-être pour s'inscrire dans la continuité de Sargon et de Naram-Sin qui avaient fait de même en leur temps.

### Copies d'inscriptions et présages historiques
Durant l'époque paléo-babylonienne, la mémoire de Naram-Sin est préservée par des textes produits dans les milieux savants mésopotamiens.
Le premier type sont les copies d'inscriptions de Naram-Sin, à partir de ses monuments encore visibles, sur des tablettes cunéiformes. Comme évoqué il s'agit de sources jugées fiables et incontournables pour reconstituer l'histoire de son règne. La plupart des copies d'inscriptions des rois d'Akkad proviennent de Nippur et leurs modèles se trouvaient dans le grand temple de cette ville. Mais celles concernant plus spécifiquement Naram-Sin ont également été mises au jour sur d'autres sites : Larsa, Ur, Eshnunna, Mari et Babylone.

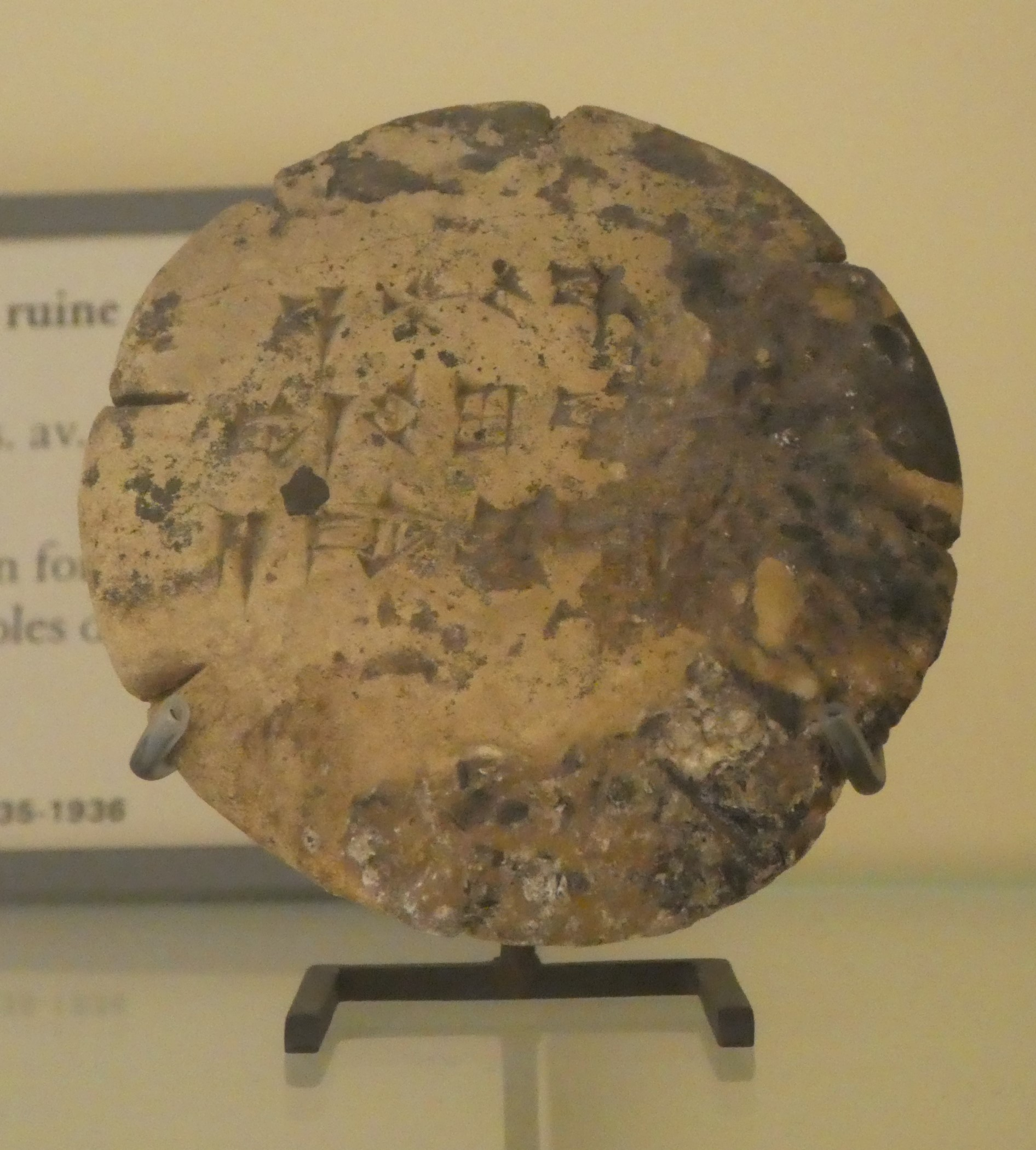
Tablette rapportant un « présage de la chute d'Akkad », à la suite d'une consultation d'hépatoscopie à Mari, début du Musée du Louvre.

L'autre type de document sont les présages dits « historiques ». Il s'agit de documents liés à la pratique de la divination, en particulier celle qui lit dans les entrailles des agneaux (hépatoscopie et extiscipine). Les plus anciens documents de ce type datent du début du XVIIIe siècle av. J.-C. et proviennent de Mari (Syrie), le site qui a produit le plus de documentations sur la divination pour cette époque. Il s'agit de courts textes sur des modèles de foies en argile inscrits avec des présages courts, par exemple « présage de Naram-Sin, qui s'empara d'Apishal »). Vers le milieu du IIe millénaire av. J.-C., ces présages sont compilés en série sur de plus longues tablettes. Ils connaissent une dernière phase de compilation et de réorganisation quelques siècles plus tard, attestée par des longues séries de tablettes trouvées dans les capitales néo-assyriennes (v. VIIe siècle av. J.-C.) Ninive et Assur. On y trouve des présages plus développés, par exemple « présage de Naram-Sin, qui, sous ce présage, marcha vers Apishal, le prit par une brèche (dans la muraille de la ville), et l'emporta sur Rish-Adad, roi de la ville de Apishal, et sur le ministre d'Apishal. » La question de la fiabilité historique de ces présages est discutée. Pour certains, ils reposent sur des présages qui ont effectivement été accomplis au temps des rois d'Akkad, l'aspect du foie de l'animal a été relevé avec l'événement qui s'est produit et qu'il annonçait donc. Ainsi, en retrouvant plus tard la même configuration dans le foie d'un agneau, les devins pensaient qu'il allait se produire un événement similaire à celui qui avait eu lieu au temps des rois d'Akkad. Pour d'autres en revanche, ces présages ne sont pas fiables : ils ont été rédigés bien après le règne des rois d'Akkad, et ils leur font référence parce que ce sont des figures majeures et évocatrices dans la tradition savante mésopotamienne.
Si on compare les deux types de documents, compilés vers la même période, il s'avère qu'il n'y a pas de connexion entre eux. Les copies d'inscriptions royales de Naram-Sin mentionnent ses victoires contre l'Élam, Marhashi, le Subartu, Ebla, Armanum, et évidemment la Grande Révolte. Si on excepte un présage tardif relatif à la victoire de Naram-Sin contre Magan, effectivement connue par une inscription, les présages relatifs à ce roi font référence à sa victoire contre la cité d'Apishal. Ce siège n'apparaît dans aucune inscription attribuable au règne de Naram-Sin. Il est aussi mentionné dans un poème épique de l'époque paléo-babylonienne. On ne sait donc pas s'il s'est réellement produit. La seule ville du nom d'Apishal qui soit connue est une petite localité de la province sumérienne d'Umma ; il se pourrait qu'Apishal se soit substituée à Armanum dont Naram-Sin a effectivement célébré la victoire. La défaite de la Grande Révolte est mise dans les présages au crédit de Sargon, qui dans la mémoire mésopotamienne est plus associé aux prouesses militaires que Naram-Sin.

### La tradition littéraire
L'impact du règne de Naram-Sin se mesure avant tout par l'importante tradition littéraire qui le concerne. C'est avant tout là que son image négative se développe, dans des textes qui s'appuient certes en partie sur des faits qui ont eu lieu sous son règne, ou sur celui de ses successeurs (il est souvent présenté comme le dernier roi d'Akkad), mais réinterprétés en fonction des préoccupations de leurs rédacteur et de leur audience pour dispenser des « leçons d'histoire ».

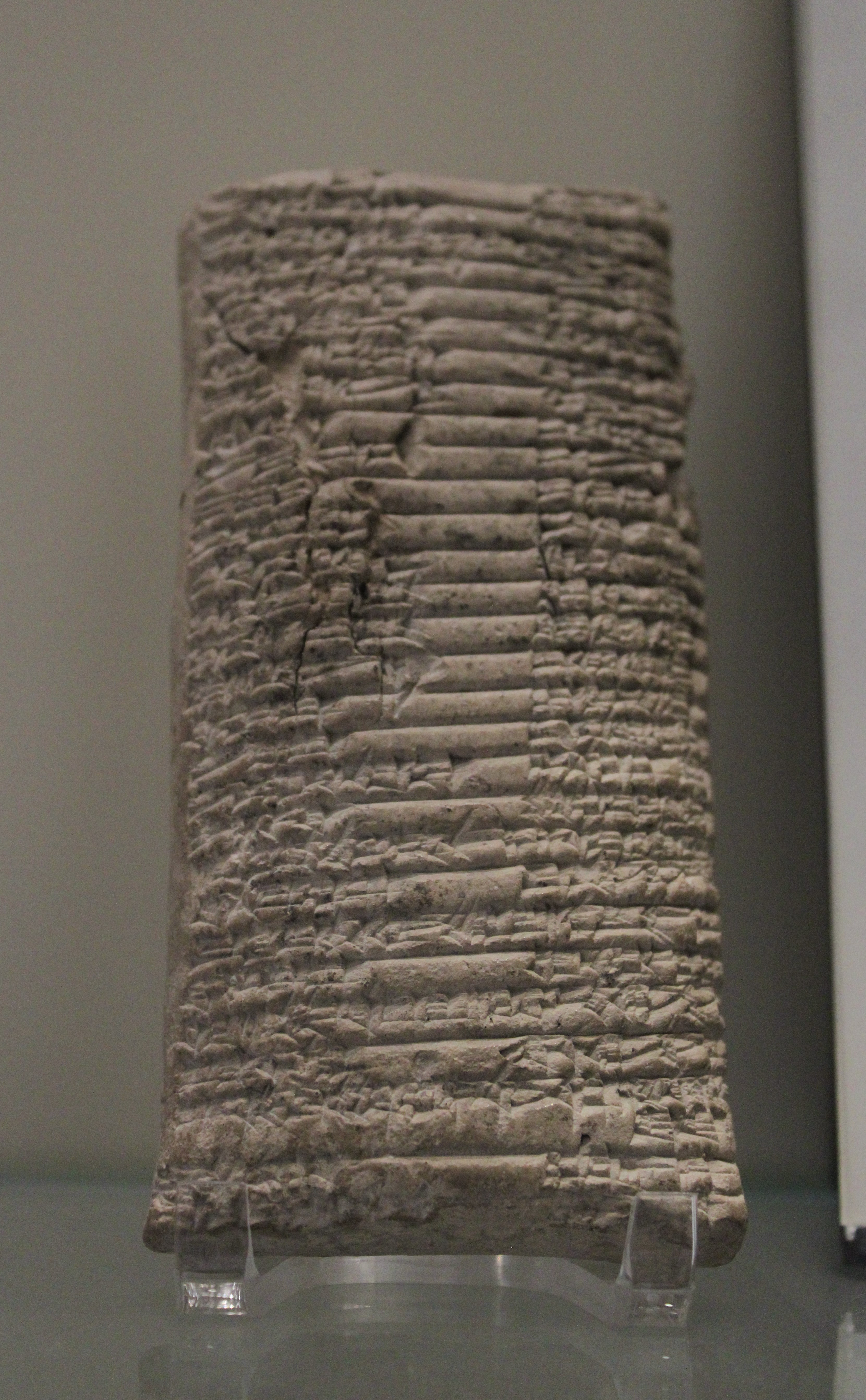
Copie de la Malédiction d'Akkad, début du Musée du Louvre.

Le récit le plus répandu à son propos est la Malédiction d'Akkad, récit en sumérien de la fin du IIIe millénaire av. J.-C.. Il est constitué de 280 lignes, préservé intégralement car il est connu par de nombreuses copies : parmi les textes dans cette langue, seul le mythe Lugal-e semble l'avoir surpassé en popularité. Il s'agit d'une fiction historique brodant un récit de déclin autour de la reconstruction du temple d'Enlil de Nippur par Naram-Sin et la chute de cet empire, ce qui suggère que le texte a été élaboré dans les cercles lettrés de ce sanctuaire, peut-être un avertissement adressé aux rois de la troisième dynastie d'Ur au cas où ils le négligent. Il s'appuie sur la philosophie de l'histoire de la fin du IIIe millénaire av. J.-C. et du début du IIe millénaire av. J.-C., dont la formulation la plus claire est celle donnée par la Liste royale sumérienne : les dieux accordent successivement leurs faveurs à plusieurs dynasties (sumérien bala, « cycle »), une seule exerçant la royauté à la fois. C'est un récit très sophistiqué, dans lequel Naram-Sin devient une figure tragique. Le récit explique comment Enlil, maître de la royauté, après avoir accordé ses faveurs aux rois d'Akkad et permis à Naram-Sin de disposer d'un royaume prospère, lui retire la royauté. Le motif de ce revirement n'est pas expliqué, pas plus qu'il ne l'est dans la Liste royale sumérienne. Recevant dans un rêve le présage du destin funeste de son empire, Naram-Sin devient prostré et inactif pendant sept années, puis fait accomplir des présages afin de recevoir le signe qu'il doit restaurer le temple d'Enlil à Nippur, et ainsi regagner sa faveur. Comme il n'obtient pas de réponse favorable, il décide de détruire le temple. En représailles, Enlil déchaîne contre lui des hordes barbares, incarnées dans le récit par les Gutis.
Que la royauté d'Agadé ne résiderait pas agréablement dans une demeure stable,

que son futur ne serait en rien favorable,

que les maisons seraient ébranlées et (le contenu des) magasins dispersé,

(tout cela), que Narām-Sîn avait vu en rêve,

il le comprit dans son for intérieur,

mais ne l'articule pas ni n'en parle avec qui que ce soit.

À cause de (l'ordre de) l'Ekur, il revêtit un haillon,

recouvrit son char d'une natte de roseaux,

enleva la cabane de son bateau magur

et fit don de son attirail royal.

Narām-Sîn fixa (un délai) de sept ans.

Qui a jamais vu un roi

mettre les mains sur la tête durant sept années?

À lui qui organisait une consultation à cause du temple,

l'oracle ne lui répondit pas de construire le temple.
— La Malédiction d'Akkad, l. 83 à 95, trad. P. Attinger
La période paléo-babylonienne (v. 2000-1600 av. J.-C.) voit l'élaboration d'un cycle de récits autour des figures de Sargon et de Naram-Sin, cette fois-ci en akkadien. Ils sont connus par des copies du XVIIIe siècle av. J.-C. qui proviennent essentiellement du milieu scolaire : il s'agit de tablettes d'exercice d'apprentis scribes qui s'étaient soumis à l'exercice de copie de passages de textes d'un niveau avancé. De ce fait ils ne sont pas intégralement préservés. Si Sargon y apparaît sans équivoque comme un infatigable guerrier et conquérant, Naram-Sin y est une figure plus ambivalente, mais pas aussi négative que dans la tradition sumérienne reflétée par la Malédiction d'Akkad. Ces récits relaient des messages différents, mais ce qui ressort avant tout est l'aspect transitoire de la gloire et la fragilité d'un royaume fondé uniquement sur la puissance militaire, ce qui prend à rebours les discours officiels de Naram-Sin, et aussi ceux des rois paléo-babyloniens. Il n'est pour autant pas assuré qu'il s'agisse d'une forme de discours subversif.

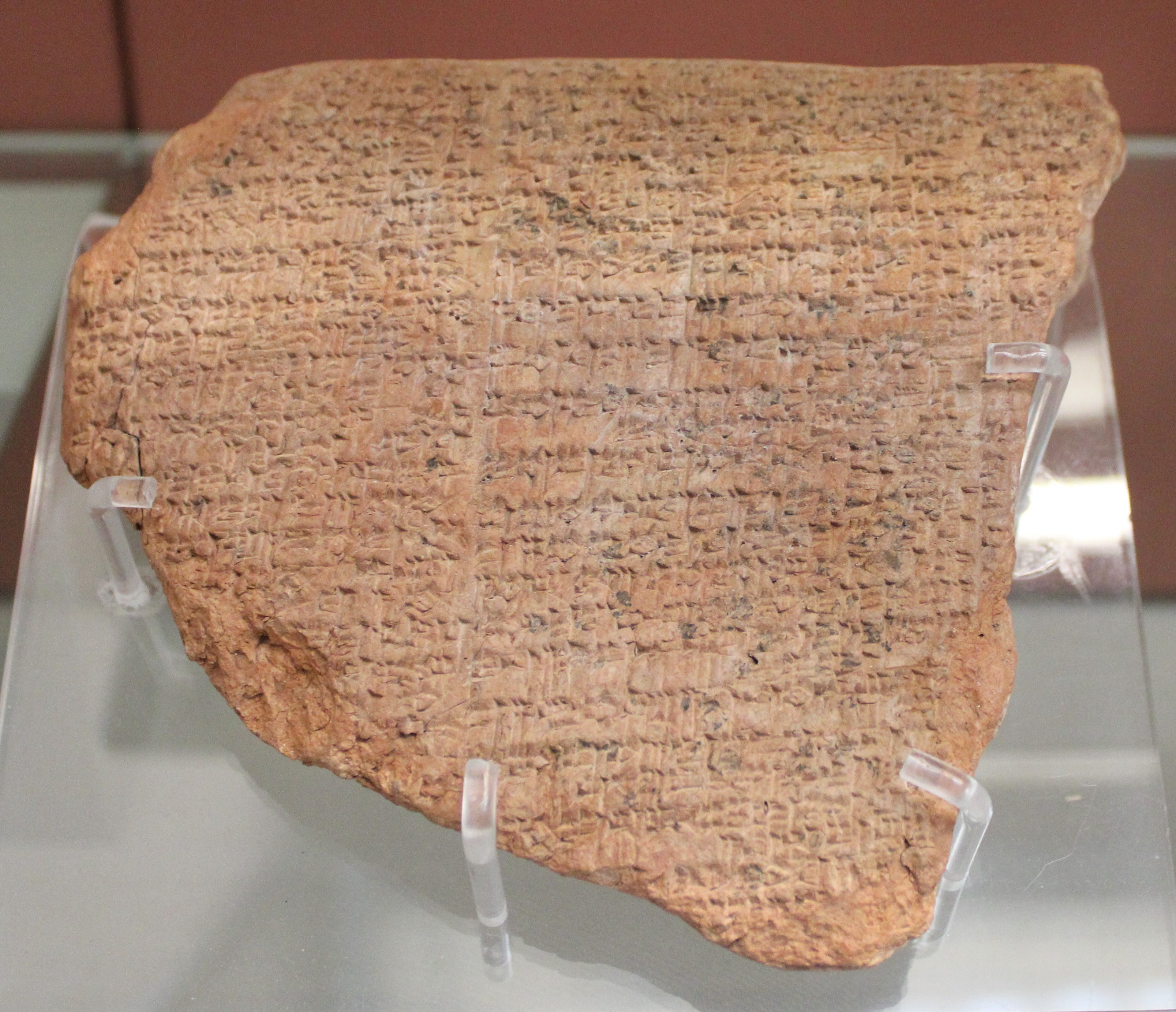
Récit de la prise d'Apishal par Naram-Sin, début du British Museum.

Un texte relate le siège d'Apishal mentionné dans plusieurs présages historiques mais dont la réalité historique est discutée ; Naram-Sin y remporte la victoire, mais se montre finalement magnanime envers le roi vaincu qui est réinstallé sur son trône. Un groupe de textes a pour sujet la Grande Révolte, et semblent s'appuyer en partie sur les inscriptions du roi relatant cet événement,.
Le plus élaboré des textes en akkadien sur ce roi qui nous soit parvenu est la Légende kuthéenne de Naram-Sin (ou Naram-Sin et les hordes ennemies), élaboré vers la fin de l'époque paléo-babylonienne, et qui fait l'objet d'une nouvelle composition au début du Ier millénaire av. J.-C. Naram-Sin y apparaît d'abord comme un souverain imbu de lui-même. Il fait face à une révolte de sept souverains démoniaques étrangers qui dévastent son royaume. Les présages qu'il fait accomplir ne lui annoncent rien de favorable, mais il envoie tout de même ses troupes, qui sont taillées en pièces par ses ennemis. Il reçoit finalement un présage lui disant de ne pas attaquer ses ennemis, qui ont été envoyés par les dieux pour le punir de sa démesure. Naram-Sin connaît alors un revirement de personnalité, et fait inscrire sur une stèle le récit de ses malheurs, enjoignant à ceux qui le liront dans le futur d'assurer la prospérité et la solidité de leurs royaumes plutôt que de faire la guerre.

« Si tu veux que tes bases soient stables et, toi-même faire l'amour sur le sein de ta femme, mets ta confiance dans tes murailles, remplis d'eau tes fossés ; tes coffres, ton grain, ton argent, tes biens meubles, fais-les entrer dans ta ville fortifiée. Raccroche tes armes, laisse-les à l'abri ! Réserve ta vaillance, assure ton propre salut ! »

### Sources primaires
- Edmond Sollberger et Jean-Robert Kupper, Inscriptions royales sumériennes et akkadiennes, Paris, Le Cerf, coll. « Littératures anciennes du Proche-Orient », 1971, p. 105-112
- (en) Douglas Frayne, The Royal inscriptions of Mesopotamia, Early periods : vol. 2, Sargonic and Gutian periods : 2334-2113 BC, Toronto, Toronto University Press, 1993, p. 84-181

### Articles synthétiques
- (en) Douglas R. Frayne, « Narām-Sîn A. », dans Reallexicon der Assyriologie und Vorderasiatischen Archäologie, vol. 9 (3/4), Berlin, De Gruyter, 1999, p. 169-174
- Bertrand Lafont, « Narâm-Sîn (d'Akkad) », dans Francis Joannès (dir.), Dictionnaire de la civilisation mésopotamienne, Paris, 2001, p. 557-560

### Empire d'Akkad
- (en) Sabina Franke, « Kings of Akkad: Sargon and Naram-Sin », dans Jack M. Sasson (dir.), Civilizations of the Ancient Near East, New York, Scribner, 1995, p. 831-841
- (en) Aage Westenholz, « The Old Akkadian Period: History and Culture », dans Walther Sallaberger et Aage Westenholz, Mesopotamien: Akkade-Zeit und Ur III-Zeit, Fribourg et Göttingen, Universitätsverlag Freiburg Schweiz et Vandenhoeck & Ruprecht, coll. « Orbis Biblicus et Orientalis », 1999, p. 17-118
- (en) Benjamin R. Foster, The Age of Agade : Inventing empire in ancient Mesopotamia, Londres et New York, Routledge / Taylor & Francis Group, 2016
- Bertrand Lafont, « Akkad, l'empire charismatique (2330-2100) », dans Bertrand Lafont, Aline Tenu, Philippe Clancier et Francis Joannès, Mésopotamie : De Gilgamesh à Artaban (3300-120 av. J.-C.), Paris, Belin, coll. « Mondes anciens », 2017, p. 165-199
- (en) Ingo Schrakamp, « The Kingdom of Akkad: A View from Within », dans Karen Radner, Nadine Moeller et Daniel T. Potts (dir.), The Oxford History of the Ancient Near East, Volume 1: From the Beginnings to Old Kingdom Egypt and the Dynasty of Akkad, New York, Oxford University Press, 2020, p. 612-685
- (en) Piotr Michalowski, « The Kingdom of Akkad in Contact with the World », dans Karen Radner, Nadine Moeller et Daniel T. Potts (dir.), The Oxford History of the Ancient Near East, Volume 1: From the Beginnings to Old Kingdom Egypt and the Dynasty of Akkad, New York, Oxford University Press, 2020, p. 686-764
- (en) Piotr Steinkeller, « The Sargonic and Ur III Empires », dans Peter Fibiger Bang, C.A. Bayly et Walter Scheidel (dir.), The Oxford World History of Empire, Oxford, Oxford University Press, 2021, p. 43-72

### Tradition littéraire
- Jean-Jacques Glassner, La Chute d'Akkadé : L'événement et sa mémoire, Berlin, Dietrich Reimer Verlag, 1986
- (en) Joan Goodnick-Westenholz, Legends of the Kings of Akkade, Winona Lake, Eisenbrauns, 1997

### Autres ouvrages et articles
- (en) Piotr Michalowski, « Early Mesopotamia », dans Andrew Feldherr et Grant Hardy (dir.), The Oxford History of Historical Writing : Volume 1: Beginnings to AD 600, Oxford, 2011, p. 5-28.
- (en) Zainab Bahrani, Mesopotamia : Ancient Art and Architecture, Londres, Thames & Hudson, 2017, chap. 6 (« Art of the Akkadian Dynasty »), p. 113-133
- (en) Piotr Steinkeller, History, Texts and Art in Early Babylonia, Berlin et Boston, De Gruyter, 2017